# Storia della Repubblica di Venezia

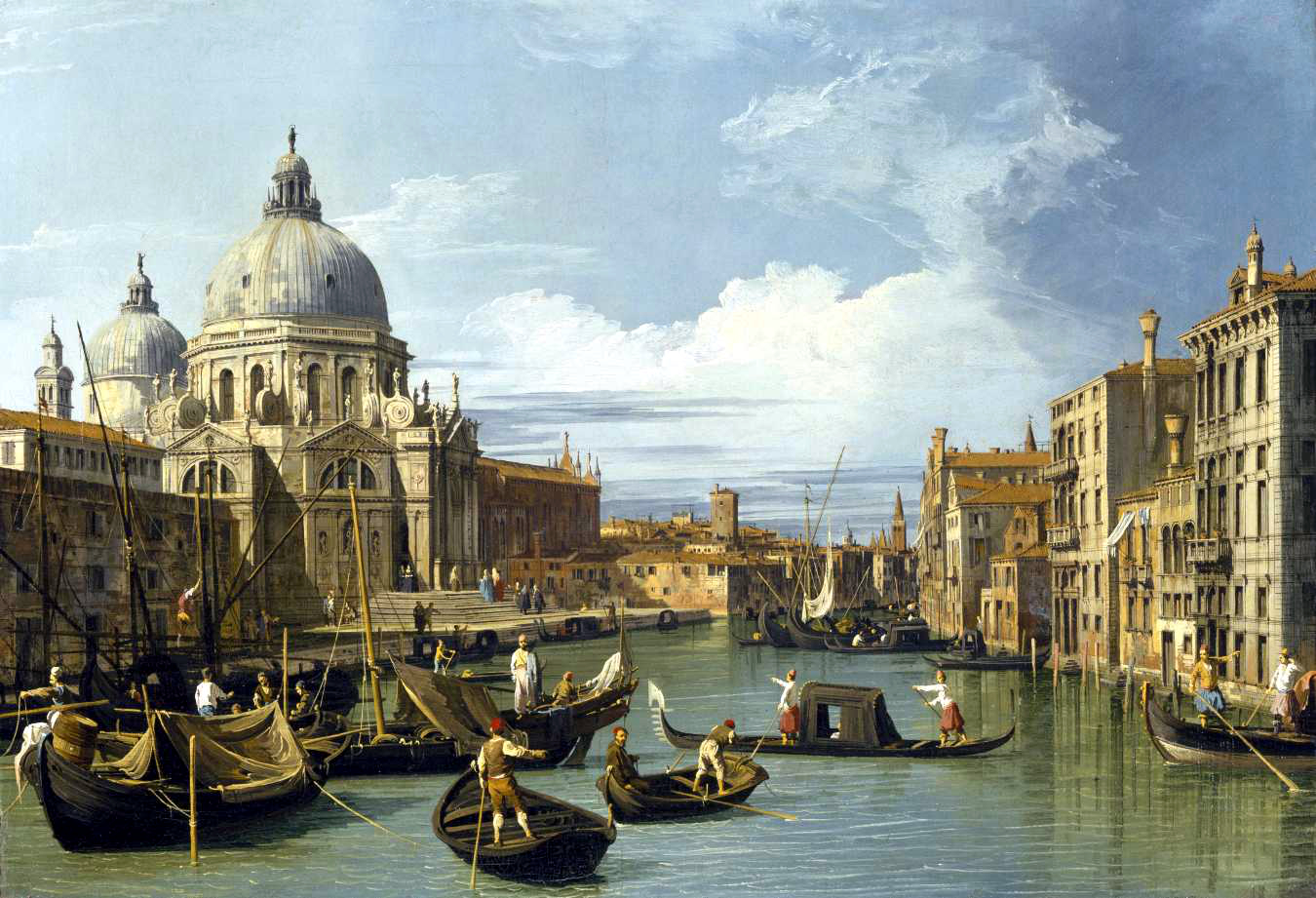
Venezia nel 1730, in un dipinto del Canaletto

La storia della Repubblica di Venezia inizia convenzionalmente con la nascita delle prime autonomie politiche nell'omonima laguna e dalla fondazione del Ducato di Venezia, e termina con l'annessione napoleonica del Veneto, comprendendo un periodo di oltre un millennio.
Venezia è una città che nasce sui resti di un sistema di insediamenti periferico della X Regio romana detta Venetia et Histria, che in seguito alle invasioni barbariche, già dal VI secolo, iniziarono a popolarsi di latini qui immigrati, al sicuro dagli assalti germanici, grazie alla protezione dell'Impero bizantino, dall'età di Giustiniano presente sul territorio in diverse forme amministrative. 
La lontananza geografica dalla capitale imperiale Costantinopoli da Ravenna, e il crescente sviluppo economico, furono le circostanze che permisero alla popolazione locale di raggiungere una discreta autonomia amministrativa che portò poi alla nascita di uno Stato autonomo comunemente noto come Repubblica di Venezia. 
In breve la città conquistò l'egemonia politica e militare nell'Adriatico e, fino alla Battaglia di Lepanto, in tutto il Mediterraneo, diventando pure il principale porto marittimo e centro di scambi economici. La società veneziana sentì ampiamente della grandezza del proprio Stato, partecipando attivamente alle decisioni e alle azioni militari internazionali, tanto che da un'organizzazione e cultura prettamente municipale a Venezia si formò presto una identità territoriale e un ordine civile a carattere nazionale. Va fatto notare che Venezia dal 1300 al 1500 è la terza città più popolata d'Europa e fino al 1700 una delle prime 5 in Europa.

## Origine ed età ducale

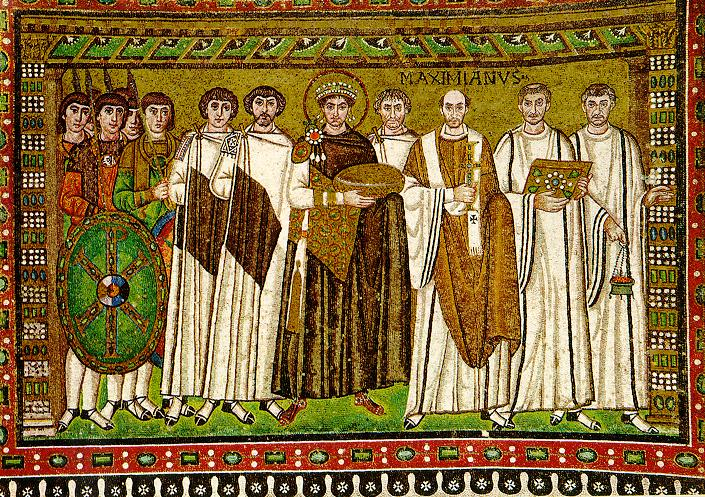
L'imperatore bizantino Giustiniano I con il suo seguito, raffigurato in un mosaico della Basilica di San Vitale, a Ravenna

La Repubblica di Venezia sembra aver avuto origine dai territori bizantini della Venetia maritima, dipendenti sin dalla metà del VI secolo dall'Esarcato di Ravenna, a seguito delle conquiste dell'imperatore Giustiniano I. Alcuni storici stabiliscono la data del 21 marzo 421 la nascita di Venezia da parte dei consoli patavini esuli da Padova. Infatti sempre nel 421 fu consacrata la Chiesa di San Giacomo di Rialto ancora oggi considerata la chiesa più antica di Venezia.
Oppure un'altra data proposta è il 401. Nel 452 l'arrivo degli Unni distrugge Aquileia e le altre città del Veneto spingendo una moltitudine di profughi, provenienti perfino da Roma, a cercare riparo nelle isole lagunari. La popolazione lagunare iniziò a governarsi con istituzioni autonome, capeggiate da tribuni eletti da un'assemblea popolare. Nel 537 Venezia inviò navi armate a fianco della flotta bizantina per rifornire e dare sostegno al generale Belisario assediato in Roma dai Goti.
La provincia della Venetia et Histria venne travolta nel 568 dall'invasione dei Longobardi, che ne occuparono l'entroterra, relegando i Venetici nelle aree costiere e lagunari, dove si svilupparono nuovi centri urbani: Grado, Caorle, Eracliana, Equilio, Torcello, Rivoalto, Metamauco, Chioggia e altri.
Nel 580 l'imperatore Tiberio II tentò di riordinare l'assetto territoriale aggregando questi territori nell'eparchia Annonaria, ma già nel 584 l'imperatore Maurizio separò i territori venetici da Ravenna, costituendoli in distretto col nome greco di Venetikà.

### La nascita del Ducato

Mappa dell'Italia bizantina agli inizi dell'VIII secolo, epoca del trattato con Liutprando che definiva i confini della Venetia maritima

Tra la fine del VII secolo e gli inizi dell'VIII secolo come le altre province bizantine d'Italia la Venetia venne eretta in ducato, con a capo un governatore sia militare sia civile avente il titolo di dux.
Secondo la tradizione il primo duca della Venetia fu l'opitergino - o eracleense - Paolo Lucio Anafesto, l'inizio del cui governo è convenzionalmente posto nel 697, durante il regno di Leonzio, posticipabile però al 698 stando alla Chronicon Altinate, mentre il diacono Giovanni fa risalire l'evento addirittura agli anni della reggenza imperiale di Anastasio II, dunque attorno al 713, attribuendo inoltre l'elezione agli stessi Venetici.
Il nuovo duca riuscì a consolidare i confini attraverso un trattato col re longobardo Liutprando, ma cadde ucciso poi nel 717 in una congiura organizzata da nobili equiliani.
Succedette quindi a Paoluccio Anafesto come duca il suo vecchio magister militum, Marcello Tegalliano . Questi si trovò a dover affrontare l'annosa e spinosa questione delle due sedi rivali del patriarcato di Aquileia - la longobarda Aquileia, appunto, e la venetica Grado - ciascuna delle quali rivendicava l'esclusiva legittimità. Egli intervenne dunque presso papa Gregorio II, perorando la causa del patriarca Donato di Grado e ottenendo per lui il riconoscimento del titolo patriarcale di Grado come sede autonoma. Marcello, poi detto Tegalliano, morì nel 726. Pare si trattasse di morte naturale e che sia stato sepolto a Eraclea.

### La rivolta anti-iconoclasta
La morte di Marcello Tegalliano giunse in un momento di grave crisi politica provocata dalle conseguenze dei provvedimenti iconoclasti ordinati dall'imperatore Leone: nel 726 l'Italia cadde così preda di rivolte intestine e molti ducati bizantini insorsero contro Costantinopoli e Ravenna. I veneti in rivolta nominarono così autonomamente nel parlamento a Eraclea tra i tribuni un dux (dal latino, <comandante>; da cui poi sarebbe derivato il termine doge), nella persona di Orso Ipato.
Della situazione approfittarono nel 727 i Longobardi che occuparono Bologna e minacciarono Ravenna, provocando la fuga dell'esarca Paolo. Per reazione, papa Gregorio II esortò il duca Orso a fornire aiuto all'esarca. Nel 728 la capitale Ravenna venne riconquistata dai Bizantini aiutati dai Veneziani; l'autorità di Orso Ipato fu legittimata l'anno successivo, 728, con la concessione imperiale del titolo di Ipato.

### Il regime deimagistri militum
Agli inizi dell'VIII secolo una nuova e grave rivolta scosse l'Esarcato: guidata da Giorgio Ioanniccio, a seguito dell'applicazione delle norme del concilio in Trullo, condannante la pratica latina del celibato ecclesiastico, la ribellione assorbì l'attenzione del nuovo esarca Eutichio, che riuscì però infine a soffocarla. L'esarca riuscì anche a riportare sotto il completo controllo bizantino la Venetia: approfittando infatti dell'assassinio del duca Orso, coinvolto nell'ennesimo scontro tra Eracliana ed Equilio, Eutichio ordinò nel 738 che il governo del ducato fosse assegnato a magistrati militari annuali, i Magistri Militum. Garantitosi così la fedeltà della Venetia e la riscossione delle sue tasse, Eutichio riparò nel 740 nelle lagune allorché i Longobardi occuparono nuovamente Ravenna. L'anno successivo, 741, Eutichio riprese la città con l'aiuto del magister militum Gioviano Cepanico, che venne in cambio nominato Ipato. Il potere bizantino sull'Italia appariva tuttavia in inarrestabile declino, mentre nella Venezia si riaccendevano per l'ennesima volta gli scontri tra le città rivali di Eracliana ed Equilio.

### La conquista dell'elettività ducale

L'Italia nel 751, anno della caduta dell'Esarcato di Ravenna

Nel 742 il nuovo magister militum Giovanni Fabriciaco, eracleense, intervenne pesantemente nelle dispute interne in favore della propria città. Gli scontri risultarono talmente violenti che uno dei teatri del confronto venne in quel periodo persino ribattezzato canale homicidiale ("canale dell'omicidio"). La situazione, divenuta intollerabile, portò infine alla deposizione dell'ultimo maestro dei soldati e al trasferimento della capitale a Metamauco, dove con la concessione imperiale i Venetici si videro conferita la potestà all'autonoma nomina del Dux: il potere venne dunque affidato al figlio dell'ultimo duca, Teodato Orso. L'evento sancì per la prima volta il diritto esclusivo della Concione popolare, cioè l'assemblea generale degli uomini liberi e del clero, alla nomina del supremo magistrato.

### La caduta dell'Esarcato

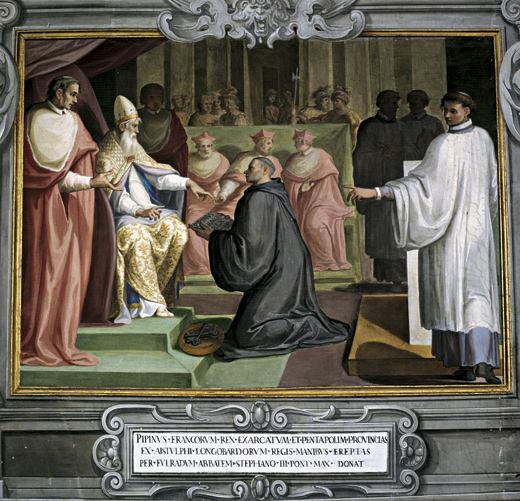
La Promissio Carisiaca: donazione di Pipino il Breve a papa Stefano II delle terre dell'Esarcato

Il governo di Teodato dovette far fronte a una situazione di sempre crescente minaccia longobarda: nel 743 Liutprando si impossessò di Cesena e l'esarca Eutichio, sentendosi direttamente minacciato, chiese aiuto a Papa Zaccaria, il quale intercesse presso il re per ottenere la salvezza di Ravenna, avviando al contempo i primi contatti con Pipino, maggiordomo di palazzo del re dei Franchi Childerico III, alla ricerca di alleati in grado di tener testa ai Longobardi.
Appena pochi anni dopo tuttavia, nel 751, il re longobardo Astolfo prese d'assalto Ravenna, ponendo fine all'Esarcato. Eutichio si rifugiò a Bari, ma non fu mai più in grado di riprendere la città. Di fronte alla tragica situazione dei Bizantini, il Ducato di Venezia si ritrovò quasi completamente isolato nell'Adriatico settentrionale. Il duca Teodato, reagì rinforzando la propria frontiera meridionale, rimasta sguarnita dopo la caduta di Ravenna, erigendo la nuova fortezza della Torre delle Bebbe, nei pressi dell'antica foce dell'Adige. Il nuovo assetto politico conseguente al declino del potere imperiale influì anche nella componente amministrativa del territorio: al trasferimento della capitale a Malamocco dovette infatti coincidere anche la vittoria definitiva del partito insulano, mercantile e legato ai commerci marittimi, contro quello dei fondiari e degli agrari legato agli ultimi lembi di terraferma.
La popolazione romanica dell'Esarcato, frattanto, perso il riferimento rappresentato dall'Esarca, trovò come unico riferimento il papato, che si poneva come erede del sistema giuridico e sociale imperiale: Stefano II, spaventato dal successo di Astolfo, accelerò così l'alleanza con i Franchi di Pipino contro il re longobardo, inaugurando una nuova politica per tutta la Chiesa occidentale. Pipino, dal canto suo, inviò ambasciatori al Papa per saggiarne la disponibilità a incoronarlo re dei Franchi al posto dell'imbelle Childerico: il papa puntualmente ordinò l'arresto e la tonsura del re, che venne deposto, permettendo a Pipino di instaurare una nuova dinastia. Fatto l'accordo, nel 754 i Franchi calarono in Italia, battendo Astolfo e costringendolo ad abbandonare le recenti conquiste, consegnandole a papa Stefano II attraverso la Promissio Carisiaca.
Mentre accadevano proprio questi avvenimenti il ducato di Teodato venne bruscamente interrotto da una congiura, che portò nel 755 brevemente al potere Galla Gaulo.
Dopo l'insignificante e brevissima reggenza di Galla Gaulo, terminata nel 756, seguì quella di Domenico Monegario. Il nuovo duca vide però il proprio potere limitato dalla presenza di due tribuni, eletti per affiancarlo e controllarne l'operato, forse per volontà del partito fondiario che trovava nell'antico sistema tribunizio un sostegno al proprio potere agrario. Nel corso degli otto anni successivi il Monegario tentò invano di liberarsi della tutela tribunizia, ma, non riuscendovi, finì infine per soccombere: deposto e scacciato, venne sostituito dall'eracleense Maurizio Galbaio.

### Il tentativo di annessione franca

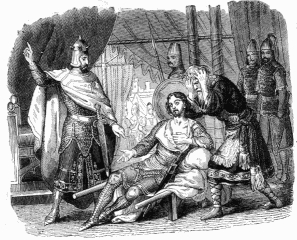
Adelchi, figlio del re dei Longobardi Desiderio, sconfitto da Carlo, re dei Franchi

I Venetici - scoraggiati dalle lotte createsi durante il ducato del Monegario - preferirono non ricorrere più alla nomina dei tribuni supervisori, cosicché il nuovo duca, libero dal loro controllo e lontano da quello del suo signore, il basileus di Costantinopoli, poté iniziare a configurare il proprio potere con piglio monarchico: su modello degli imperatori bizantini, egli adottò la pratica di associazione al trono del proprio successore designato, prendendosi come collega, o co-Dux, il figlio Giovanni.
Maurizio e Giovanni si trovarono ben presto a dover fronteggiare un nemico molto più pericoloso di quelli che avevano sino ad allora minacciato la Venezia. Divenuto infatti nuovo sovrano dei Franchi, Carlo, figlio di Pipino, papa Adriano I ricorse nuovamente nel 774 all'aiuto d'oltralpe per contrastare il pericolo longobardo, rappresentato dalle mire di re Desiderio: sceso dunque in Italia, Carlo riuscì facilmente ad aver ragione di Desiderio e a proclamarsi rex Longobardorum. Tra le conseguenze di questo enorme rivolgimento politico vi fu il riconoscimento a Carlo, da parte di papa Adriano, del diritto sul controllo della Venezia e dell'Istria, che il papa stesso riteneva sua proprietà in quanto antiche province dell'Esarcato. La decisione provocò ben presto attriti con le popolazioni lagunari, dove vennero a formarsi due opposti partiti: uno filo-franco, capeggiato dal patriarca Giovanni IV, e uno filo-bizantino, capeggiato dai due dogi.

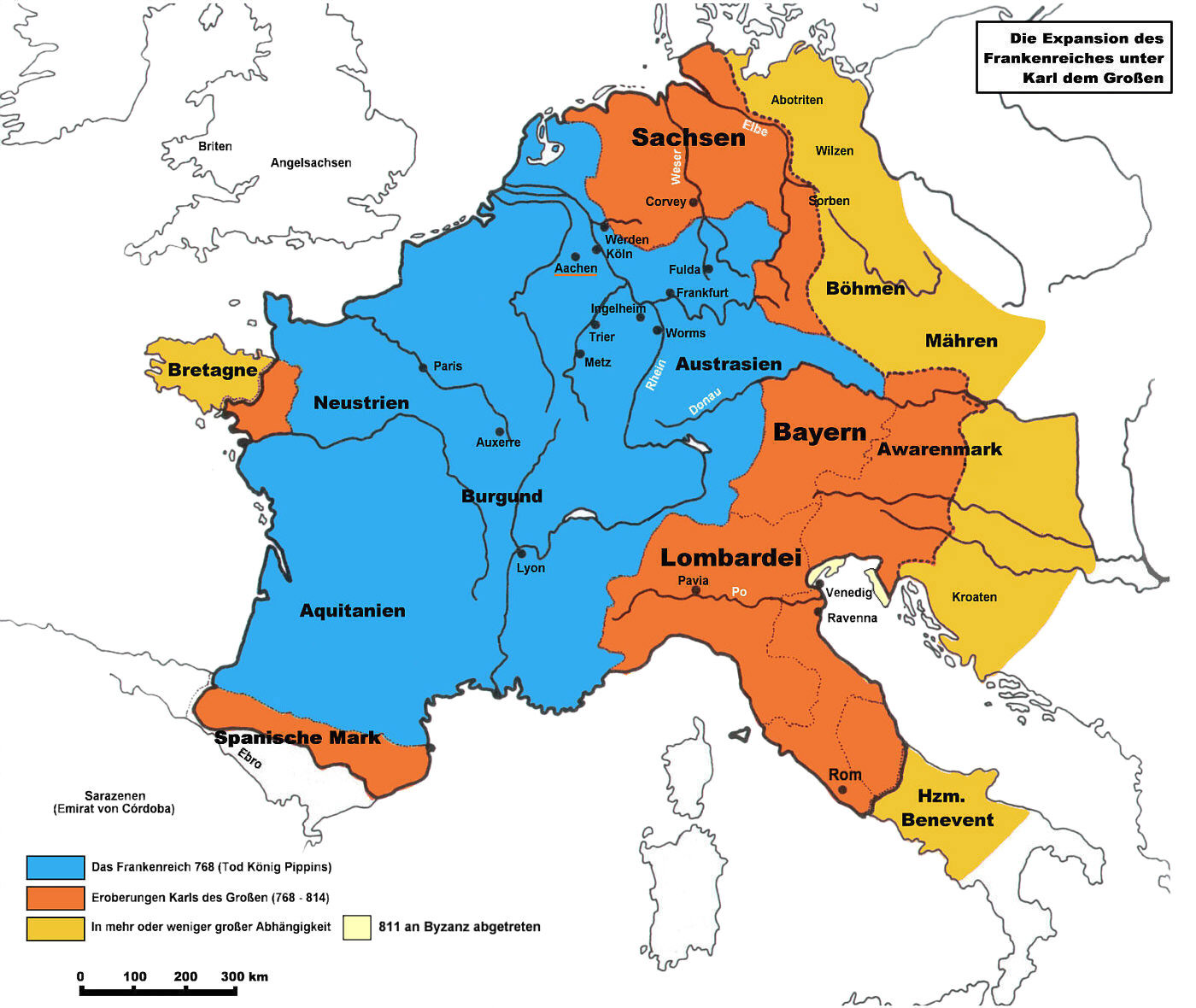
Regno di Carlo Magno, dopo la sconfitta degli avari (791), in giallo la Venetia bizantina

Nel 785 le prime schermaglie diplomatiche con i Franchi e con il papa si risolsero con l'espulsione dei mercanti veneziani dalla Pentapoli pontificia e con la confisca di tutte le loro proprietà nel ravennate, istigate dall'accusa - non infondata - da parte del patriarca Giovanni di condurre l'illecito commercio di schiavi ed eunuchi. Dopo questo primo colpo, terreno di scontro divenne la nuova diocesi di Olivolo (eretta nel 776 e sorta annettendo alcuni territori di Malamocco come Luprio, Dorsoduro e Rialto): morto il primo vescovo, Obelerio, i dogi indicarono nel 797 come successore il greco Cristoforo Damiata, la cui nomina venne duramente avversata dal patriarca, che rifiutò di dare la propria conferma.
Le tensioni crebbero quindi ulteriormente allorché, con l'incoronazione di Carlo ad Augusto nella notte di Natale dell'800, i Franchi entrarono in aperta collisione con l'Impero bizantino, il quale si considerava esclusivo depositario della tradizione imperiale. Nella Venezia si giunse dunque alla resa dei conti e, nell'802, il duca Giovanni prese d'assalto Grado, catturando e uccidendo il patriarca, cui succedette il nipote Fortunato. Quest'ultimo tentò poco tempo dopo di vendicare lo zio ordendo una congiura contro Giovanni Galbaio, frattanto rimasto unico doge alla morte del padre. Scoperto, Fortunato venne costretto all'esilio, assieme agli altri principali esponenti del partito filo-franco. Della vittoria approfittò immediatamente la città di Eracliana, che estese il proprio controllo a gran parte delle terre patriarcali, provocando a sua volta la reazione dell'antica rivale, Equilio, e il riaccendersi della guerra intestina. Nell'804, così, uno degli esuli filofranchi, l'ex-tribuno di Metamauco Obelerio Antenoreo, guadagnatosi il favore di Carlo Magno, riuscì a organizzare una rivolta a Metamauco che rovesciò il duca Giovanni Galbaio e portò al potere lo stesso Obelerio.
Divenuto duca, Obelerio associò al governo il fratello Beato, più orientato su posizioni filo-bizantine. I due si rivolsero dunque a risolvere in modo definitivo l'annoso problema causato dalle rivalità tra Equilio ed Eracliana. L'intervento ducale fu brutale e definitivo: le due città vennero prese d'assalto, le difese abbattute e i maggiorenti deportati a Metamauco. Divenuto così padrone della situazione, grazie anche all'accentramento del sistema amministrativo, Obelerio nell'805 poté dar sfogo alle aspirazioni del suo partito ponendo la Venezia sotto la tutela franca.

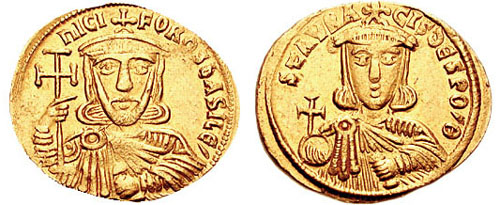
Solido raffigurante Niceforo I il Logoteta e il figlio Stauracio

L'atto non lasciò però indifferenti i Bizantini. L'imperatore Niceforo I, che già aveva inviato le proprie truppe a riprendere il controllo della Dalmazia, occupata nell'806 dai Franchi, inviò nell'Adriatico una potente flotta al comando del patrizio Niceta. Il duca Obelerio si affrettò dunque a rinnovare l'antica fedeltà a Costantinopoli, ricevendone in cambio il titolo di protospatario. Le gerarchie filo-bizantine vennero ripristinate e il co-Dux Beato seguì Niceta a Costantinopoli con l'ordine di presentarsi al cospetto dell'imperatore, dal quale fu benevolmente accolto, ricevendo il titolo di Ipato prima di poter rientrare a Metamauco.
Nell'809 i Bizantini poterono così utilizzare liberamente la Venezia come base per le loro operazioni contro i Franchi. Giunse infatti dall'oriente una nuova flotta, al comando del duca di Cefalonia Paolo, con l'incarico di intavolare trattative con il nuovo re d'Italia, Pipino, figlio di Carlo, e, in caso d'insuccesso, di passare alle vie di fatto. Fallite entrambe le opzioni, Paolo lasciò l'Adriatico, lasciando la Venezia sola contro l'ira di Pipino. Il sovrano franco attaccò dunque il Ducato dalla terra e dal mare con l'intenzione di annetterlo definitivamente. Dopo gli iniziali successi l'operazione si arrestò davanti alla strenua resistenza di Metamauco. La parziale distruzione della flotta franca per opera dei Venetici e le notizie riguardanti l'approssimarsi della flotta bizantina convinsero infine i Franchi ad abbandonare la Venezia e tentare l'assalto alla Dalmazia, desistendo però anche qui al sopraggiungere dei Bizantini.
La vittoria contro il fallito tentativo di conquista franco provocò come principale conseguenza il definitivo successo del partito filo-bizantino. Il duca Obelerio venne deposto e consegnato al plenipotenziario bizantino Arsacio, giunto per trattare la pace coi Franchi. Obelerio seguì l'ambasciatore prima alla corte carolingia di Aquisgrana, infine a Costantinopoli, dove la missione dovette in fretta rientrare per l'improvvisa morte del basileus Niceforo, caduto lungo la frontiera bulgara. Con la pax Nicephori, Carlo Magno, ottenuto il riconoscimento del titolo imperiale, rinunciò al dominio sulla laguna veneta e sulla Dalmazia. I Venetici rinnovarono la lealtà verso Bisanzio, mantenendo però i vecchi privilegi e le antiche autonomie conquistate, tanto che le città adriatiche non furono incluse nel nuovo sistema burocratico bizantino fondato sui themata. La supremazia filo-bizantina venne infine suggellata dall'ascesa al trono ducale di un nobile eracleense, Angelo Partecipazio, particolarmente distintosi nel corso del conflitto.

### L'età dei Parteciaci: la nascita di Venezia e l'origine del legame con San Marco

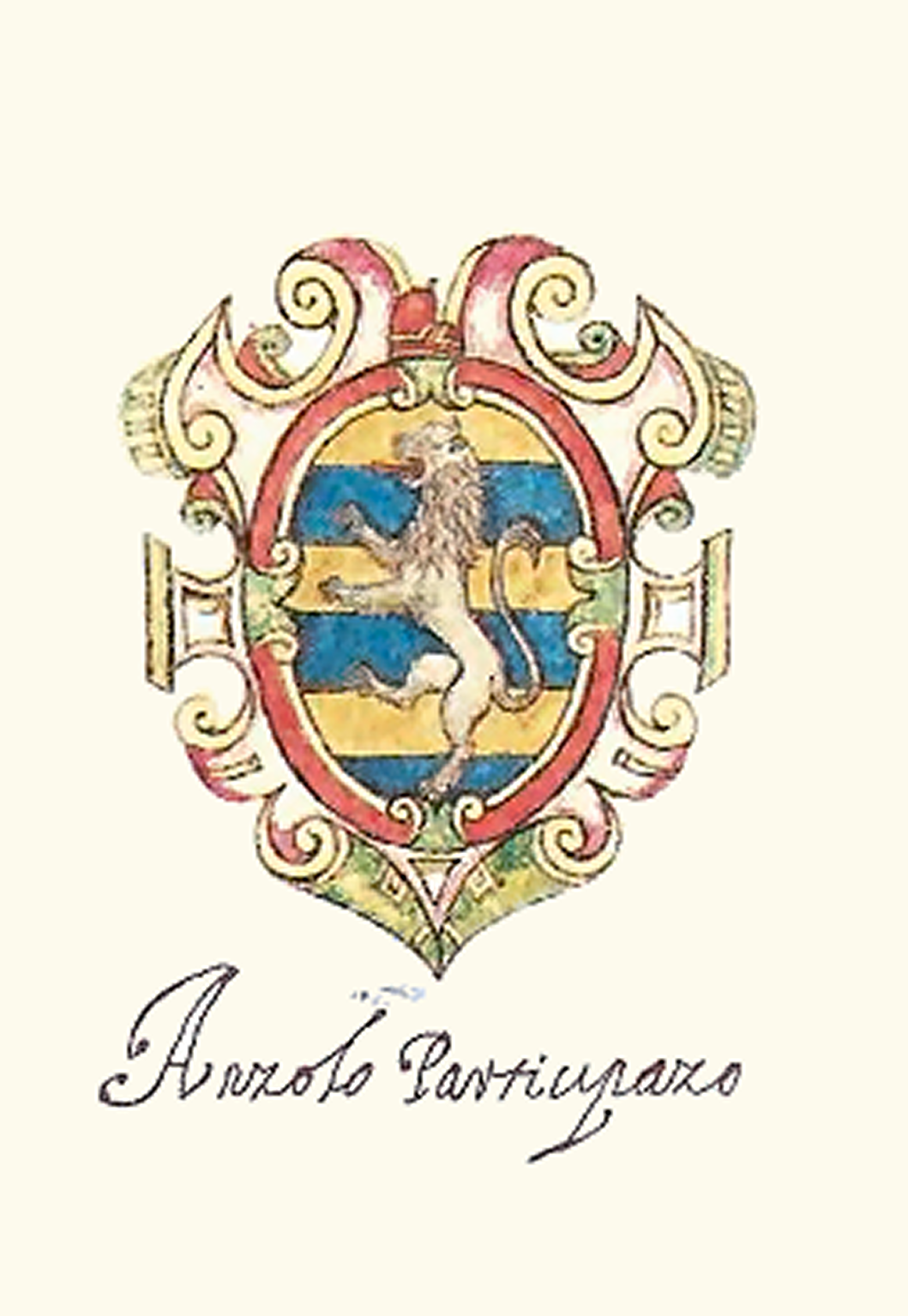
Lo stemma del doge Angelo Partecipazio e della famiglia dei Particeciaci

Divenuto duca, nell'812 Angelo Partecipazio spostò la sede ducale da Metamauco, troppo coinvolta nelle precedenti vicende politiche e rivelatasi troppo esposta alle minacce esterne, trasferendola a Rivoalto, che divenne la nuova capitale ducale, al centro della laguna. Le isole centrali della laguna, infatti, dopo il lungo periodo di instabilità causato dalle lotte fra il partito di Malamocco e i fondiari della terraferma, si erano rivelate un nuovo rifugio per le popolazioni locali, garantendo una stabilità sufficiente per le principali attività economiche. Così anche la densità demografica dell'area dovette aumentare attorno al VII secolo, epoca in cui sorsero le chiese di San Moisè e San Giacomo dell'Orio. Il nuovo duca dispose la costruzione a Rialto del palazzo ducale e soprattutto la rinascita della natìa Eracliana, che venne ricostruita, col nome di Civitas Nova Heracliana come luogo di villeggiatura della famiglia ducale e delle altre famiglie più eminenti di Venezia.

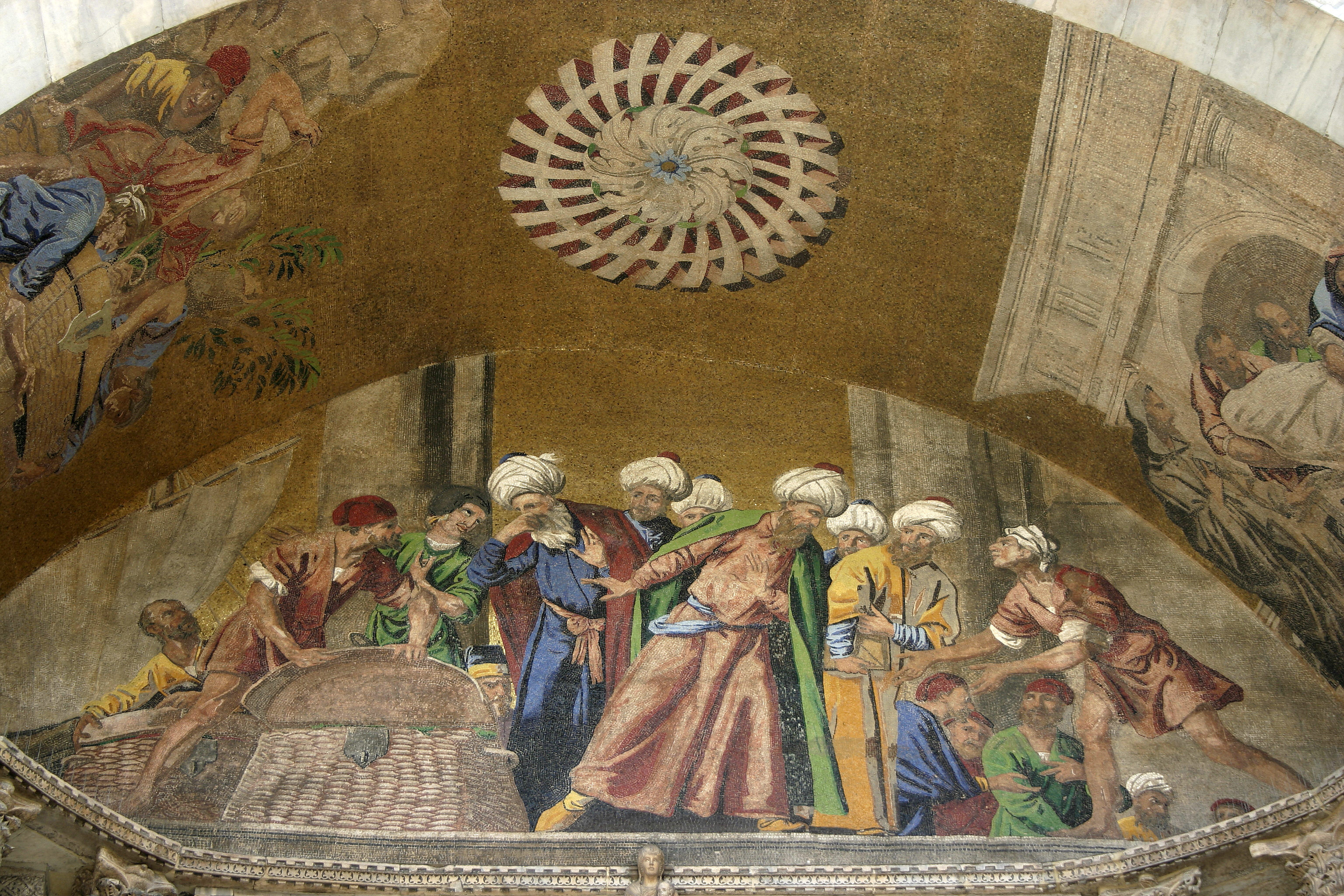
Il trafugamento del corpo di San Marco da Alessandria d'Egitto in una raffigurazione musiva sulla facciata della basilica di San Marco a Venezia

In quello stesso anno 827 succedette ad Angelo il figlio e collega Giustiniano. Il cui primo atto fu di rispondere all'imperatore d'Oriente Michele II, il quale chiedeva aiuto militare per un intervento contro i Saraceni in Sicilia, fatto che rappresentava un riconoscimento della forza militare della nascente Venezia: il successo della spedizione aumentò di molto il prestigio del Partecipazio, il quale rischiava però di essere scalfito politicamente dall'esito del concilio convocato a Mantova dall'imperatore franco Lotario. Questi aveva infatti ottenuto il ripristino della primazia del patriarcato di Aquileia su quello di Grado e, dunque, sull'intera chiesa veneziana, minacciandone la sottomissione e riunificazione. Questa situazione di crisi religiosa venne brillantemente superata, però, quando giunse a Venezia il 31 gennaio 828 il corpo di San Marco, trafugato da Alessandria d'Egitto dai mercanti venetici Bon da Malamocco e Rustego da Torcello: il possesso di una simile reliquia risollevò infatti il prestigio della chiesa di Venezia, annullando le velleità di riunificazione di Lotario. L'arrivo dell'Evangelista ebbe, proprio per l'enorme prestigio connesso al suo possesso, un fortissimo impatto sulla nascente città. Il Santo venne dichiarato immediatamente nuovo patrono dello Stato a fianco del precedente bizantino San Teodoro, iniziando ad assurgere rapidamente a simbolo stesso dello Stato veneziano.

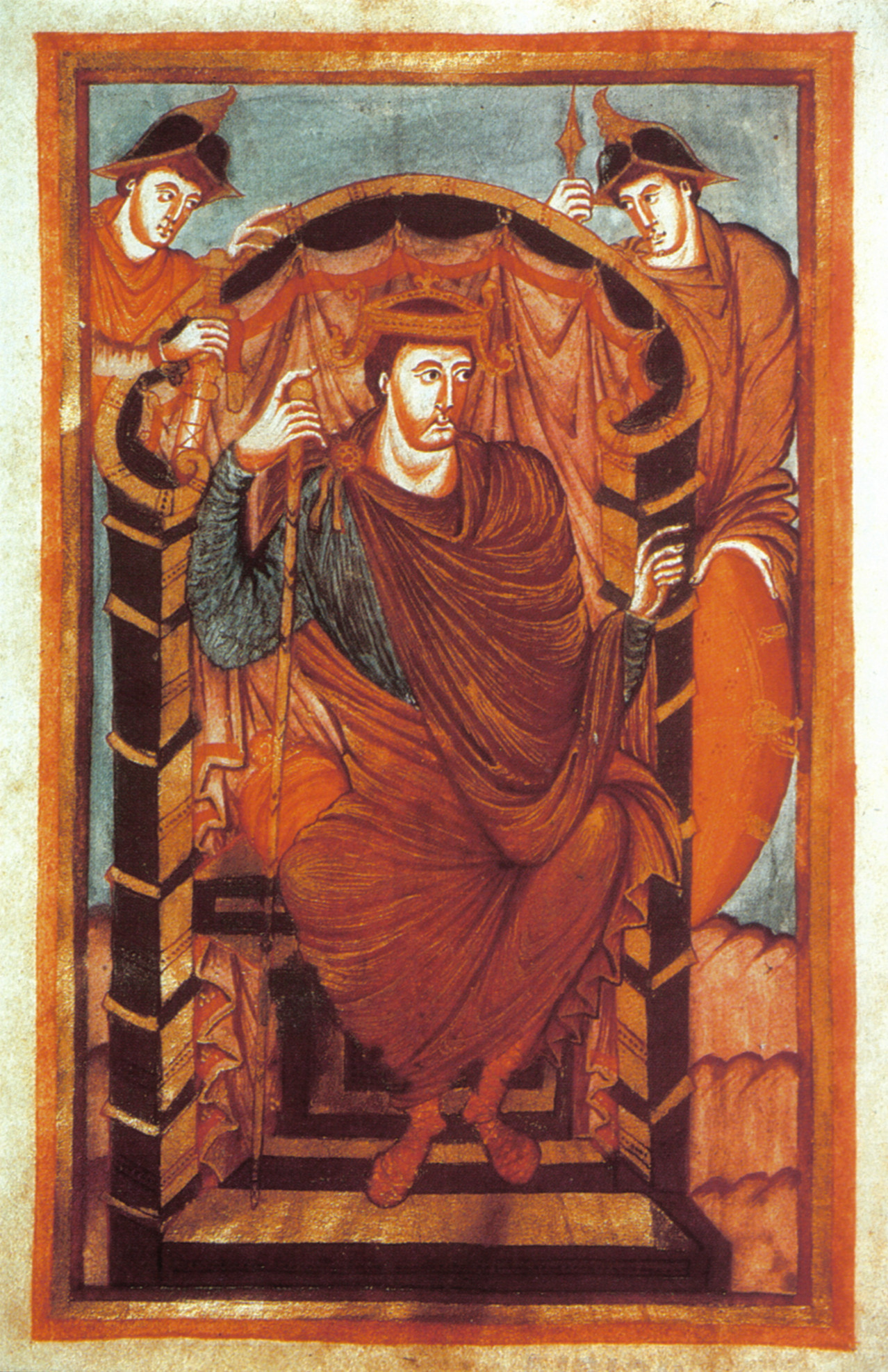
Lotario I: il suo tentativo di sottomettere la Chiesa veneziana venne vanificato dal prestigio conseguente il possesso della reliquia di San Marco

Al doge succedette poco dopo, nell'828, l'altro fratello, Giovanni I Partecipazio, associato in extremis al trono, il quale si trovò però ben presto minacciato. L'improvviso ritorno in laguna del deposto doge Obelerio, fuggito da Costantinopoli, provocò infatti un'estesa rivolta delle popolazioni di Metamauco e Vigilia: i Parteciaci reagirono però questa volta con estremo vigore ed entrambe le città vennero crudelmente punite col fuoco. Una nuova minaccia venne rappresentata però poco dopo dalla ribellione del tribuno Caroso, il quale riuscì a usurpare il seggio ducale per alcuni mesi, col sostegno di numerosi notabili. La situazione venne salvata dall'intervento di un altro Parteciaco, Orso Partecipazio, vescovo di Olivolo, il quale riuscì a sua volta a rovesciare il Caroso che viene accecato e i suoi alleati uccisi e a richiamare sul trono Giovanni I, giusto in tempo per la solenne consacrazione della nuova basilica di San Marco. La scelta di venire però a patti coi pirati slavi che minacciavano il commercio adriatico risultò infine fatale per i Parteciaci: una nuova rivolta guidata nell'836 dai Mastalici di Rialto si oppose al governo di Giovanni e la famiglia eracleense perse il potere. Nuovi interessi economici vennero così a controllare il potere a Venezia: fu nominato duca Pietro Tradonico.
Al sicuro nella nuova città il ducato veneziano rimase un'isola bizantina nel mare del Medioevo feudale d'occidente, acquisendo sempre maggiore autonomia e nell'840, ad esempio, il doge di propria iniziativa promulgò il Pactum Lotharii con il Sacro Romano Impero. In questo periodo che si venne sviluppando il sistema di famiglie patrizie in concorrenza per il potere (segno ne sono le frequenti rivolte e deposizioni dei "Dogi", tonsurati, accecati ed esiliati), nucleo della futura oligarchia mercantile a capo dello Stato.Nell'842 la flotta veneziana viene sconfitta dai Saraceni nei pressi di Sansego.

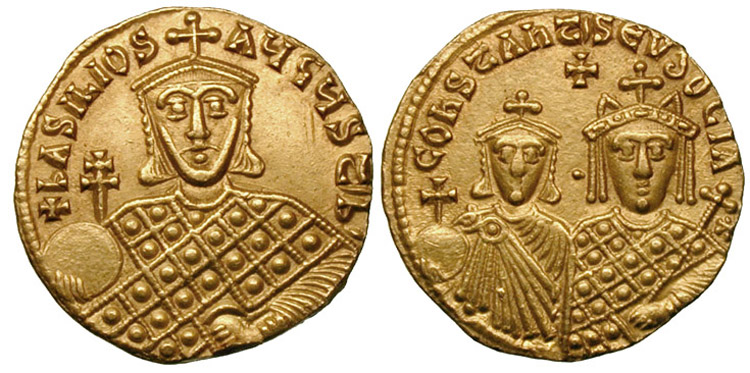
Solido di Basilio I il Macedone e della moglie Eudossia Ingerina: i Parteciaci si imparentarono con gli imperatori bizantini attraverso il doge Orso I

In un periodo che va dal 855 e l'880 la zecca veneziana prende forma ed incomincia a battere moneta.
Nell'864 il Tradonico venne trucidato all'uscita dalla messa di consacrazione della chiesa di San Zaccaria, uno dei simboli del potere dei Parteciaci, che l'avevano eretta grazie alla generosa donazione fatta al doge Angelo dal Basileus dei Romani Leone l'Armeno, che aveva inviato all'uopo il corpo di San Zaccaria e l'oro necessario all'edificazione. L'assassinio contrassegnò il ritorno al potere dei Parteciaci, tra i quali venne designato il nuovo doge: Orso I. Il doge, per fugare ogni dubbio di un suo coinvolgimento, perseguì duramente gli assassini del Tradonico, ma al contempo allontanò da Rialto i fedelissimi del predecessore, deportandoli, seppur tra concessioni e privilegi, nell'abitato di Popilia. Orso Partecipazio si rivolse prima quindi contro i saraceni che sconfigge a Taranto nel 867 ed i pirati slavi, gli accordi coi quali tanto cari erano costati alla sua famiglia, e successivamente verso Aquileia, dove strinse nell'880 un trattato con il patriarca Valperto per porre fine alle scorrerie nel territorio di Grado. In quello stesso anno dovette però subire un'incursione slava che portò al saccheggio di Cittanova. Frattanto Orso Partecipaeio aveva rinsaldato i legami con Bisanzio, sposando una nipote dell'imperatore Basilio I il Macedone, dalla quale aveva avuto quattro figli, e fregiandosi del titolo di protospatario. Il duca, il cui legame matrimoniale con gli imperatori orientali proiettava la famiglia parteciaca a un livello mai conosciuto prima dagli esponenti del patriziato venetico, consolidò la successione dinastica associando il figlio Giovanni II Partecipazio, che gli succedette quindi regolarmente nell'881.
Giovanni tentò di controllare il crescente potere commerciale di Comacchio chiedendo al papa di nominarne signore il fratello Badoario. Questi cadde però in un'imboscata tesagli lungo il viaggio per Roma da Marino, legittimo conte di Comacchio. Giovanni reagì allora nell 883 assaltando e distruggendo Comacchio, restituendola poi - fortemente ridimensionata - al papa. Giovanni, privo di figli, tentò invano di assicurare la stabilità della dinastia trasmettendo il potere ai fratelli, ma la prematura morte di Badoario prima, quella Pietro Partecipazio, suo primo co-Dux, poi, e infine la rinuncia alla successione dell'altro fratello e collega Orso I Partecipazio resero inutili tutti i suoi sforzi. Gravemente malato, alla sua abdicazione, nell'887, Giovanni II dovette accettare che la successione dinastica venisse nuovamente interrotta e che la scelta del doge ricadesse esclusivamente sulla volontà dell'assemblea popolare. Viene eletto nuovo Doge Pietro I Candiano il quale parte con una flotta contro gli Slavi Narentani ma il 18 settembre muore in battaglia nei pressi di Macarsca. È il primo Doge a morire in battaglia. Riprende per breve tempo potere Giovanni II Partecipazio per poi passare il potere al nuovo Doge eletto Pietro Tribuno nell'888.

### L'invasione degli Ungari
Il Doge Pietro Tribuno, nipote di Pietro Tradonico, il quale nel 900 si trovò ad affrontare l'invasione degli Ungari che, approfittando del caos in cui erano sprofondati in quell'epoca i domini dei Franchi, avevano preso a compiere scorrerie nell'Italia nord-orientale, sconfiggendo persino l'imperatore Berengario. Di fronte alla minaccia il duca veneziano rafforzò le difese delle lagune, avviando anche la costruzione di nuove mura per la difesa della nascente città di Venezia.
Gli Ungari, di ritorno vittoriosi verso le loro terre invasero il Ducato, prendendo d'assalto Cittanova Eracliana, Equilio, Brondolo e le due Chioggie, avanzando quindi verso il porto di Albiola, poco a sud di Metamauco, dove vennero però infine respinti e sconfitti. Il doge venne ricompensato con le lodi di Berengario e col titolo di protospatario da parte di Leone VI il Saggio.

### Il Ducato tra Parteciaci e Candiani

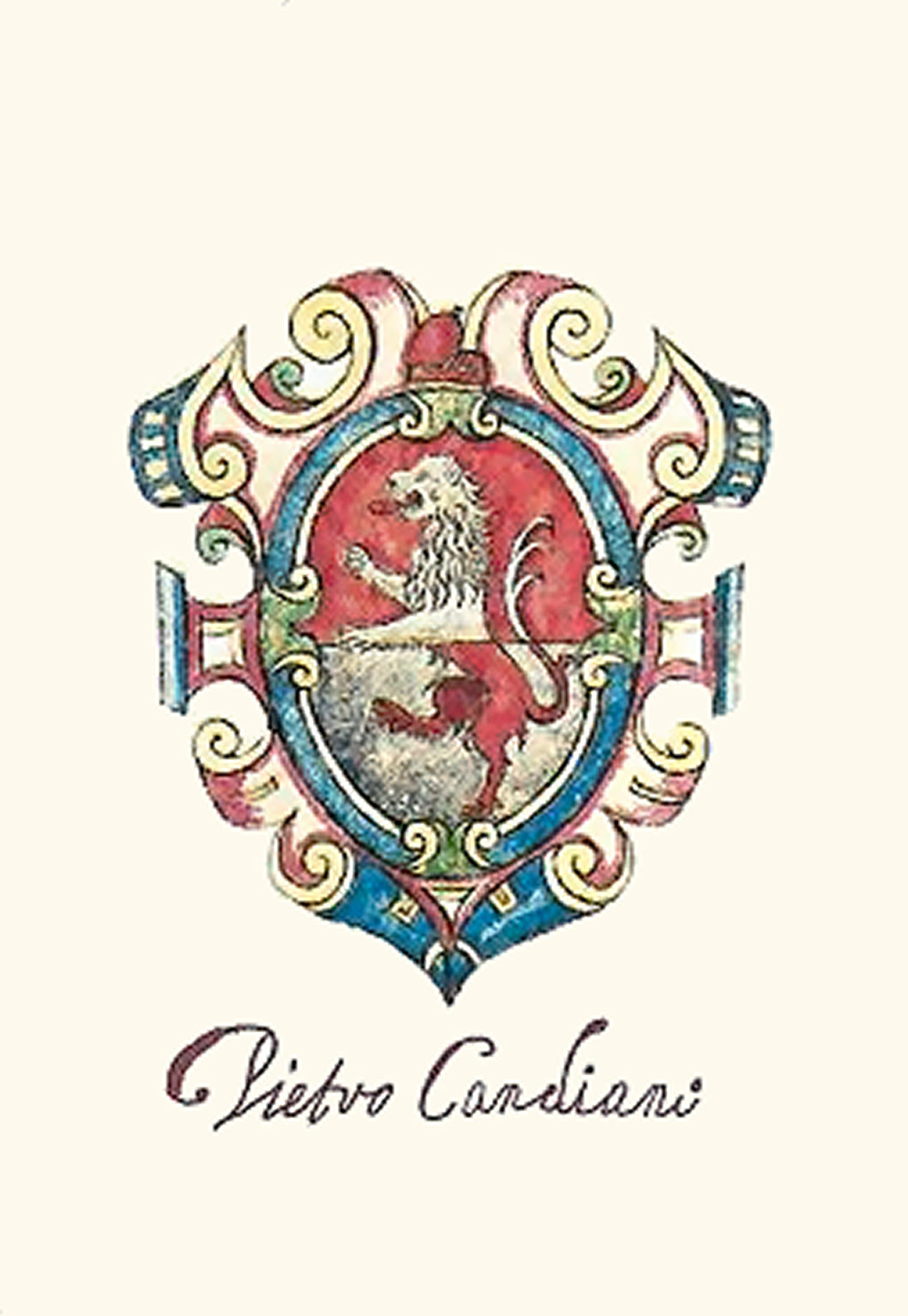
Lo stemma di Pietro I Candiano e della sua famiglia

Nel 912, alla morte del Tribuno, il potere tornò nuovamente nelle mani di un esponente dei Parteciaci, Orso II, il quale si impegnò immediatamente a rinsaldare i legami con Costantinopoli, inviandovi in ambasceria il figlio Pietro e ricevendo in cambio dagli imperatori Alessandro e Costantino VII anch'egli il titolo di protospatario. Nel 924, poi, il doge ottenne dal re d'Italia Rodolfo il rinnovo del privilegio di batter moneta, che nella cronaca Altinate sembra fosse già stato una prima volta riconosciuto all'epoca di Carlo Magno.
Abdicando Orso II nel 932 gli succedette Pietro II Candiano, il quale rivolse la propria attenzione all'Istria, le cui città costiere chiedevano protezione contro le scorrerie degli Slavi. Il trattato di alleanza provocò la reazione del marchese dell'Istria Vintero, della famiglia dei Lanteri, il quale, irritato per il sopruso, confiscò tutti i beni dei Veneziani nei suoi territori. La reazione di Pietro II fu un blocco navale che costrinse nel 933 Vintero a sottoscrivere con il Ducato di Venezia la pace di Rialto, con la quale si riconosceva libertà di commercio e navigazione ai Veneziani sulle coste istriane. Il doge si rivolse poi contro Comacchio, che risollevatasi, minacciava nuovamente gli interessi veneziani nell'Adriatico. La città venne assalita e costretta a piegarsi, approfittando della debolezza del re d'Italia Ugo di Arles, troppo impegnato nel tentativo di essere eletto imperatore e nelle dispute romane, dove il papato, proprio a seguito delle lotte di potere sorte attorno alle incoronazioni imperiali, era sprofondato nell'epoca della cosiddetta pornocrazia e giaceva nelle mani della spregiudicata senatrice Marozia.
Morto Orso, venne eletto doge per l'ultima volta nel 939 un Parteciaco, Pietro II, figlio di Orso II, il cui breve e tranquillo dogado terminò nel 942, quando venne eletto a succedergli Pietro III Candiano, figlio di Pietro II. Il doge dovette intervenire con un blocco navale in favore del patriarca Marino contro le minacce dell'aquileiense Lupo II, che il 13 marzo 944 firmò la pace e la promessa di non prendere mai più le armi contro Grado. Nel 948 il Candiano inviò una spedizione di trenta navi contro i Narentani, che disturbavano il commercio veneziano, ma il risultato fu un completo fallimento, tanto che nel 945 questi arrivarono ad assalire la stessa Olivolo, rapendone il 31 gennaio dalla cattedrale di San Pietro dodici fanciulle durante la durante la processio scholarum, una festa dei matrimoni. Il doge rispose inviando sulle tracce dei pirati la flotta, che li raggiunse il 2 febbraio a Caorle, sconfiggendoli e liberando le giovani donne. Nel 951, poi, Pietro III strinse accordi con il re d'Italia Berengario II, cercando poi di consolidare la dinastia candiana associando al trono il figlio Pietro IV Candiano, ma questi, decisosi ad affrettare la successione, tentò di rovesciare il padre, venendo sconfitto ed esiliato. Pietro IV, tuttavia, alleatosi col re Berengario e col marchese di Ravenna, prese a minacciare la Venezia. Per questo motivo nel 959, Pietro III, colpevole di aver data salva la vita al figlio, venne deposto e i Venetici, per evitare la guerra, si risolsero a richiamare Pietro IV dall'esilio e a farlo doge.

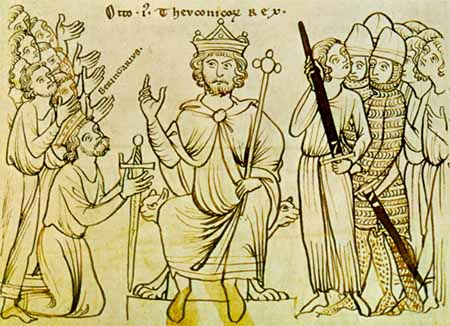
L'imperatore Ottone I di Sassonia raffigurato vittorioso su Berengario II: il sovrano tedesco si imparentò il doge Pietro IV Candiano

Divenuto dunque doge, Pietro vide cadere nel 961 il proprio potente alleato, Berengario, contro il quale scese in campo l'imperatore Ottone I in persona: catturato nel 963, Berengario venne esiliato e succeduto sul trono italico dallo stesso Ottone. Questo non frenò tuttavia l'atteggiamento dispotico e autoritario di Pietro IV Candiano, che nel 966 si legò a Ottone sposando la longobarda Waldrada, parente dell'imperatore. Questo legame provocò però il disappunto degli imperatori orientali, che si consideravano ancora legittimamente signori della Venezia, e l'imperatore bizantino Giovanni I Zimisce intimò nel 971 ai Veneziani di porre freno ai commerci coi Saraceni, che danneggiavano Bisanzio. Nel 973 Pietro IV Candiano vide morire anche l'altro suo grande protettore occidentale, Ottone, ma nonostante la condizione di debolezza, intenzionato a consolidare il potere. Fu la scintilla della rivolta: la popolazione si sollevò, assediando e dando alle fiamme il Palazzo e trucidando Pietro IV Candiano e il figlioletto minore: il doge, che si era circondato di mercenari stranieri, aveva contrastato gli interessi bizantini, deposto e accecato con l'accusa di simonia il vescovo di Olivolo venne gettato, cadavere, nel mattatoio pubblico.
Appena eletto, il nuovo doge, Pietro I Orseolo, dovette sostenere i propri diritti presso l'imperatore tedesco Ottone II, sobillato contro di lui dal patriarca Vitale Candiano e dalla principessa Valdrada, scampata all'eccidio del padre e rifugiatasi presso l'imperatrice madre di Germania, Adelaide. Giunti a una composizione, il doge e l'imperatore rinnovarono gli antichi accordi tra la Venezia e il Sacro Romano Impero. Libero da questa incombenza Pietro I Orseolo poté così dedicarsi alla ricostruzione del Palazzo e della basilica di San Marco, distrutti durante la rivolta assieme a una larga parte della città. Il suo ducato fu tuttavia breve, più attirato dalle necessità religiose che dalle incombenze mondane, costantemente minacciato dalle trame del patriarca Vitale, il doge rimase folgorato dall'incontro con l'abate di San Michele di Cuxa, giunto a Venezia per adorare le spoglie di San Marco. La notte del 1º settembre 978, così, Pietro Orseolo fuggì dalla città per ritirarsi in monastero sui Pirenei, dove morì diciannove anni dopo, meritando la canonizzazione da parte della Chiesa cattolica.
La fuga di Pietro consentì il ritorno al potere dei Candiani. L'assemblea nominò infatti doge Vitale Candiano, figlio di Pietro III e fratellastro dell'omonimo patriarca. La malferma salute del doge lo costrinse però ad abdicare dopo appena quattordici mesi, ritirandosi nell'abbazia di Sant'Ilario.
Succedette dunque nel 979 il Doge Tribuno Memmo, il cui regno venne però turbato dalle discordie interne. Inizialmente, infatti, l'imperatore Ottone II rinnovò i privilegi commerciali che già erano stati siglati con molti dogi, il giorno 7 giugno 983. Successivamente, le tensioni tra la fazione che appoggiava il Sacro Romano Impero, capeggiata dalla famiglia Coloprini, e quella più vicina all'impero d'oriente, appoggiata dai Morosini, portarono l'imperatore d'occidente a imporre il bando dei commerci a Venezia, mentre in città le proprietà dei traditori venivano prese d'assalto. Alla morte di Ottone II, avvenuta a Roma il 7 dicembre 983, i Coloprini ottennero il perdono e tornarono a Venezia: Tribuno Memmio mandò invano il figlio Maurizio a Costantinopoli in cerca di sostegno, ma non ottenne nulla e nel 991 fu costretto ad abdicare e a ritirarsi in convento. Nel 982 il Doge Tribuno Memmo cedette al monaco Giovanni Morosini l'isola di San Giorgio ove venne fondata l'Abbazia di San Giorgio Maggiore in tale documento viene citato Domenico Fiolarius fabbricante di ampolle. È il primo documento che riporta una lavorazione del vetro a Venezia.

## La grande espansione marittima e l'età comunale

I possedimenti veneziani intorno al 1000, dopo le conquiste di Pietro II Orseolo

Nel basso Medioevo, Venezia, sempre più indipendente dal lontano Impero bizantino, divenne estremamente ricca grazie al controllo dei commerci con il Levante e iniziò a espandersi nel Mar Adriatico. Questa fase d'espansione ebbe inizio sotto la dinastia degli Orseoli, inizialmente per combattere i pirati che opprimevano con le loro incursioni le coste veneziane, e portò a ricevere la sottomissione delle città costiere istriane e dalmate e il successivo riconoscimento da parte di Bisanzio del possesso del ducato di Dalmazia.

### L'età degli Orseoli

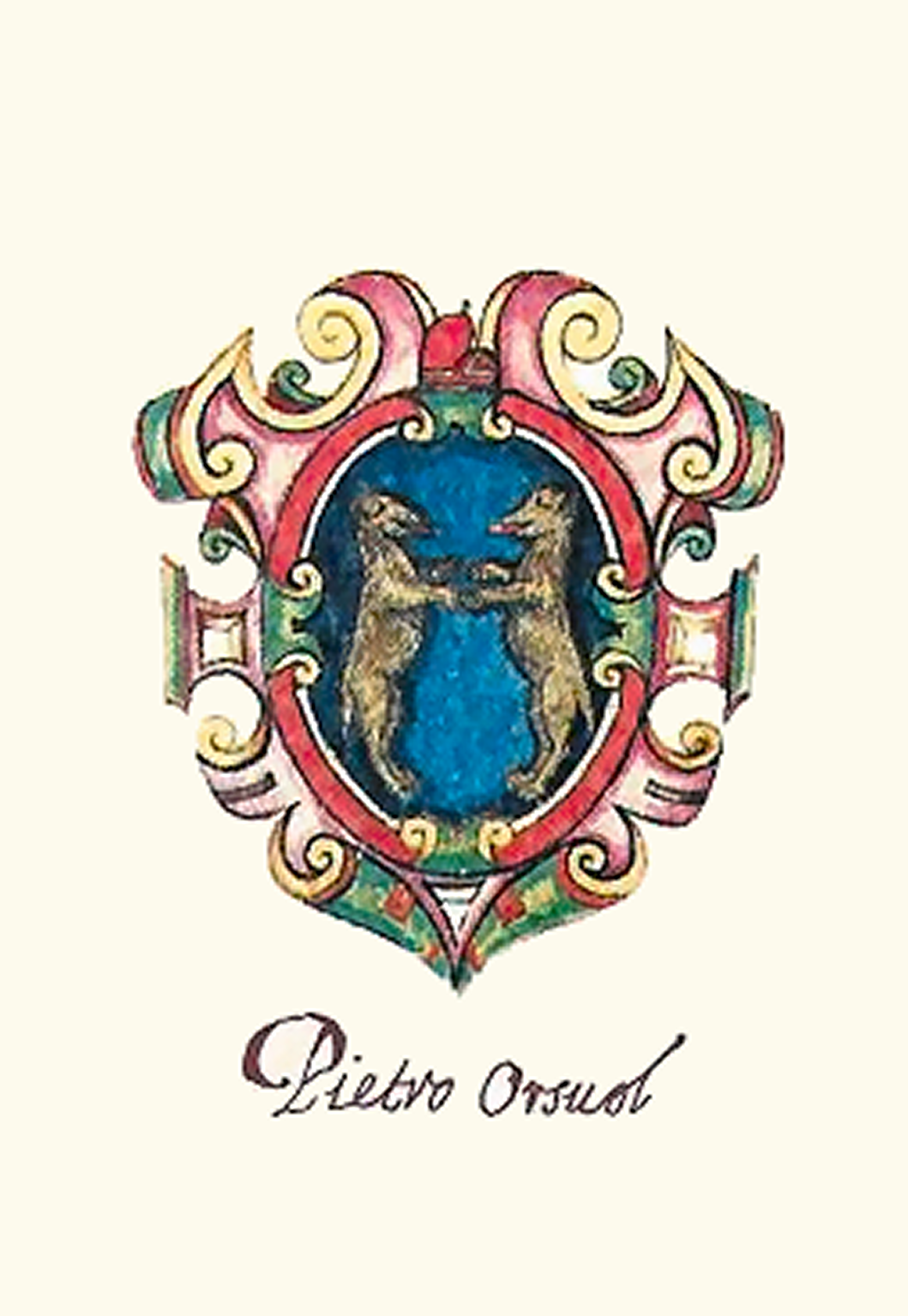
Lo stemma di Pietro II Orseolo e della sua dinastia

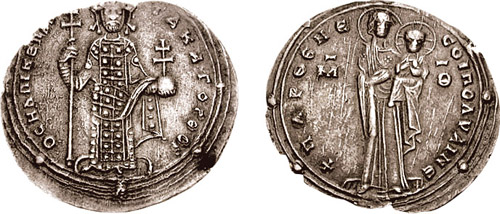
Miliarension di Romano III Argiro: il cognato del doge Pietro II Orseolo divenne nel 1028 Basileus dei Romei.

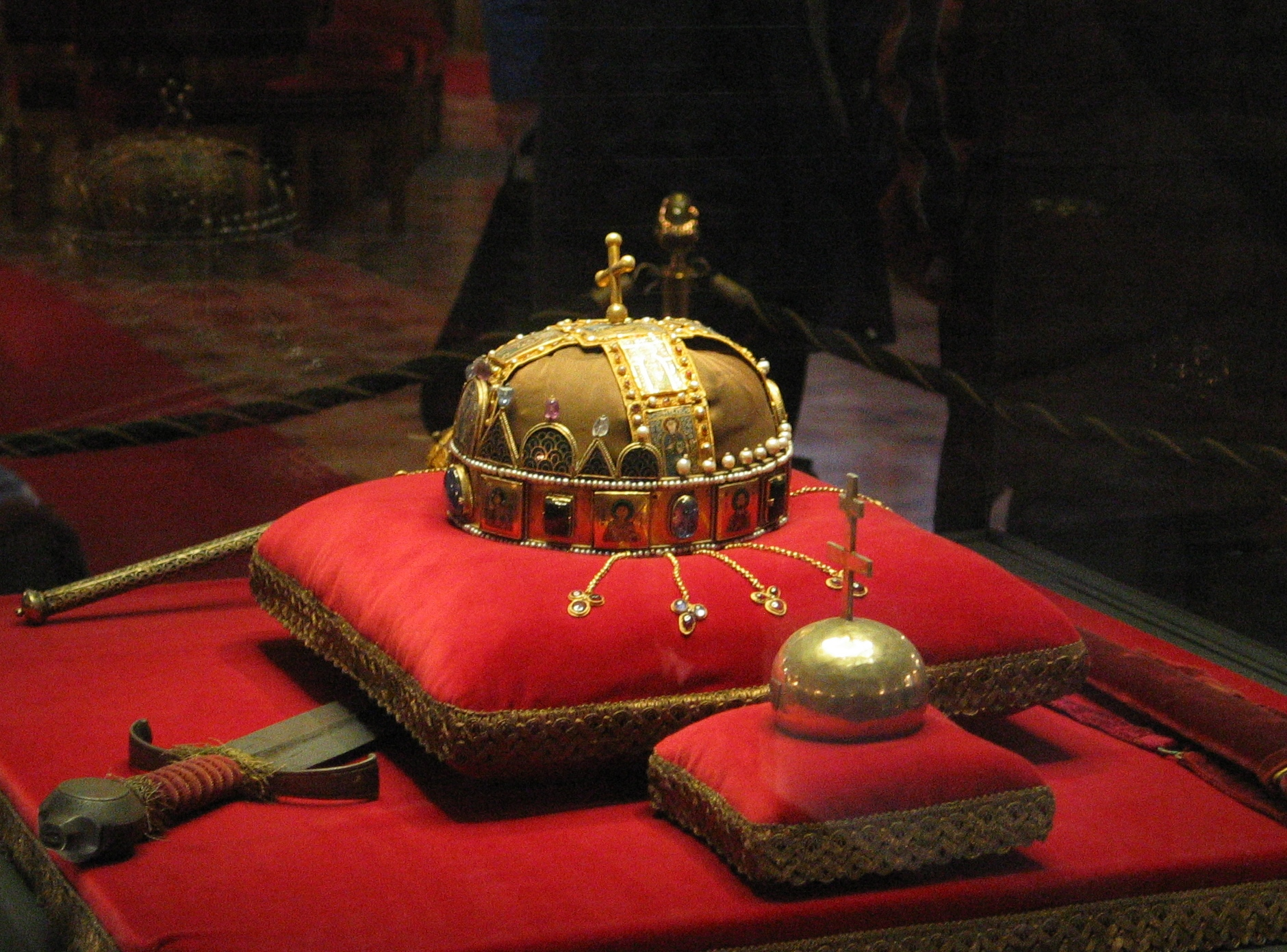
La corona di Santo Stefano e i regalia d'Ungheria: con il matrimonio tra Ottone Orseolo e la sorella del re d'Ungheria Stefano I gli Orseoli si assicurarono la successione al trono magiaro, avvenuta nel 1038 con Pietro, poi definitivamente deposto nel 1046

Nel 991 la Concio si trovò dunque a eleggere doge Pietro II Orseolo, figlio di quel Pietro I fuggito in monastero sui Pirenei. Il nuovo doge ricevette dall'imperatore Basilio II Bulgaroctono la concessione di una crisobolla, richiesta probabilmente ancora all'epoca del suo predecessore, che riconosceva ai veneziani l'alleggerimento delle imposizioni sulle attività commerciali nell'impero quale ricompensa dell'intervento veneziano contro Ottone II in Puglia. D'altro canto il duca strinse accordi con il nuovo imperatore tedesco Ottone III, il quale, allora indebolito nella sua autorità in Italia, accolse di buon grado le profferte d'amicizia, riconoscendo ulteriori esenzioni ai Veneziani anche in Occidente.
Come terza cosa, Pietro II strinse nuovi legami commerciali anche con gli stati musulmani d'Oriente e d'Occidente, incrementando la ricchezza commerciale della città. Quando nel 996 Ottone III di Germania scese in Italia a rivendicare i propri diritti, gli ambasciatori veneziani accorsero ad accoglierlo ancora sui passi delle Alpi: tale manifestazione di rispetto e amicizia valse al doge il privilegio di avere il figlio Pietro tenuto a cresima a Verona proprio dall'imperatore. Il giovane, avendo per padrino un personaggio di tale levatura, mutò persino in suo onore il proprio nome in Ottone Orseolo. Nello stesso anno Pietro II Orseolo organizzò una spedizione navale contro i pirati narentani che avevano ripreso a minacciare le coste e le rotte veneziane; i Narentani, sconfitti, iniziarono allora a vessare le popolazioni dalmate, che chiesero aiuto a Venezia. In quell'anno 998 il doge organizzò dunque un'altra grande flotta, salpando dal porto di Lido nel giorno dell'Ascensione: i Narentani furono costretti a trattare e le città della Dalmazia divennero protettorati di Venezia. La guerra continuò tuttavia a lungo, dato che i Narentani, trovato un valido alleato nel re di Croazia, che si vedeva usurpato della propria potestà sulle città dalmate (che governava con autorità di duca bizantino), ripresero una dura resistenza prima di essere sconfitti definitivamente, attorno al 1000.
Al ritorno a Venezia, nel 1001, il doge accolse in visita l'imperatore Ottone, che ne tenne a battesimo la figlia, poi, l'anno successivo, 1002, intervenne in soccorso dei bizantini, assediati dai saraceni a Bari liberando la città, mentre a Verona, il nuovo imperatore di Germania, Enrico II il Santo, teneva a battesimo il figlio minore di Pietro II, che assunse il nome di Enrico Orseolo. Il duca veneziano inviò quindi a Costantinopoli i figli, Ottone e Giovanni, per chiedere all'imperatore il riconoscimento del dominio veneziano sulla Dalmazia. Il successo della missione diplomatica nella capitale orientale venne coronato nel 1003 dal matrimonio di Giovanni con la nobildonna bizantina Maria Argira, sorella dell'eparca Romano e nipote dello stesso basileus e dalla concessione del titolo di baduario, ma soprattutto dal riconoscimento per Pietro II e i successori del titolo di Dux Veneticorum et Dalmaticorum.
Ottone rientrò immediatamente a Venezia con la notizia, seguito nel 1004 da Giovanni, che venne ricompensato del successo con l'associazione a co-Dux. Alla morte di Giovanni, nel 1007, Pietro II associò al trono Ottone, poi nel 1008 fece nominare il figlio Orso vescovo di Torcello. In quell'epoca il doge si preoccupò di ricostruire Grado e la cattedrale di Santa Maria Assunta a Torcello, abbellendo Cittanova, la basilica di San Marco e il Palazzo Ducale. Pietro II Orseolo, padre della potenza veneziana, morì nel 1009 e fu sepolto nella chiesa veneziana di San Zaccaria.
Gli succedette Ottone Orseolo, che rafforzò la posizione della dinastia sposando nel 1011 Maria Arpade, sorella del re d'Ungheria Stefano I e promuovendo nel 1018 il fratello Orso, neppure trentenne, a patriarca di Grado e facendogli succedere sulla cattedra torcellana l'altro fratello ecclesiastico, Vitale Orseolo, di soli vent'anni, tra le proteste del patriarca di Aquileia Poppone, che denunciò l'irregolarità di queste elezioni e immediatamente dopo assaltò Grado, approfittando del fatto che, divenuti invisi per il loro eccessivo potere, il doge e il patriarca Orso erano stati esiliati in Istria. L'attacco aquileiense giocò però in favore di Ottone, impegnato nella difesa vincente di Zara contro Cresimiro Re di Croazia, venne richiamato a Venezia, salvo essere nuovamente deposto nel 1026 in una rivolta capeggiata da Domenico Flabanico: fu preso, gli fu tagliata la barba e venne esiliato a Costantinopoli.
Succedette dunque come doge l'eracleense Pietro Centranico, ma la sua posizione risultava decisamente precaria. Dall'Ungheria re Stefano, sobillato dagli Orseoli e proclamandosi difensore dei loro diritti, prese a minacciare la Dalmazia veneziana, mentre il cognato di Ottone, divenuto imperatore d'Oriente come Romano III, prese a premere su Venezia per favorirne il ritorno. Gli Orseoli, dal canto loro, approfittando dell'assenza dalla città del Flabanico, protettore del doge, catturarono nel 1031 il Centranico e, riservandogli lo stesso trattamento reso a Ottone, lo cacciarono dalla città.

### La cacciata degli Orseoli e la prima legge costituzionale della Repubblica
Alla cacciata del Centranico, il patriarca Orso inviò immediatamente a richiamare dall'esilio il fratello Ottone, per riassumere il ducato, ma questi preferì trattenersi ancora a Costantinopoli, affidando quindi la reggenza in suo nome a Orso, in attesa che le condizioni si facessero consone a un proprio rientro. La notizia dell'improvvisa morte di Ottone nel 1032 spiazzò però il reggente, che veniva di colpo a perdere i fondamenti del proprio potere, senza che vi fosse un erede designato. Nella sua qualità di patriarca Orso si affrettò a incoronare doge il nipote Domenico Orseolo, nella speranza che, presentandosi a cose fatte, l'assemblea popolare approvasse la successione. L'assemblea, però, anziché approvare l'operato di Orso, si sollevò contro Domenico, costringendolo alla fuga verso Ravenna. Dopodiché la Concio, esasperata dalle continue rivolte e contese dinastiche, decretò, con quella che viene considerata la prima legge costituzionale dell'ordinamento veneziano, la perpetua abrogazione della pratica dell'associazione al trono dei co-Dux, l'allontanamento dal potere di tutti i discendenti della famiglia degli Orseoli e lo stabile affiancamento al doge di due consiglieri ducali incaricati di sorvegliarne l'operato. Dopodiché elesse doge proprio il Flabanico, che venne mandato a richiamare in città.

### L'espansione commerciale

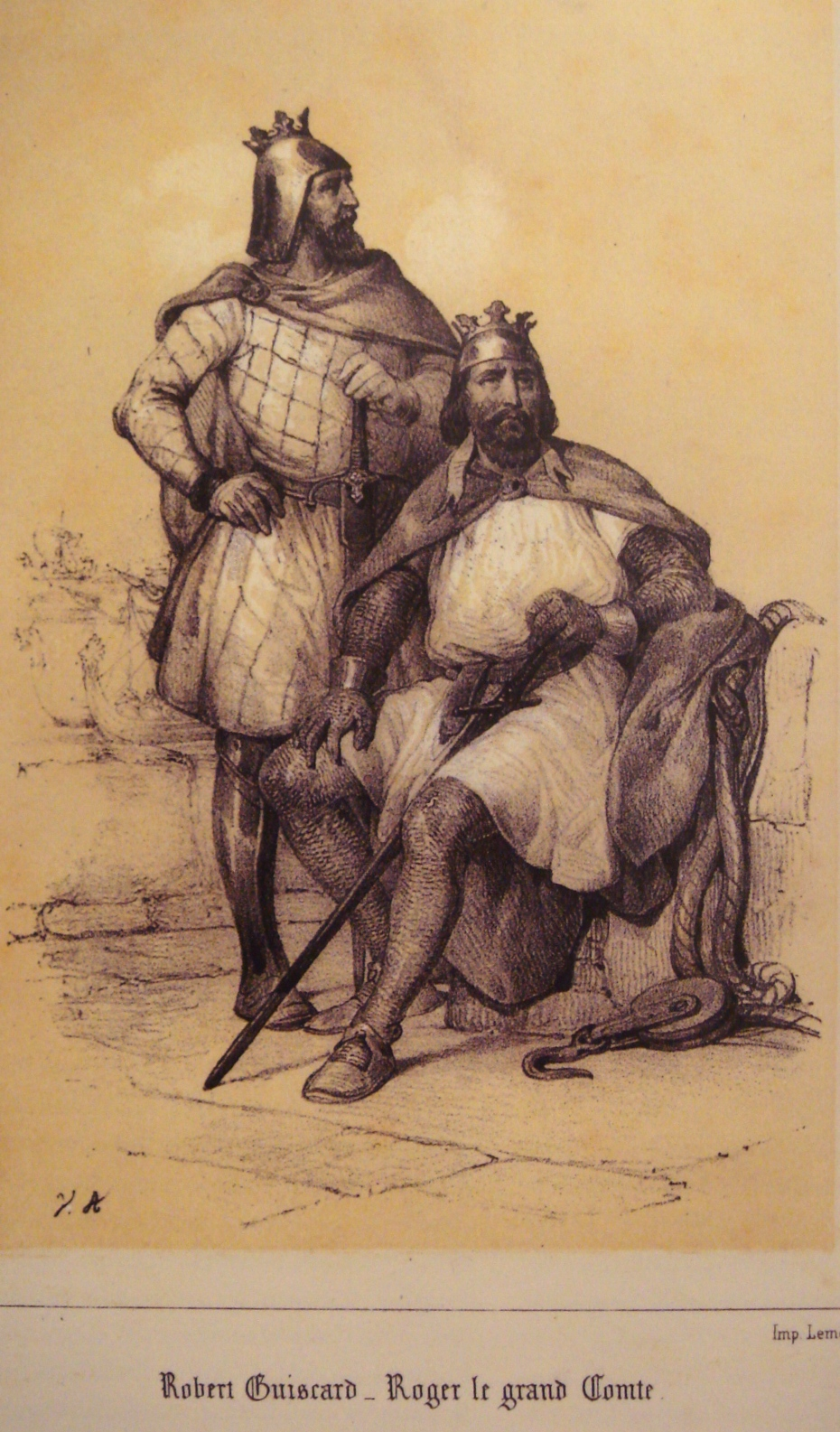
Roberto il Guiscardo e Ruggero I d'Altavilla: dopo gli iniziali buoni rapporti tra Veneziani e Normanni, gli Altavilla videro frustrato il loro tentativo di invadere l'Impero bizantino grazie all'intervento della flotta veneziana

Il ducato del Flabanico, dopo le precedenti turbolenze, trascorse tranquillo e, nel 1043, gli succedette Domenico I Contarini. Questi dovette dapprima affrontare l'occupazione di Grado da parte del patriarca aquileiense Poppone, avvenuta nel 1044. Poppone, determinato a porre fine al patriarcato rivale, commise crimini disumani incendiando case e chiese, depredando il poco che aveva lasciato nelle incursioni precedenti e distruggendo in segno sacrilego gli altari, tanto da meritarsi la minaccia di scomunica da parte di papa Benedetto IX. Morto Poppone nel 1045, il doge Contarini inviò la flotta a riprendere la città. Fu a questo punto libero di rivolgersi alla Dalmazia, dove il re croato Pietro Cresimiro IV aveva spinto Zara a scacciare il conte veneziano Orso Giustinian, occupandola.
Zara venne dunque ripresa e il doge vi pose come conte il figlio Marco. Nominato frattanto baduario e protosebaste da Costantino IX Monomaco, che sperava nell'aiuto veneziano contro i Normanni che minacciavano i possedimenti imperiali nell'Italia meridionale. La richiesta di aiuto da parte dell'imperatore suggellava il riconoscimento della crescente potenza veneziana, manifestata esteriormente dall'avvio dei lavori di ricostruzione della basilica di San Marco, inaugurati nel 1050. Contro la minaccia normanna cercava l'alleanza di Venezia anche per il nuovo pontefice: papa Leone IX, rientrando dalla Germania dove era andato a raccogliere truppe dall'imperatore Enrico III, visitò dunque nel 1051 la città, ricevendo la dedicazione al suo santo protettore della chiesa di San Lio, ma nessun concreto aiuto in chiave anti-normanna.
Sconfitte nel 1053 le truppe papali nella battaglia di Civitate e conquistata Bari, ultima roccaforte bizantina, i Normanni vittoriosi ottennero infine il riconoscimento papale al loro dominio sugli ex-possedimenti imperiali dell'Italia meridionale: non fu che l'ultimo di una serie di attriti tra Roma e Costantinopoli risoltasi infine il 16 luglio 1054 con il Grande Scisma tra la Chiesa cattolica e le Chiese Ortodosse. Alla disperata ricerca di alleati contro i suoi nemici orientali e occidentali, dovendo fronteggiare l'invasione dei Turchi Selgiuchidi, e non avendo ricevuto alcun aiuto da parte di Venezia contro i Normanni, l'imperatore Romano IV Diogene si risolse poi nel 1069 a riconoscere Pietro Cresimiro Re di Croazia e Dalmazia, ponendo così le basi per i futuri conflitti sui possedimenti dalmati di Venezia. Romano cadde poi nel 1071, quando la disastrosa sconfitta nella battaglia di Manzicerta aprì ai Turchi le porte dell'Anatolia e dell'Asia Minore.

L'Adriatico nel 1084, all'indomani dell'assalto dei Normanni all'Impero bizantino

Tale era dunque la situazione quando nello stesso anno del disastro di Manzicerta venne acclamato doge Domenico Selvo. La situazione politica generale si aggravò ulteriormente allorché nel 1072 scoppiò la lotta per le investiture tra papa Gregorio VII e il re dei tedeschi Enrico IV: Venezia, rimanendo fedele alla sua politica di equilibrio tra le grandi potenze, non parteggiò né per il pontefice, né per il sovrano germanico. Nel sud dell'Italia, frattanto, i normanni Altavilla cominciarono a rivolgere il proprio interesse all'Adriatico e alla Grecia, entrando così politicamente in rotta con gli interessi veneziani. Così, quando nel 1081 Roberto il Guiscardo passò alle vie di fatto occupando Corfù assediando Durazzo, la flotta veneziana intervenne al comando dello stesso doge in soccorso dei Bizantini e Durazzo venne liberata, salvo essere perduta poco dopo a seguito della disastrosa sconfitta bizantina.
L'imperatore Alessio I Comneno concesse comunque in ricompensa al doge Domenico Selvo il diritto di trasmettere ai figli la carica ducale e soprattutto, nel maggio 1082, emanò una Crisobolla con cui elargì ai mercanti veneziani ampi privilegi ed esenzioni in tutti i principali porti e mercati della Romània, incrementando enormemente il volume di traffici per Venezia. L'incremento del commercio, già avviato a seguito delle nuove conquiste adriatiche, produsse un crescente dinamismo nella società veneziana, testimoniato dalla nascita di nuove forme commerciali come il trattato di colleganza e dal sempre crescente attivismo politico dell'assemblea popolare, strumento di potere della classe mercantile. Frattanto, la guerra coi Normanni procedette tuttavia con operazioni navali e terrestri non favorevoli agli alleati veneto-bizantini e ben presto la posizione del Selvo, divenuto inviso per la sua aspirazione all'ereditarietà del ducato, si fece insostenibile e, nel 1084, il doge venne destituito, tonsurato e rinchiuso in convento.
Il nuovo doge Vitale Falier intervenne con maggiore decisione contro i Normanni, sconfiggendoli a Butrinto e costringendoli alla difensiva, sino a quando, con la morte del Guiscardo nel 1085 il suo esercito abbandonò le posizioni raggiunte per ritornare in Puglia. Al doge l'imperatore bizantino concesse dunque il titolo di Duca di Venezia, Dalmazia e Croazia e quello di Protosevasto, autorizzandolo al contempo a battere moneta stampigliando, oltre al nome dell'imperatore, la frase S. Marcus Venecia. La morte nel 1089 di Demetrio, ultimo re croato, portò all'unione della sua corona con quella ungherese di re Colommanno: l'evento, oltre a costituire un nuovo potente vicino per i possedimenti dalmati di Venezia, rinsaldò le pretese croate sulla regione a quelle ungheresi risalenti al breve regno magiaro della dinastia orseola. Mentre la nuova minaccia andava profilandosi all'orizzonte, a Venezia l'8 ottobre 1094, alla presenza del doge, del patriarca e dell'imperatore Enrico IV, si tenne la solenne consacrazione della nuova basilica di San Marco e le spoglie del Santo, miracolosamente ritrovate durante i lavori dall'antico nascondiglio in cui erano andate perdute dopo l'ultimo incendio, vennero collocate nella cripta e nuovamente occultate in un luogo noto solo al doge, al primicerio e ai procuratori di San Marco.

### La prima crociata e la prima guerra con Bisanzio

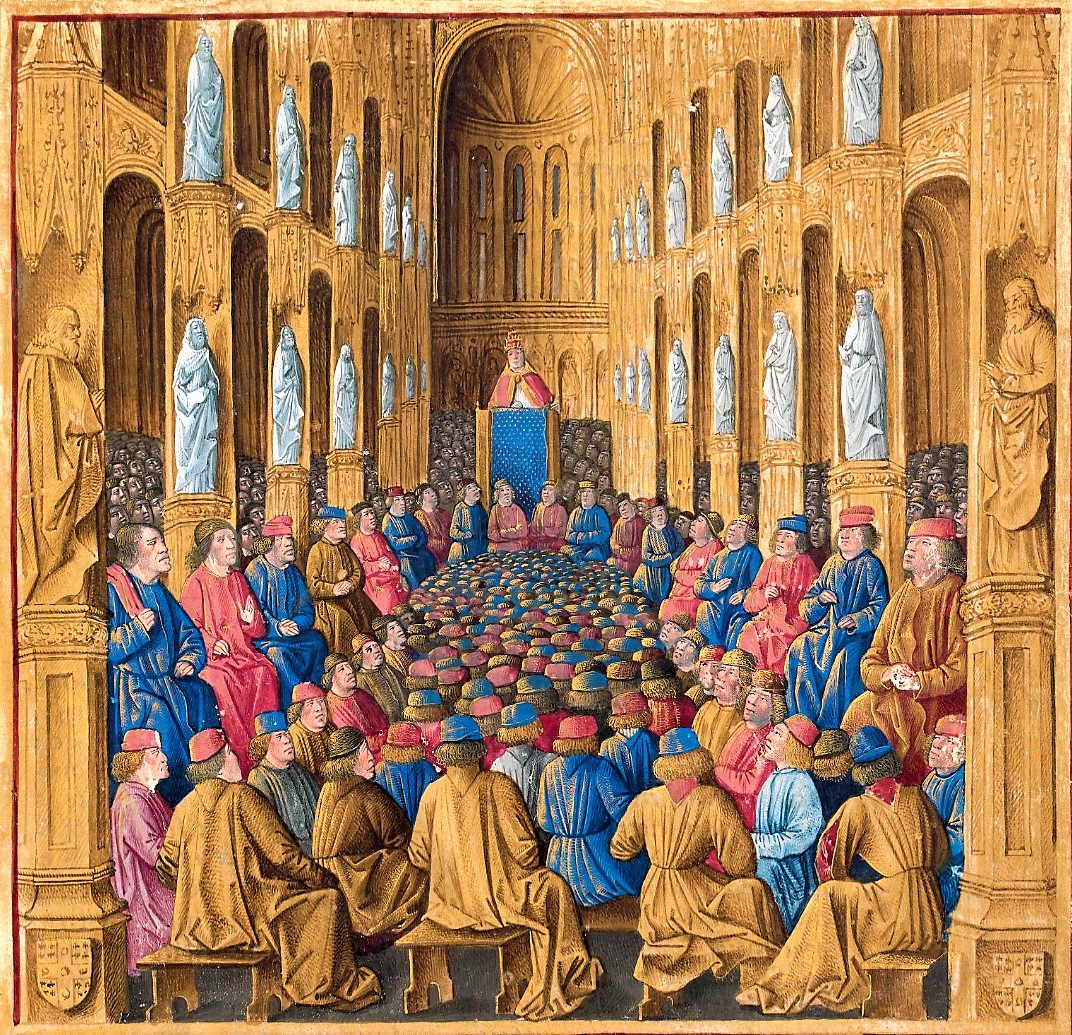
Papa Urbano II proclama la Prima Crociata al Concilio di Clermont

Nel 1095, mentre a Venezia diveniva doge Vitale I Michiel, in Francia, al concilio di Clermont, papa Urbano II, accogliendo le richieste d'aiuto contro la minaccia selgiuchida portate dagli ambasciatori bizantini, diede il via al movimento crociato. L'atto in realtà andava ben oltre la richiesta dell'imperatore bizantino, il quale sperava semplicemente nell'invio di mercenari franchi per rinfoltire le sue truppe, ma la grande partecipazione all'appello papale rese la partenza della crociata un evento inarrestabile. Venezia, al contrario delle altre repubbliche marinare italiane, non seppe inizialmente interpretare correttamente la portata del fenomeno: non fidando nella riuscita del progetto il doge rifiutò di prendere la croce, mentre Pisani e Genovesi, dal canto loro, fornivano aiuto e navi alla spedizione di Goffredo di Buglione.

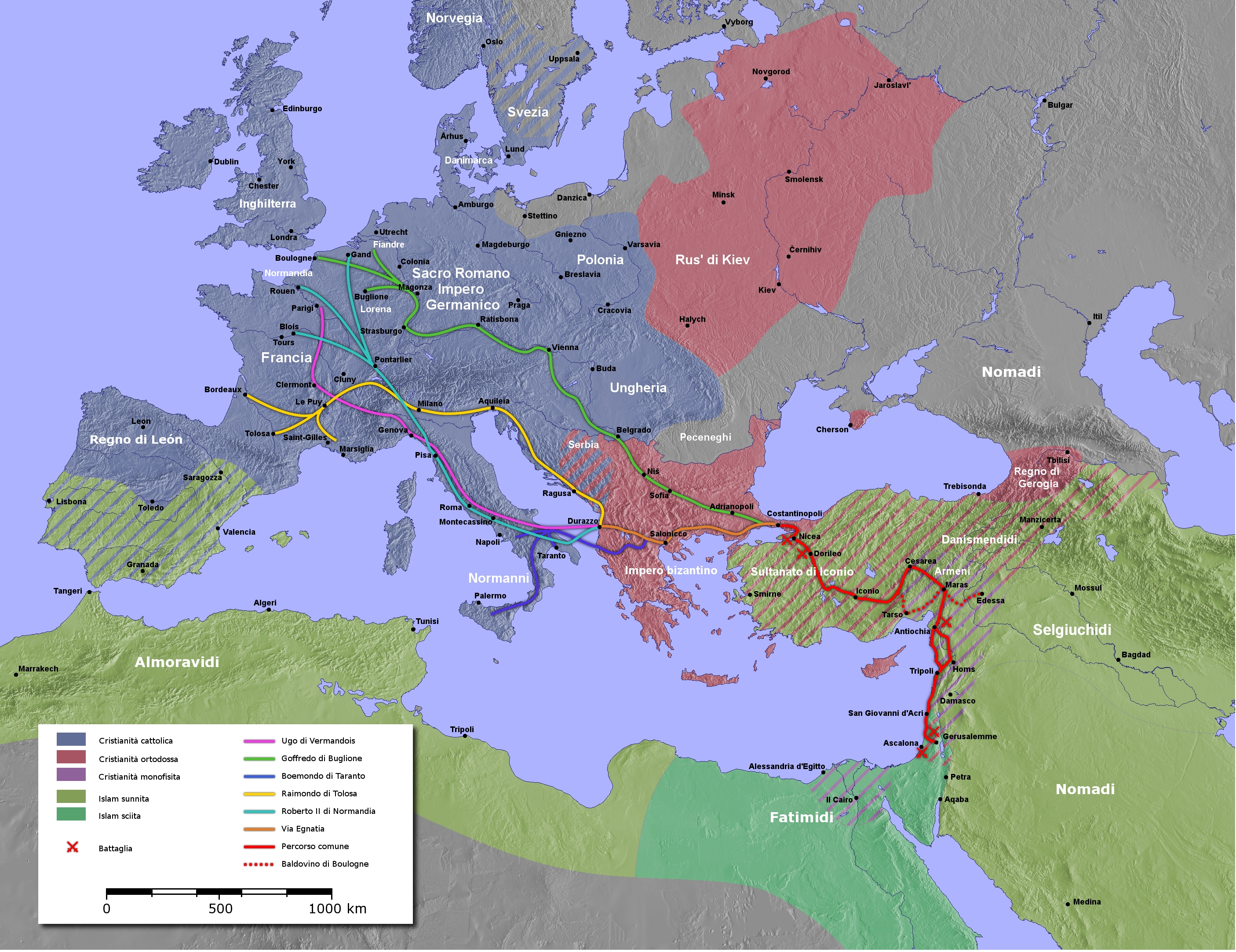
I percorsi seguiti dalle varie spedizioni della Prima Crociata

Quando nel 1098 i crociati conquistarono Antiochia, creando il primo nucleo degli stati crociati, il doge comprese finalmente l'importanza e la portata economica di questa guerra d'occupazione e il rischio connesso a lasciare i conseguenti vantaggi commerciali alle altre repubbliche. Nel luglio del 1099 salparono perciò da Venezia ben 207 navi al comando congiunto di Giovanni Vitale, figlio del doge, e del vescovo di Olivolo, Enrico Contarini. A dicembre la flotta veneziana intercettò a Rodi le navi pisane, alleate di Boemondo I d'Antiochia, entrato in contrasto con l'imperatore bizantino Alessio, e le affondò. Poi, nella primavera del 1100, la flotta veneziana si diresse verso le coste della Terrasanta, dove nel frattempo Goffredo di Buglione aveva preso Gerusalemme ma, privato della flotta pisana, era impossibilitato a ricevere aiuti. Goffredo fu così costretto a scendere a patti con i Veneziani, che concessero i loro servizi in cambio del possesso, in ogni territorio o città conquistata, di un proprio quartiere non soggetto a dazi, tasse o gabelle. Ben presto caddero Haifa, Giaffa e i territori della Siria costiera, con Mira, dalla quale i Veneziani asportarono le residue reliquie di San Nicolò, salvatesi dal precedente passaggio dei Baresi, inviandole in patria. La spedizione rientrò quindi nel 1101. Il doge morì nella primavera del 1102, proprio mentre il re croato-ungherese Colomanno, conquistata Zara, si faceva incoronare Re d'Ungheria, Croazia e Dalmazia.
Nuovo doge venne eletto l'altro figlio di Vitale, Ordelaffo Falier. Preoccupato per la guerra con gli Ungheresi, il nuovo doge ordinò nel 1104 la concentrazione di tutti gli squeri per la costruzione delle navi nella parte orientale della città, creando il primo nucleo dell'Arsenale di Venezia. La guerra durò dal 1105 al 1115, quando Venezia riuscì alfine a riconquistare Zara e Sebenico. Nel frattempo Ordelaffo prende parte alla crociata norvegese assediando vittoriosamente Sidone Al termine del conflitto Ungherese Ordelaffo fu dunque libero di partire per la Siria, dove continuava l'espansione crociata, partecipando alla conquista della città di Acri: dal locale convento greco di Cristo Pantocratore furono asportati oro e smalti che, inviati a Venezia, formarono la Pala d'oro che decora tutt'oggi l'altar maggiore della basilica marciana. Rientrato in patria il doge dovette nuovamente intervenire contro gli Ungheresi, morendo però in combattimento a Zara nel 1117.
Il doge Domenico Michiel inviò come consuetudine nel 1118 ambasciatori al nuovo imperatore d'Oriente Giovanni II Comneno per chiedere il rinnovo dei trattati tra Venezia e l'Impero, ma il sovrano greco, irritato per la crescente arroganza dei mercanti veneziani e per il danno che la loro attività privilegiata portava all'economia di Bisanzio, rifiutò di confermare i privilegi concessi nella bolla aurea del predecessore Alessio, preferendo anzi favorire i mercanti pisani e genovesi. Approfittando della richiesta d'aiuto provenienti dai franchi d'Outremer dopo la cattura del re di Gerusalemme Baldovino II da parte dei Saraceni, Venezia si offrì prontamente di accorrere in soccorso, desiderosa di inviare una potente flotta in Oriente. L'8 agosto del 1122, dopo aver nominato come reggenti il figlio e il nipote col titolo di Venetiarum Praesides, il doge salpò verso oriente piombando quindi lungo il tragitto sulla bizantina Corfù, che resistette però all'assedio. Nel 1123, però, la flotta veneziana si presentò nel mare greco devastando Chio, Lesbo, Rodi e infine Cipro. Poi il doge decise di rivolgersi contro gli Egiziani, sostenendo i crociati nella conquista di Ascalona. Il Michiel strinse quindi accordi con il patriarca di Gerusalemme Guarmondo, il gran connestabile del Regno Guglielmo di Bari e il segretario della Soria Pagano, cosicché, dopo aver trascorso il Natale a Gerusalemme, garantito ai Veneziani il possesso di un quartiere in ogni città del Regno e la completa esenzione da ogni dazio, la flotta di San Marco mosse contro Sidone e Tiro, conquistata con l'inganno il 30 luglio 1124 dopo un assedio di cinque mesi. Liberatosi così dagli impegni con gli Stati cristiani d'Oltremare, il Doge tornò a rivolgersi contro i bizantini, devastando Samo e Andro, facendo infine ritorno nell'Adriatico per placare le mire di Stefano II d'Ungheria che minacciava i possedimenti veneziani. Rientrato a Venezia, il doge riportava con sé, tra i numerosi bottini, i preziosi corpi di Sant'Isidoro e San Donato. Nel 1126, di fronte alle nuove devastazioni veneziane delle isole di Modone e Cefalonia l'imperatore orientale pose fine alla guerra emanando una nuova Crisobolla, riconoscendo tutti i precedenti diritti già concessi dal padre e incrementandoli con nuove esenzioni e monopoli.

### La nascita del Comune
Nel 1130 al Michiel succedette nel dogado Pietro Polani. Durante il suo dogado, nel 1143 l'assemblea popolare votò la costituzione di un Consilium Sapientium che operasse come propria rappresentanza permanente e affiancasse il doge nel governo: questo organo fu il primo embrione di un nuovo sistema comunale, simile a quelli contemporaneamente sviluppantisi in molte città italiane, sancito anche dalla comparsa nei documenti pubblici della dicitura Commune Veneciarum.
Nel 1148, contemporaneamente all'elezione a nuovo doge di Domenico Morosini, il potere ducale ricevette un nuovo colpo dall'istituzione della Promissio Ducis, un giuramento di fedeltà costituzionale da richiedere al doge al momento dell'insediamento, che, a partire da questo momento verrà continuamente rinnovato a ogni nuova elezione, limitando progressivamente sempre più i poteri del principe a vantaggio delle nascenti istituzioni repubblicane: tutta presa dal riassetto politico interno, Venezia non partecipò alla Seconda Crociata (1145-1149). In politica estera, si mostrò meno marcatamente filobizantino del predecessore, ottenendo il ritiro dell'interdetto papale e incassando il riconoscimento della signoria sulle Marche con il titolo di Dominator Marchiae. Il Morosini morì nel febbraio 1156.

### I conflitti coi due Imperi

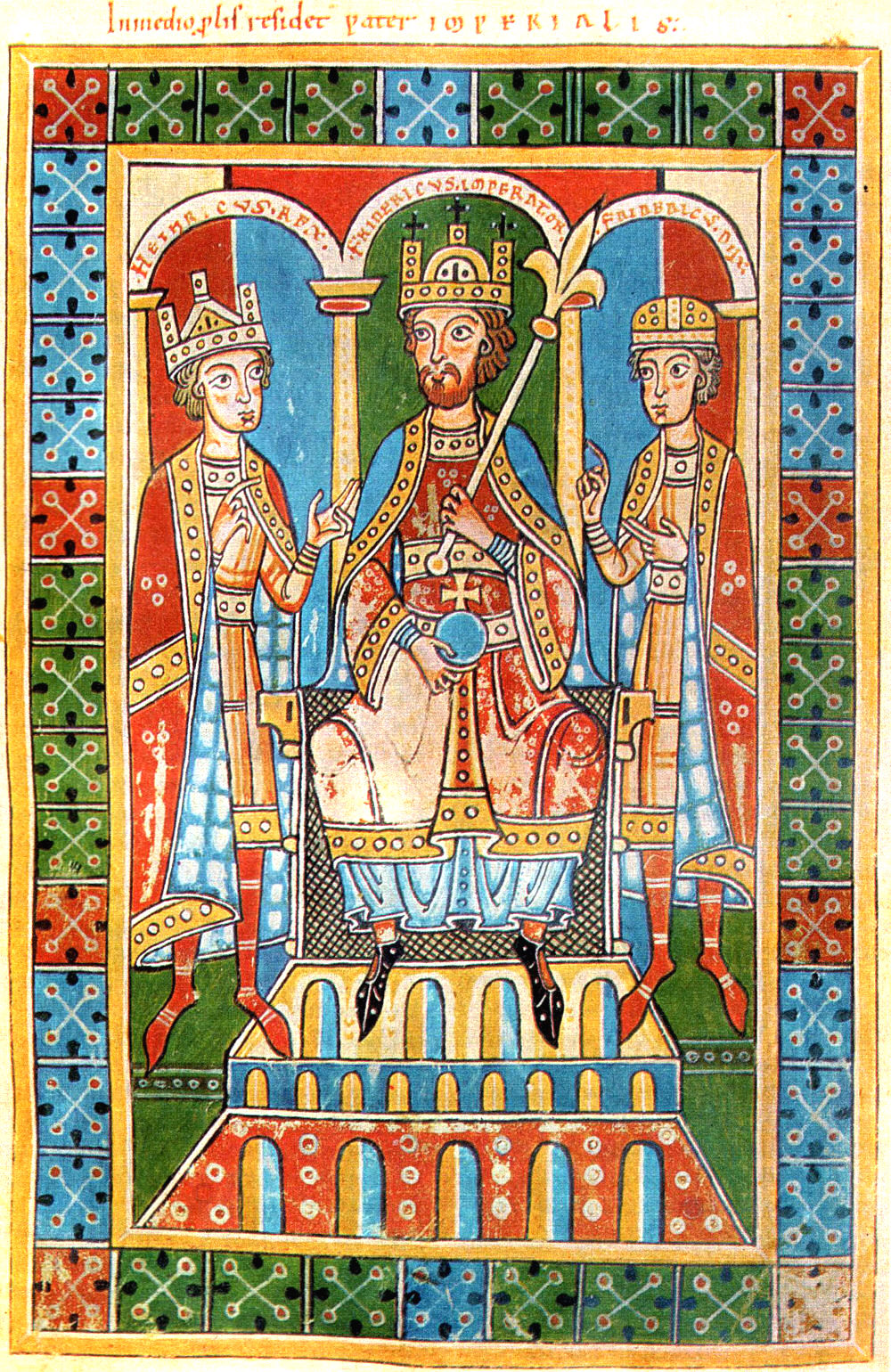
Federico Barbarossa: durante il dogado di Vitale II Michiel Venezia si schierò contro l'imperatore del Sacro Romano Impero a fianco della Lega Lombarda, salvo poi rendersi neutrale e presentarsi, con Sebastiano Ziani, quale arbitro della pace

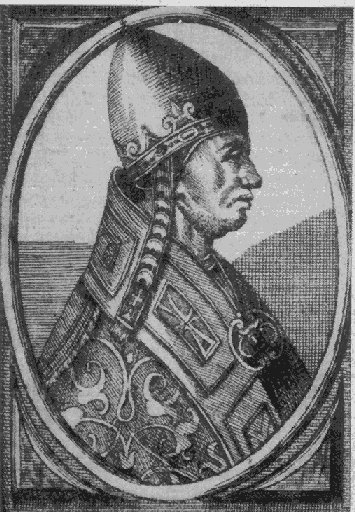
Papa Alessandro III: il pontefice si dimostrò un valido alleato della Repubblica di Venezia nei conflitti con Federico Barbarossa e Manuele I Comneno

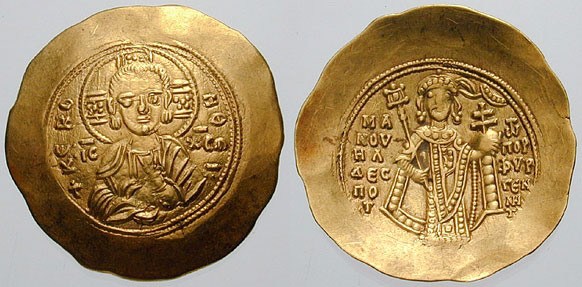
Hyperpyron di Manuele I Comneno: l'imperatore fu acerrimo nemico di Venezia, con la quale combatté un duro conflitto

Quando venne eletto il nuovo doge, Vitale II Michiel, la situazione politica internazionale si andava facendo critica per Venezia. Gli ambasciatori inviati a Costantinopoli trovarono che Manuele I Comneno aveva parificato i privilegi genovesi a quelli veneziani e pisani, a motivo degli screzi che si erano verificati con il doge precedente, mentre l'imperatore tedesco Federico Barbarossa si preparava a scendere in Italia per sottometterla nuovamente all'autorità sovrana. Oltre a ciò Venezia il patriarca di Aquileia Ulrico di Treffen aveva saccheggiato Grado e necessitava di un'opportuna punizione.
Nel 1163, il patriarca Ulrico venne dunque sconfitto e imprigionato, salvo essere liberato per intercessione di papa Alessandro III dopo la stipula da parte di Venezia, il 7 aprile 1167, presso l'abbazia di Pontida della Concordia con i comuni della Lega Veronese e della Lega Lombarda in chiave anti-ghibellina. Il patriarca venne comunque umiliato con l'imposizione di un omaggio feudale di dodici maiali recanti sulla schiena riproduzioni delle fortezze patriarcali da consegnare in perpetuo ogni giovedì di carnevale. Frattanto Manuele Comneno aveva inviato nell'Adriatico il Domestico d'Oriente e Occidente Giovanni Ducas con una potente flotta per sostenere Ancona nella resistenza contro il Barbarossa. Non avendo trovato sostegno da parte di Venezia, irritata con lui, Manuele inviò le proprie truppe a occupare la Dalmazia e spinse gli anconetani a danneggiare il commercio veneziano.
Poi, proprio quando la situazione sembrava ristabilirsi, improvvisamente il 12 marzo 1171, a seguito dell'incendio della colonia genovese di Galata, di cui vennero accusati i Veneziani, l'imperatore ordinò l'arresto di tutti i cittadini veneti presenti in Romània e la confisca dei loro beni: diecimila furono i prigionieri nella sola Costantinopoli. La guerra, inevitabile, investì per prima Ragusa, colpevole di essersi rifiutata di fornire l'aiuto militare richiesto da Venezia, proseguì nell'Egeo, dove venne posto l'assedio a Negroponte. Vitale II commise tuttavia l'errore di credere alle proposte di pace dell'imperatore, consentendo così a quest'ultimo di raccogliere le forze e di chiamare in soccorso pisani e genovesi. Decimata dalla pestilenza, la flotta veneziana fece così mesto ritorno in patria, dove, il 28 maggio 1172 il doge venne assalito e assassinato in una congiura ordita dagli ex-ambasciatori a Costantinopoli, Ziani e Mastropiero.
La morte di Vitale II fornì l'occasione al partito aristocratico per una resa dei conti politica e una profonda revisione costituzionale, spingendo l'assemblea popolare a privarsi del diritto all'elezione ducale, affidandola a un collegio ristretto di undici notabili. Gli elettori nominarono doge proprio Sebastiano Ziani, il quale promosse una riforma del Consilium Sapientium, che venne trasformato in assemblea sovrana col nome di Maggior Consiglio, con durata annuale. Il nuovo doge inviò quindi ambasciatori in oriente, per cercare di riportare la pace e riaprire la strada ai commerci, ma di fronte al prolungarsi delle trattative e soprattutto alla notizia della disastrosa sconfitta subita da Manuele nella battaglia di Miriocefalo, si preparò a riprendere le armi, stringendo alleanza con Guglielmo II di Sicilia, storico rivale dei Bizantini e alleato del papa. Venne stretto un accordo persino con il Barbarossa, che in quel momento era in pieno conflitto con la Lega Lombarda, il quale ricevette appoggio dalla flotta veneta nell'assedio di Ancona. Manuele, resosi conto del pericolo, si risolse quindi alla pace. Forte del successo, nel 1175 il partito aristocratico promosse un nuovo tassello dell'architettura statale veneziana con la creazione del Minor Consiglio, deputato ad affiancare il doge nelle sue funzioni.
Frattanto, dopo la sconfitta del Barbarossa nella battaglia di Legnano, il 29 maggio 1176, lo Ziani si propose come mediatore di pace, promuovendo nel maggio 1177 una conferenza a Venezia tra Federico Barbarossa, papa Alessandro III, re Guglielmo II e i rappresentanti dei comuni della Lega Lombarda, i quali firmarono alla fine la pace di Venezia. Il 12 aprile 1178, dopo aver promosso una nuova riforma costituzionale che stabiliva un'ulteriore limitazione del potere della Concio nell'elezione ducale, demandata a un nuovo organismo, la Quarantia, eletta da pochi sorteggiati all'interno di un collegio ristretto di maggiorenti, Sebastiano Ziani abdicò.

### La terza crociata e la guerra di Zara

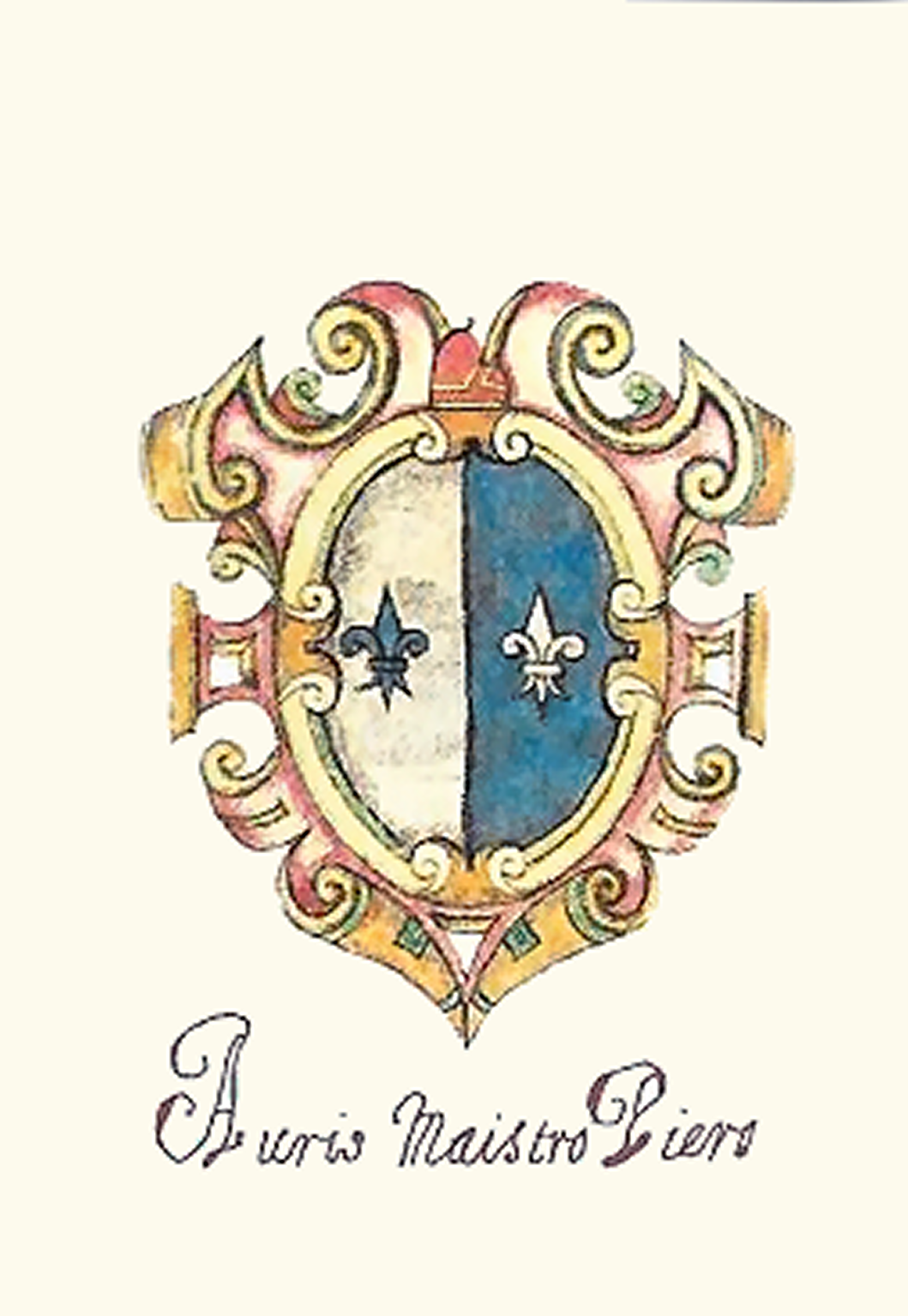
Lo stemma del doge Orio Mastropiero

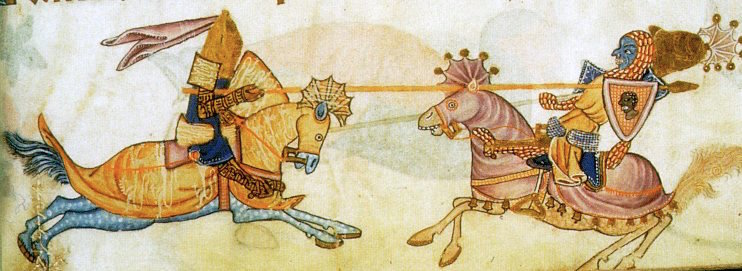
Duello tra Riccardo Cuor di Leone e Saladino: la Repubblica di Venezia partecipò alla terza crociata per accaparrarsi vantaggi commerciali in Oriente in concorrenza con Genovesi e Pisani, rinunciando temporaneamente a riconquistare la Dalmazia

L'abdicazione dello Ziani consentì l'elezione a doge del suo ex-collega di congiura Orio Mastropiero, il quale, come primo atto, emanò la Promissione dal maleficio, compendio delle leggi vigenti e revisione delle pene. Provvide inoltre a trasformare la Quarantia in Supremo Tribunale. Quando, nel 1181, durante il breve regno di Alessio II Comneno, i coloni latini di Costantinopoli vennero massacrati, il doge riprese la politica del predecessore di alleanza con i Normanni contro il reggente e poi imperatore Andronico I Comneno.
Nell'Adriatico, frattanto, il sovrano ungherese Bela III, in guerra anch'egli con Bisanzio, occupò nel 1183 Zara e la Dalmazia, provocando la guerra con Venezia. Quando il nuovo imperatore bizantino Isacco II Angelo, attaccato nel 1185 dai Normanni si dispose a trattare, firmando la pace con Ungheresi e Veneziani e nominando il doge protosevasto, le due potenze sembrarono finalmente libere di rivolgersi l'una contro l'altra. Nel 1187, dunque, la flotta veneziana pose l'assedio a Zara, ma quando il 27 marzo 1188, nella cattedrale di Magonza, l'imperatore Barbarossa prese la croce per unirsi alla terza crociata, Venezia ritenne prioritario rivolgersi al grande affare dei mercati orientali: l'assedio a Zara venne tolto e la flotta si preparò a unirsi all'impresa nel Levante.
Assieme alle altre repubbliche marinare Venezia concorse dunque alla presa di Tiro, San Giovanni d'Acri e delle altre località costiere della Terrasanta. Nel complesso, comunque, l'intervento occidentale si rivelò fallimentare: Gerusalemme rimase in mano alla dinastia curdo-musulmana degli Ayyubidi e il regno crociato rimase confinato alla costa. L'unico successo fu la creazione del Regno di Cipro a scapito dei Bizantini. La crociata era appena terminata e la questione ungherese non era ancora risolta quando nel 1192, ormai troppo vecchio per reggere il governo, il Mastropiero abdicò.

### La Quarta crociata e la conquista delloStato da Mar

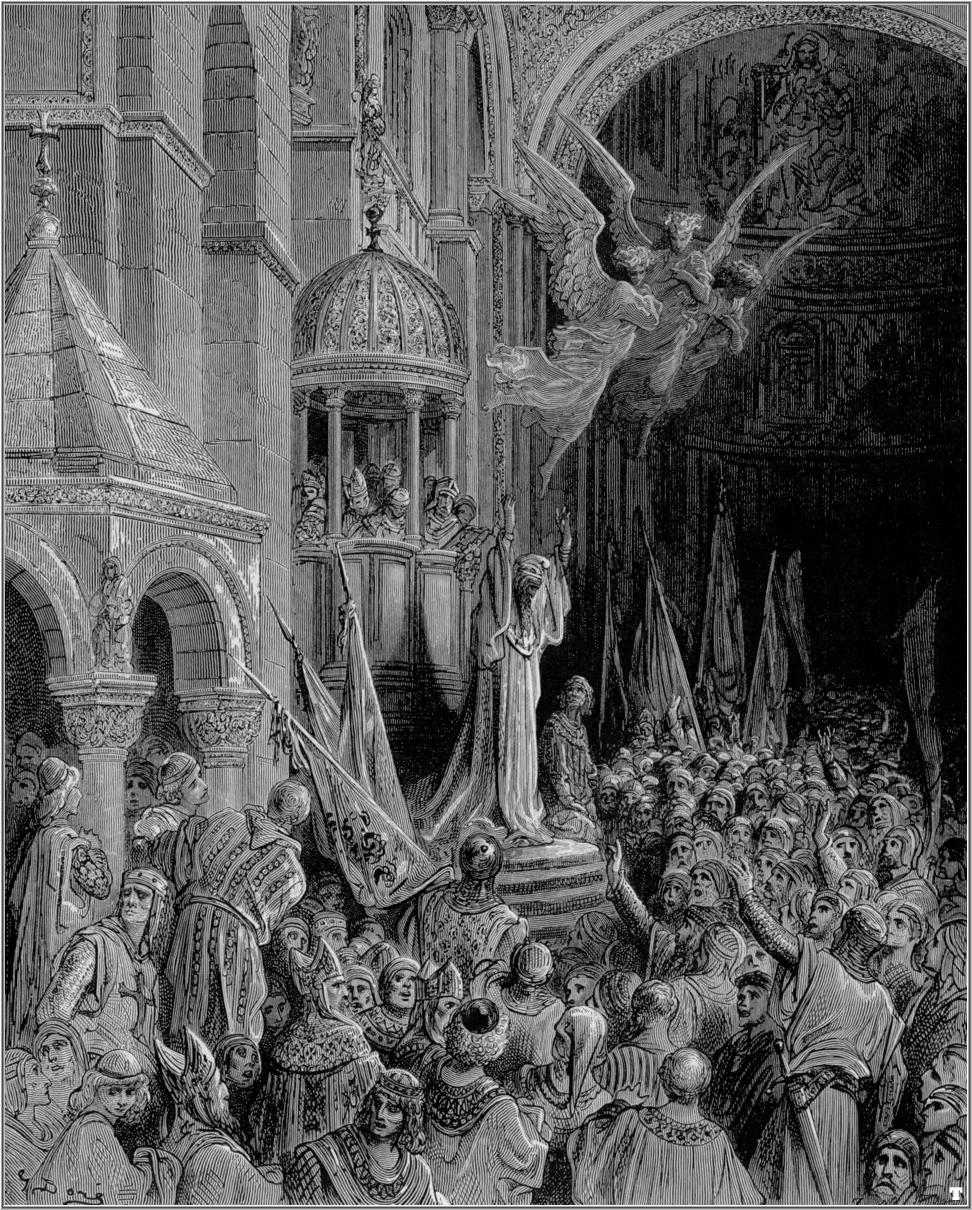
Il doge Enrico Dandolo annuncia la partecipazione alla Quarta crociata nella basilica di San Marco

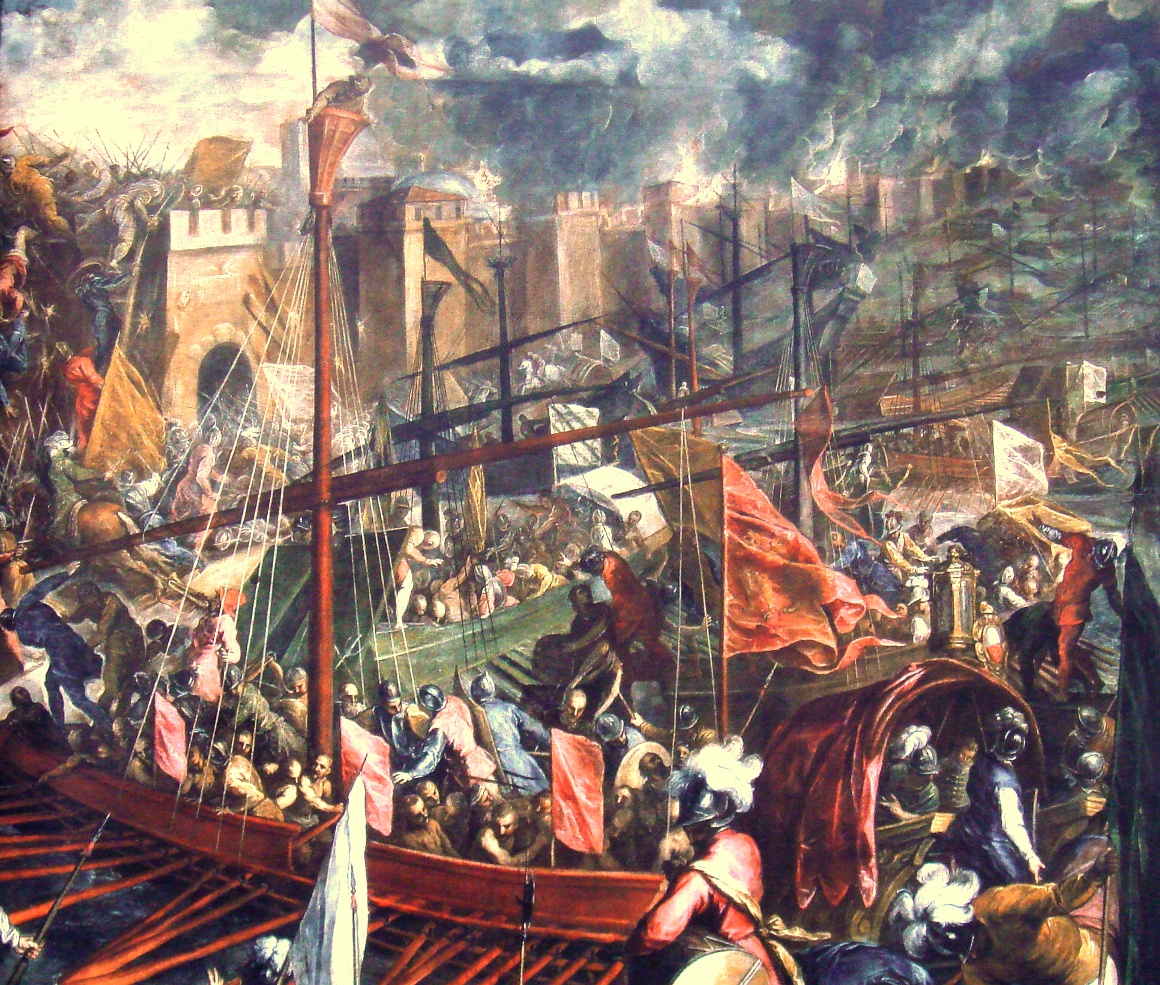
La presa di Costantinopoli da parte dei Crociati il 12 aprile 1204

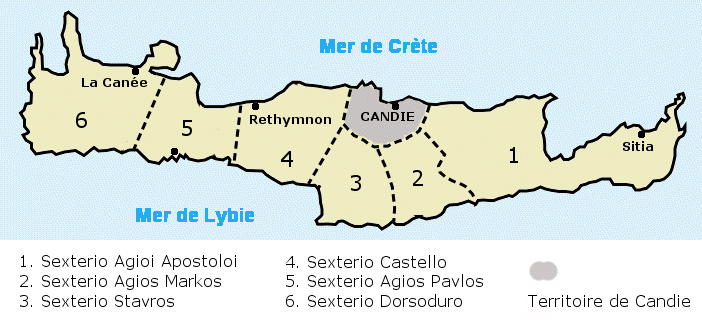
Il Ducato di Candia: per favorirne la colonizzazione il territorio fu diviso nel 1212 in feudi raccolti sulla base dei sestieri di Venezia e vi venne incentivata l'immigrazione, una settima parte venne invece assegnata al diretto controllo del Comune:
1. Sestiere di Santi Apostoli
2. Sestiere di San Marco
3. Sestiere di Santa Croce
4. Sestiere di Castello
5. Sestiere di San Polo
6. Sestiere di Dorsoduro

Abdicando, Orio Mastropiero consentì la trasmissione del dogado all'ultimo dei tre ambasciatori che avevano assistito all'arresto dei Veneziani di Costantinopoli ai tempi di Manuele Comneno. Nuovo doge divenne dunque l'energico ottuagenario Enrico Dandolo, il quale come primo atto decise di porre fine alle minacce ai domini veneziani nell'Adriatico, inviando la flotta contro Zara. Questa, però, aveva chiamato in soccorso i Pisani, i quali presero Pola prima di essere sconfitti nel 1195 e ritirarsi a Brindisi sotto la protezione degli Altavilla. Nel 1201, poi, i Pisani occuparono Bari, nel tentativo di bloccare l'accesso dell'Adriatico, ma vennero in breve scacciati. Nella stessa epoca Venezia si offrì di trasportare in Oriente per 85.000 marche imperiali d'argento i pellegrini armati della Quarta crociata, i quali iniziarono a radunarsi per la fine di giugno del 1202. La scarsa partecipazione alla spedizione rese però impossibile ai crociati raccogliere la cifra pattuita con Venezia, cosicché in cambio del trasporto venne promesso aiuto contro la ribelle Zara.
La flotta veneto-crociata, al comando dello stesso Enrico Dandolo, assediò dunque la città, che venne presa l'8 novembre, mentre papa Innocenzo III lanciava la scomunica sulla spedizione, colpevole di aver aggredito una città cristiana. A Zara la spedizione venne raggiunta da un'ambasceria del principe bizantino Alessio Angelo, figlio del detronizzato imperatore Isacco II, il quale chiese aiuto ai crociati per essere ristabilito sul trono. Avendo accettato i crociati di rispondere all'appello, il 25 aprile 1203 Alessio si unì alla flotta. Dopo un primo assedio di Costantinopoli da parte dei crociati l'imperatore fuggì e venne ristabilito sul trono Isacco II, il quale il 1º agosto nominò come co-imperatore il figlio Alessio IV, il quale permise ai crociati di svernare alle porte della città, promettendo loro aiuti in primavera per il proseguimento della spedizione. Durante l'inverno, però, esplose una rivolta a Costantinopoli che detronizzò Isacco e Alessio IV, portando al potere un nuovo imperatore, Alessio V Murzuflo, il quale sbarrò le porte della città e ordinò ai Crociati di lasciare le sue terre.
I crociati per risposta assediarono nuovamente Costantinopoli e, il 12 aprile 1204 la città cadde. Gli occidentali vi crearono l'Impero Latino d'Oriente, che assunse le forme tipiche della feudalità occidentale, e, avendo Enrico Dandolo rifiutato la corona, proclamarono imperatore Baldovino di Fiandra. Venezia ottenne la costa occidentale della Grecia, la Morea, Nasso, Andro, Negroponte, Gallipoli, Adrianopoli e i porti della Tracia sul Mar di Marmara. Al doge veneziano venne assegnato il titolo di Dominus quartae partis et dimidiae totius Imperii Romaniae ("Signore di un quarto e mezzo dell'Impero Romano d'Oriente"), oltre che la facoltà di nominare il Patriarca latino di Costantinopoli e i tre ottavi della città di Costantinopoli. La Quarta crociata e la conquista di Costantinopoli rappresentò anche la cesura definitiva verso l'ex dominatore bizantino, divenendo così uno Stato indipendente. Enrico Dandolo morì il 1º giugno 1205 all'età di 98 anni cadendo da cavallo di ritorno da una campagna contro i Bulgari: fu sepolto nella basilica di Santa Sofia.
Quando nel mese di agosto giunse a Venezia la notizia della morte del Dandolo venne eletto al ducato il figlio del doge Sebastiano Ziani, Pietro, mentre a Costantinopoli i coloni veneziani e i membri della crociata eleggevano Marino Zen. Ristabilita la supremazia del proprio titolo, Pietro Ziani si preoccupò di riformare l'elezione dei membri del Maggior e del Minor Consiglio, sottratta all'assemblea popolare e affidata a un collegio di sette elettori. Dopodiché passò a consolidare le conquiste marittime, favorendo l'invio di coloni in Oriente e le spedizioni private delle famiglie patrizie per prendere possesso a titolo feudale dei territori assegnati a Venezia. Nelle Cicladi nasce dunque il vassallo Ducato di Nasso: Nasso, Paro e Milo divengono feudo dei Sanudo, Andro va ai Dandolo, Tino, Mykonos, parte di Serifo e di Ceo sono ai Ghisi, Santorini è dei Barozzi, mentre i Querini ottengono Stampalia.
Il complesso di questi vasti domini insulari e costieri venne a costituire quello che i veneziani chiamarono lo Stato da Màr (cioè lo "Stato marittimo"). Tra il 1207 e il 1210, in particolare, particolare attenzione venne posta alla conquista del Regno di Candia(l'attuale isola di Creta), eretto nel 1208 a Ducato di Candia, e delle isole di Corfù, Modone e Corone. Nel 1211 l'isola di Candia venne suddivisa in feudi, assegnati alle principali famiglie veneziane. L'anno successivo i feudi vennero quindi raccolti in sette regioni, una - con la capitale Candia - venne assegnata al diretto controllo del Comune, le altre sei vennero invece assegnate ciascuna a uno dei sestieri di Venezia, dai quali vennero inviati coloni al comando di capitani. Nel 1214 Venezia fu poi in guerra con Padova. Il problema maggiore del dogato, l'eccessiva autonomia dei coloni veneziani a Costantinopoli, tornò presto a ripresentarsi e nel 1224 addirittura qualcuno propose di trasferire la capitale da Venezia alla città bizantina, proposta che non passò per un solo voto. Nel febbraio 1229, infine, il doge abdicò, rifiutandosi però di vedere il suo successore, Jacopo Tiepolo, esponente del partito popolare.
Il doge Tiepolo, che già era stato duca di Candia, dovette affrontare per prima la grave situazione di quell'isola, preda di rivolte, inviandovi ingenti truppe. Al contempo cercò di garantire la pace con le vicine città di terraferma favorendo quei nobili veneziani che vi si fossero fatti chiamare quali podestà. Nel 1234, sventato anche il tentativo di annessione di Candia da parte dell'Impero di Nicea, la rivolta sull'isola venne infine domata. Un nuovo fronte si aprì però in patria per le scorrerie dei ghibellini di Ezzelino III da Romano sulla terraferma, dove gli Ezzelini presero il controllo di Mestre e Treviso, danneggiando il commercio veneziano con l'entroterra e provocando l'intervento della Repubblica a fianco dei guelfi. Il doge abdicò nel maggio 1249. Succedette come doge Marino Morosini, il quale regnò brevemente, spegnendosi nel gennaio 1253.

### La guerra di San Saba e la rinascita dell'Impero bizantino

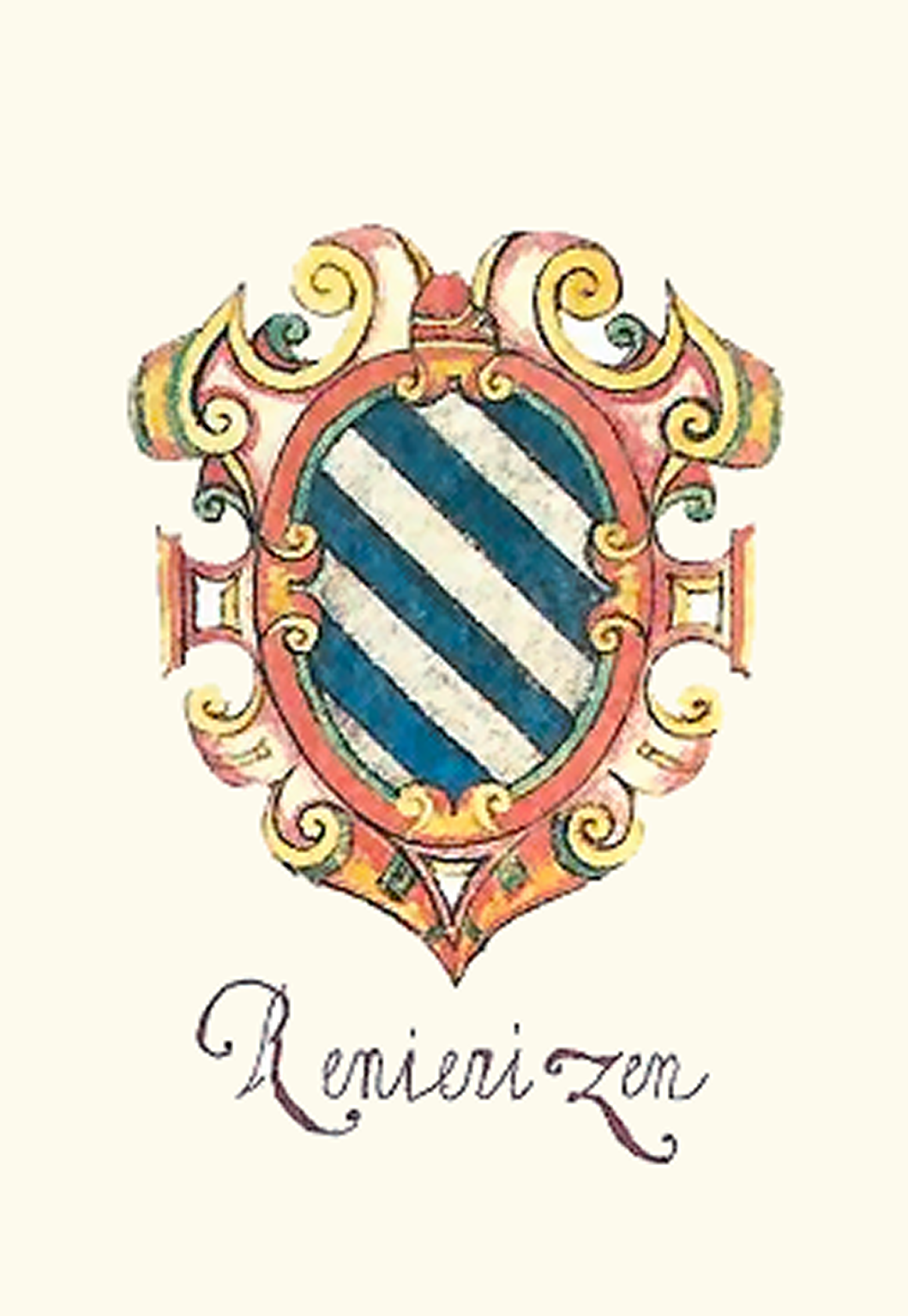
Stemma del doge Renier Zen

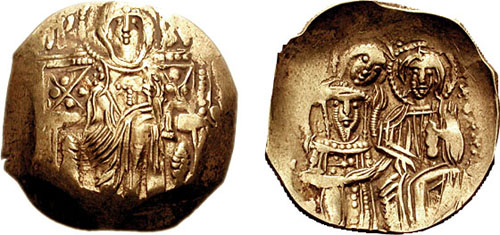
Hyperpyron di Michele VIII Paleologo: nel 1261 Michele riprese Costantinopoli ai Latini ridando vita all'Impero di Bisanzio e sostenendo i Genovesi nella guerra con Venezia

Il Ducato di Nasso: formato per iniziativa privata delle famiglie patrizie Sanudo, Dandolo, Ghisi, Querini e Barozzi sui territori assegnati a Venezia, il ducato fu vassallo della Repubblica di Venezia, partecipando al fianco della madrepatria alla guerra di San Saba

Il nuovo doge, Renier Zen, nel 1255 promosse una nuova riforma politica di stampo aristocratico, con la creazione di un consiglio ristretto di governo da affiancare al sovrano Maggior Consiglio: il Consiglio dei Pregadi. In quello stesso anno Venezia si scontrò duramente con Genova per il controllo dei mercati siriani. Il casus belli fu la contesa per il possesso del monastero di San Saba a San Giovanni d'Acri, capitale del Regno di Gerusalemme, sfociata in aperta battaglia, con la distruzione del quartiere veneto e delle navi alla fonda nel porto da parte dei Genovesi.
Venezia, dunque, strinse alleanza con Pisa, Marsiglia e le città della Provenza, affidando a Lorenzo Tiepolo il comando di una flotta con cui piombò nel 1256 su Acri, forzarono il porto e distruggendo tutte le navi genovesi presenti, assalendo e incendiando il quartiere rivale e conquistandone infine il castello, detto del Mongioia. Le due repubbliche raccolsero quindi tutte le forze di cui disponevano in Oriente, giungendo allo scontro nelle acque di Cipro, dove i Genovesi vennero battuti, consentendo al Tiepolo di bloccare ai rivali le rotte per i mercati levantini. Genova, ripresasi nel 1257 dalle lotte interne cui la sconfitta l'aveva portata, riprese con maggior vigore la guerra, ma il 24 giugno 1258, la sua flotta venne disastrosamente battuta nelle acque di Acri: venticinque galee genovesi vennero catturate, i magazzini e il quartiere genovese nuovamente saccheggiati e distrutti. Nonostante i tentativi di intermediazione di papa Alessandro IV il conflitto continuò, spostandosi nel campo del traballante Impero Latino.
Qui Venezia si sobbarcò quasi per intero la difesa del traballante trono di Baldovino II, nel tentativo di difendere la propria posizione dominante nel mercato di Costantinopoli. Genova, invece, strinse nel 1261 con il reggente dell'Impero di Nicea Michele Paleologo il trattato di Ninfeo, che fornì ai Niceni la necessaria protezione per riuscire nell'impresa di riconquistare Costantinopoli. Caduta la città con un colpo di mano il 25 luglio e acclamato il Paleologo nuovo basileus dei Romei, i Genovesi si trovarono in una posizione di forza nel rinato Impero bizantino, scacciando i Veneziani dalla loro posizione di predominio. Così rafforzati i Genovesi e i Bizantini non risposero alle provocazioni della flotta veneziana inviata contro di loro e si rifiutarono di dar battaglia. La Repubblica sollecitò allora i vassalli Duchi dell'Arcipelago a danneggiare il commercio greco, ma la loro flotta venne annientata da quella greca.
Nel 1262 i Veneziani riuscirono finalmente a intercettare la flotta genovese, battendola al largo della Morea, ma lo scontro finale si ebbe nel 1264 nella battaglia di Settepozzi, al largo della Sicilia, dove l'intera flotta de la Superba venne annientata. Sconfitti i suoi alleati, il 18 giugno 1265 l'Impero bizantino propose a Venezia un trattato di pace perpetua, ma l'accordo non trovò l'approvazione ducale, venendo dunque ridotto a una semplice tregua quinquennale. La Repubblica, frattanto, per assicurarsi il dominio dell'Adriatico dispose la creazione di una squadra navale permanente agli ordini del Capitano del Golfo. In quegli stessi anni i mercanti veneziani Niccolò e Maffeo Polo strinsero i primi contatti con il Gran Khan dell'Impero mongolo Qublai Khan, corteggiato dalle nazioni occidentali alla ricerca di un'alleanza contro i saraceni che minacciavano di scacciarle definitivamente dagli ultimi avamposti in Siria. I mercanti veneti si fecero così intermediari di una possibile alleanza ripartendo nel 1266 dalla Cina con l'incarico di portare un'ambasceria del Khan a papa Clemente IV per una possibile introduzione del Cristianesimo in Cina. Renier Zen morì nel 1268.

### Venezia in bilico tra popolari e oligarchici

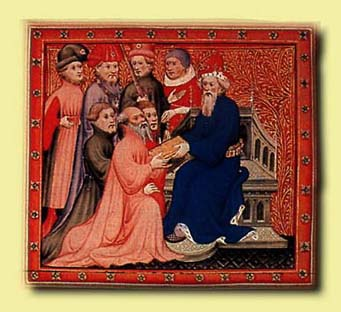
Marco Polo e il Gran Khan Qublai

Alla morte di Renier Zen, nel tentativo di evitare che l'elezione ducale potesse essere in qualche modo pilotata, si procedette alla definitiva riforma della formula elettorale, affidata a un complesso sistema di votazioni e sorteggi: venne chiamato dunque quale nuovo doge il figlio di Jacopo Tiepolo, Lorenzo, anch'egli come il padre esponente del partito popolare. Il doge, per compensare la progressiva perdita di potere della classe popolare nei confronti dei Patrizi istituì la carica onorifica riservata esclusivamente ai Cittadini del Cancellier Grando, supremo capo dell'amministrazione statale. Venne poi istituita la magistratura dei Promissori Ducali, incaricati di redigere e aggiornare a ogni nuova elezione il giuramento di fedeltà imposto al doge. Nel 1269, frattanto, i fratelli Polo giunsero a Roma con i messaggi del Gran Khan per il Papa, ricevendone l'incarico di condurre missionari in Cina.
Nel 1270 il doge siglò la pace con il Trattato di Cremona con Genova e Bisanzio, ma nello stesso anno la città di Bologna sbarrò la navigazione sul Po costruendo una fortezza a presidio del Po di Primaro, scatenando la guerra con Venezia, che vedeva bloccata una delle vie per il commercio con l'entroterra. La guerra si estese con la formazione di una Lega Italica composta da Bologna, Treviso, Verona, Mantova, Ferrara, Cremona, Recanati, Ancona e altre città minori che nel 1273 riuscirono a costringere Venezia alla pace. In quello stesso anno giungevano a termine il viaggio di ritorno dei Polo - questa volta accompagnati dal giovane Marco - verso il Catai, con l'arrivo a Khanbaliq. I mercanti non riuscirono mai a portare con sé i missionari pontifici e a siglare la sospirata alleanza, rimanendo tuttavia per alcuni anni al servizio del Gran Khan come ambasciatori e funzionari. A Venezia, invece, nel 1274 il dogado del Tiepolo venne nuovamente funestato dallo scoppio di un'estesa rivolta a Creta, con il massacro da parte dei Greci del duca di Candia e di molti nobili veneziani. Lorenzo Tiepolo morì il 15 agosto 1275.
Giacché non si trovava accordo tra le diverse fazioni, nuovo doge venne infine eletto il 6 settembre 1275 l'anziano Jacopo Contarini. Questi, come primo atto, per porre fine allo scandalo provocato dai legami matrimoniali della famiglia ducale del predecessore, promosse una legge per proibire al doge e ai figli di sposare principesse straniere. Nel 1277 riprese poi la guerra tra Ancona e Venezia, da sempre rivali nel commercio marittimo; inaspettatamente, la Serenissima venne sconfitta Nel 1279, per aumentare l'efficienza del governo, venne per la prima volta accresciuto il numero dei membri del Consiglio dei Pregadi con la creazione di una Zonta. Il 6 marzo 1280, infine, il doge venne forzatamente spinto ad abdicare, ritirandosi in convento dietro compenso di un vitalizio.
Venne dunque eletto doge Giovanni Dandolo, esponente del partito aristocratico, che in quel momento si trovava in Istria, intento a sedare una rivolta. Nel 1281 il doge strinse un trattato con Ancona tutto a proprio favore, per poter essere libero di agire contro i rivoltosi cretesi e istriani, questi ultimi sostenuti dal Principato ecclesiastico di Aquileia e dal Ducato d'Austria. Nel 1282 rifiutò aiuto al papa contro gli Aragonesi che avevano invaso la Sicilia, venendo per questo colpito assieme alla città dalla scomunica. In Oriente, poi, Genova aveva acquisito dai Bizantini l'esclusiva sull'accesso alle acque del mar Nero, dove aveva costituito le nuove colonie di Caffa e Pera. Venezia reagì stringendo alleanza con Pisa, ma questa il 6 agosto 1284 venne disastrosamente sconfitta nella battaglia della Meloria.
Nonostante ciò e nonostante i conflitti non accennassero a risolversi, il benessere del commercio veneziano venne testimoniato in quegli stessi anni dal conio del primo Ducato Matapan, moneta destinata a diventare mezzo di scambio di primo piano nel commercio mediterraneo. Gli interessi del doge erano tuttavia più orientati al successo politico del partito aristocratico. Il 5 ottobre 1286, dovunque, propose una legge per circoscrivere alle famiglie già al potere l'accesso al Maggior Consiglio. La proposta venne però clamorosamente respinta e per questo il 17 ottobre il Dandolo si risolse a presentare una soluzione meno radicale, chiedendo che l'elezione dei nuovi membri fosse sottoposta all'approvazione della maggioranza uscente, ma nemmeno questa proposta trovò accoglimento per la forte opposizione dei popolari. Il Dandolo morì il 2 novembre 1289.

### La formazione del sistema oligarchico

Lo stemma del doge di Venezia Pietro Gradenigo

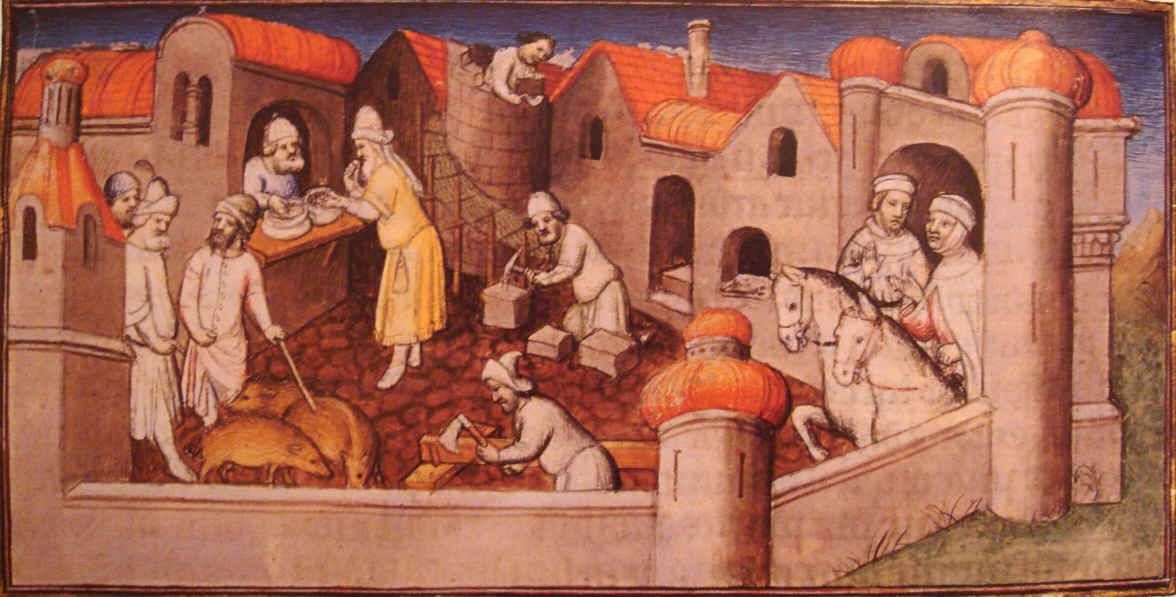
Miniatura raffigurante l'emporio di Laiazzo attorno all'epoca dello scontro tra Genovesi e Veneziani

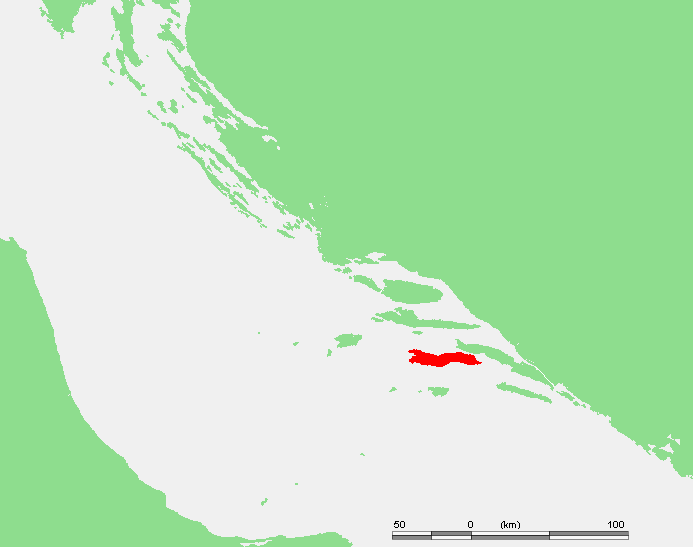
L'isola di Curzola dove si combatté il principale scontro del conflitto.

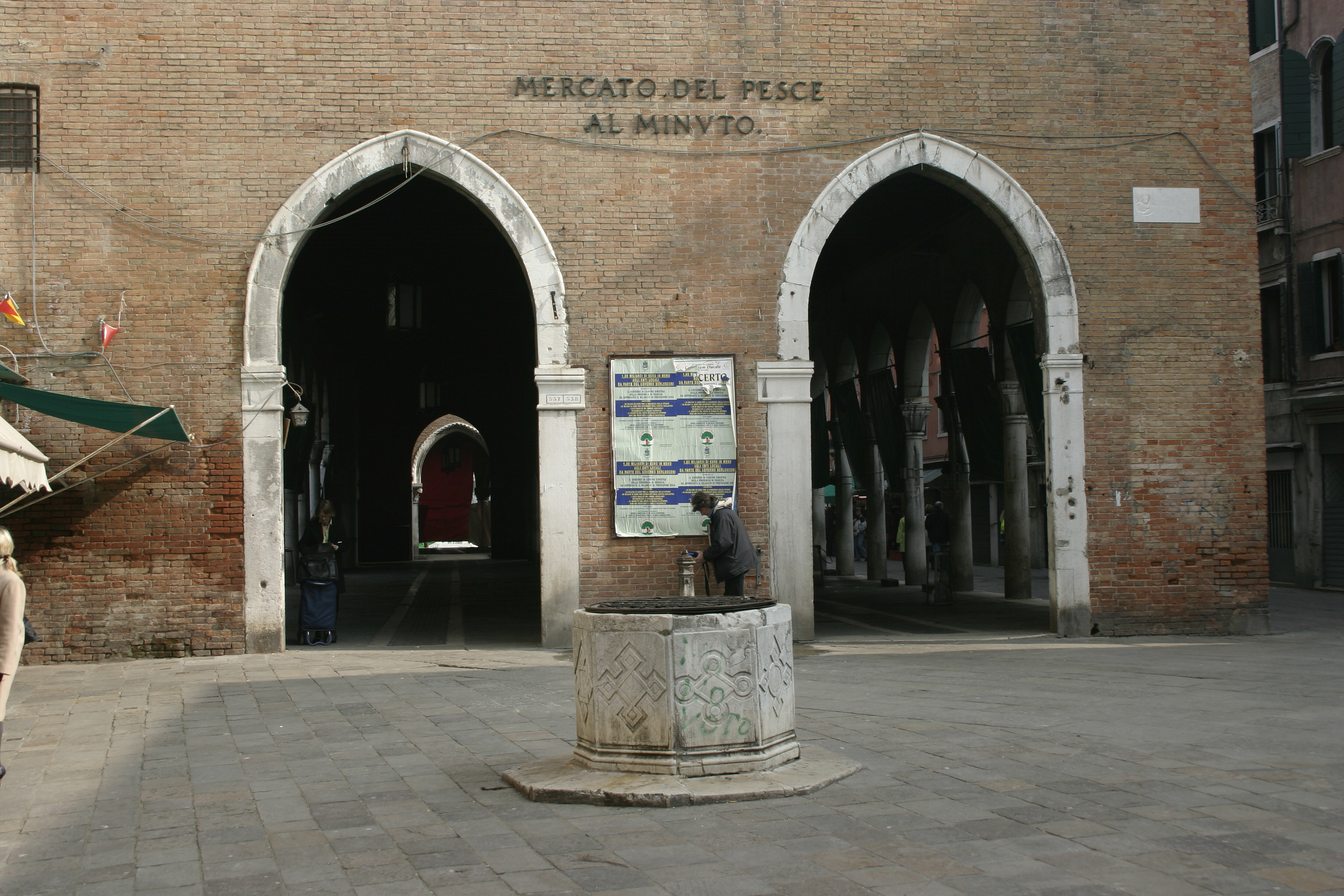
Le arcate del Mercato del Pesce di Rialto rivolte verso il campo delle Beccarie proverrebbero dal palazzo detto Cà Granda dei Querini, demolito dopo la loro partecipazione alla congiura del Tiepolo.

Bocca di Leone per le denunce segrete: questo tipo di denunce era uno degli strumenti di cui si avvaleva il Consiglio dei Dieci, creato all'indomani della congiura del Tiepolo per reprimere ogni congiura contro lo Stato aristocratico

Nonostante la bocciatura delle loro proposte, i membri del partito aristocratico erano ancora forti, così il 25 novembre 1289 riuscirono a far eleggere doge Pietro Pierazzo Gradenigo, il giovane capo della loro fazione, dopo un'estenuante lotta contro il popolare Jacopo Scopulo Tiepolo, discendente diretto dei dogi Lorenzo e Jacopo, che era stato eletto a furor di popolo ma non secondo la forma stabilita. Il Tiepolo, per evitare la guerra civile, preferì infine ritirarsi ma la divisione tra i due partiti rimase insanabile. Con la caduta nel 1291 di Acri, ultimo lembo dell'Outremer cristiano, e la temporanea chiusura delle rotte per la Siria si riaccese il conflitto con Genova per il controllo dei mercati bizantini. Nello stesso anno con Decreto Dogale vengono spostate tutte le fonderie delle vetrerie nell'isola di Murano.
Nel 1293 dunque, i Veneziani, fattisi aggressivi sotto il governo del nuovo doge tentarono di bloccare una muda genovese al largo di Corone, provocando la guerra. Dopo una serie di scontri minori, le due flotte si fronteggiarono il 28 maggio 1294 nella battaglia di Laiazzo, dove i Veneziani furono duramente sconfitti. Nel 1295, però, la flotta veneta riprese il mare al comando di Matteo Querini e di Nicolò Barbaro, ma le due armate si fronteggiarono senza giungere allo scontro. Poco dopo i Genovesi spostarono la guerra contro Candia e le mude veneziane, ricevendo in risposta l'ingresso dei Veneziani nel Mar Nero e l'incendio di Caffa. A Costantinopoli, però, i coloni genovesi assalirono il quartiere veneziano, ricevendo il sostegno dell'imperatore Andronico II, che fece prigionieri i Veneziani superstiti e lo stesso bailo Marco Bembo. Puntualmente, nel 1296, la flotta veneta forzò il Bosforo e mise a ferro e fuoco tutta la costa, distruggendo la colonia genovese di Galata e gettando infine le ancore proprio di fronte alla residenza imperiale del palazzo delle Blacherne. I Bizantini abbandonarono così il conflitto pagando un ingente tributo di guerra.
Mentre la guerra con Genova proseguiva con alterne fortune il conflitto politico latente a Venezia esplose con la proposta, presentata dal doge il 6 marzo, di escludere le classi medie dall'accesso al Maggior Consiglio. La legge venne a stento rigettata, ma il 28 febbraio 1297 venne infine definitivamente approvata la Serrata del Maggior Consiglio. Le tensioni per l'approvazione del provvedimento crebbero all'indomani della disastrosa sconfitta nella battaglia di Curzola dell'8 settembre 1298, cui seguì il nuovo massacro dei coloni veneziani ordinato dall'imperatore di Costantinopoli. La successiva pace firmata il 25 maggio 1299 a Milano sotto gli auspici di Matteo Visconti fu assai dura e lasciò infatti strascichi economici sulla classe dei cittadini, già colpita politicamente dalla serrata. All'indomani dell'umiliante pace, dunque, alcuni membri del partito popolare, riunitisi attorno a Marin Bocconio, uno degli esponenti del partito appartenente alla classe dei Cittadini, ordirono una congiura contro il doge. Scoperti, i congiurati vennero però arrestati e impiccati. Rafforzati dal successo contro la congiura il doge Gradenigo e gli oligarchici rivolsero la loro attenzione a Ferrara, dove nel 1305-1306 il marchese Azzo VIII d'Este ottenne l'invio di rinforzi coi quali avere ragione dei suoi nemici. Aveva però dovuto ammettere in città l'insediamento di un visdomino veneziano.
Quando Azzo III cadde malato e morì, però Venezia dovette intervenire in favore dell'erede Folco d'Este contro gli zii Francesco e Aldobrandino, che dal canto loro chiesero aiuto a papa Clemente V, riconoscendo la sua signoria su Ferrara. I Veneziani occuparono la città, ma presto la rivolta degli abitanti lo costrinse a rinchiudersi nelle fortezze. La situazione di stallo sfociò il 7 ottobre 1308 nella dichiarazione di guerra di Venezia contro lo Stato della Chiesa, seguita dalla scomunica papale sul doge. L'evento aprì una profonda spaccatura tra i due schieramenti politici della città, coi popolari, guidati da Jacopo Querini, che si schierarono su posizioni guelfe. Il 27 marzo 1309 il papa lanciò l'interdetto sulla città di Venezia, ordinandone parimenti l'evacuazione da parte del clero, mentre ovunque all'estero esplosero violente reazioni contro i beni e i mercanti veneziani. Addirittura il cardinale Arnaldo Pelagrua annunciò una prossima crociata contro la città lagunare, mentre da numerose parti giungevano contingenti inviati alla liberazione di Ferrara.
Il 28 agosto, infine, Venezia capitolò, abbandonando i possedimenti ferraresi. Il partito oligarchico accusò della sconfitta il popolare Marco Querini, comandante delle forze veneziane, e in città si accesero scontri tra le due fazioni che nel mese di settembre portarono a risse in Maggior Consiglio, con le famiglie Querini, i Tiepolo e i Badoer, da una parte, a fronteggiarsi con i Giustinian, i Dandolo e i Gradenigo, dall'altra: negli scontri rimase addirittura ferito il vecchio Jacopo Tiepolo. Il provvedimenti presi dal Governo contro i tumulti non fecero altro che provocare nuovi scontri nella zona di Rialto, roccaforte dei popolari. Partito Jacopo Querini, il vecchio e moderato capo dei popolari, nominato bailo a Costantinopoli, gli esponenti del suo partito iniziarono a tramare per rovesciare il doge Gradenigo e la sua fazione. L'opposizione si coalizzò attorno alla figura del giovane Bajamonte Tiepolo e l'azione venne fissata per l'alba di domenica 14 giugno 1310. L'azione era ben congegnata e pericolosa, prevedendo il contemporaneo assalto del Palazzo Ducale da parte di tre colonne armate, con il concorso anche di genti padovane radunate da Badoero Badoer. Il tradimento di un congiurato mise però sull'avviso il doge, che si trovò così preparato al giorno prefissato della congiura. I rivoltosi, sorpresi dalle guardie del doge vennero duramente respinti e costretti ad asserragliarsi a Rialto, dove si accinsero però a resistere. Il 17 giugno si giunse infine a un accordo e il Tiepolo e quanti erano con lui accettarono di lasciare la città per l'esilio. Quanti erano però già caduti nelle mani del doge non trovarono alcuna pietà: il Supremo Tribunale della Quarantia emanò per loro la sentenza di morte.
Schiacciata così l'opposizione, rase persino al suolo le proprietà degli avversari, gli oligarchici rimasero padroni del campo. Il 10 luglio venne decretata la nascita di un nuovo organismo statale, il Consiglio dei Dieci, con funzioni di tribunale straordinario per la repressione delle minacce contro lo Stato. Venne poi costituita una milizia cittadina affidata al comando dei Capisestiere pronta ad accorrere in qualunque momento in difesa della Repubblica, oramai divenuta aristocratica sotto il governo di un Patriziato mercantile. Pochi giorni dopo vennero emanate nuove leggi per limitare l'accesso degli homines novi al Maggior Consiglio. Pietro Gradenigo, vittorioso, si spense il 13 agosto 1311. Morto il Gradenigo venne eletto doge il 23 agosto Marino Zorzi, imparentato con la famiglia Querini, la cui elezione doveva servire a sanare, almeno in parte, le conseguenze delle congiure e delle repressioni, oltre che per favorire una riappacificazione col papa dopo il disastro della guerra di Ferrara. Morì il 3 luglio 1312.
Il 13 luglio divenne dunque doge Giovanni Soranzo, anch'egli imparentato coi Querini, il quale ottenne finalmente nel 1313 la rimozione dell'interdetto papale sulla città. Durante il suo dogato venne a stabilirsi definitivamente il sistema oligarchico, con una serie di leggi che tra il 1315 e il 1322 preclusero stabilmente l'accesso al corpo patrizio, i cui membri vennero da allora registrati in un apposito Libro d'Oro. Nello stesso periodo la città venne visitata dal poeta Dante Alighieri e riacquisì in Oriente gli antichi privilegi sui mercati bizantini, controbilanciati però dalla proibizione del commercio coi musulmani decretata nel 1323 su pressione di papa Giovanni XXII. Nel 1327, poi, anche le vie commerciali verso l'entroterra presero a essere minacciate dall'espansione nel Veneto della signoria di Cangrande della Scala. Il 4 gennaio 1329 divenne doge Francesco Dandolo. In quell'epoca ormai gli Scaligeri si erano resi signori di Vicenza, Padova, Feltre e Belluno, giungendo ai margini della laguna, ponendo a Marghera la dogana.
Venezia dal canto suo tentò nuovamente di impadronirsi di Ferrara, approfittando della sua agitazione interna, ma il progetto venne bloccato dall'interdetto di papa Clemente V. Nel 1336 la Repubblica entrò in lega con Firenze, Siena, Bologna, Perugia e altre città minori contro le mire espansionistiche di Mastino II della Scala. Nel 1337 la coalizione si allargò e Mastino non fu più in grado di tener testa ai suoi nemici: Padova tornò nel dominio dei Carraresi e Venezia il 29 settembre prese il Castello di Mestre, avanzando nell'entroterra. Il 2 dicembre 1338, poi, Venezia conquistò Treviso, primo nucleo dei suoi domini terrestri, la cui signoria gli venne quindi riconosciuta con la pace del 24 gennaio 1339, a Venezia. Il Dandolo morì il 31 ottobre di quello stesso anno. Nuovo doge fu Bartolomeo Gradenigo, il quale, già vecchio, morì il 28 dicembre 1342, mentre a Creta nuove rivolte scuotevano il dominio veneziano.

### La crisi alla metà del Trecento

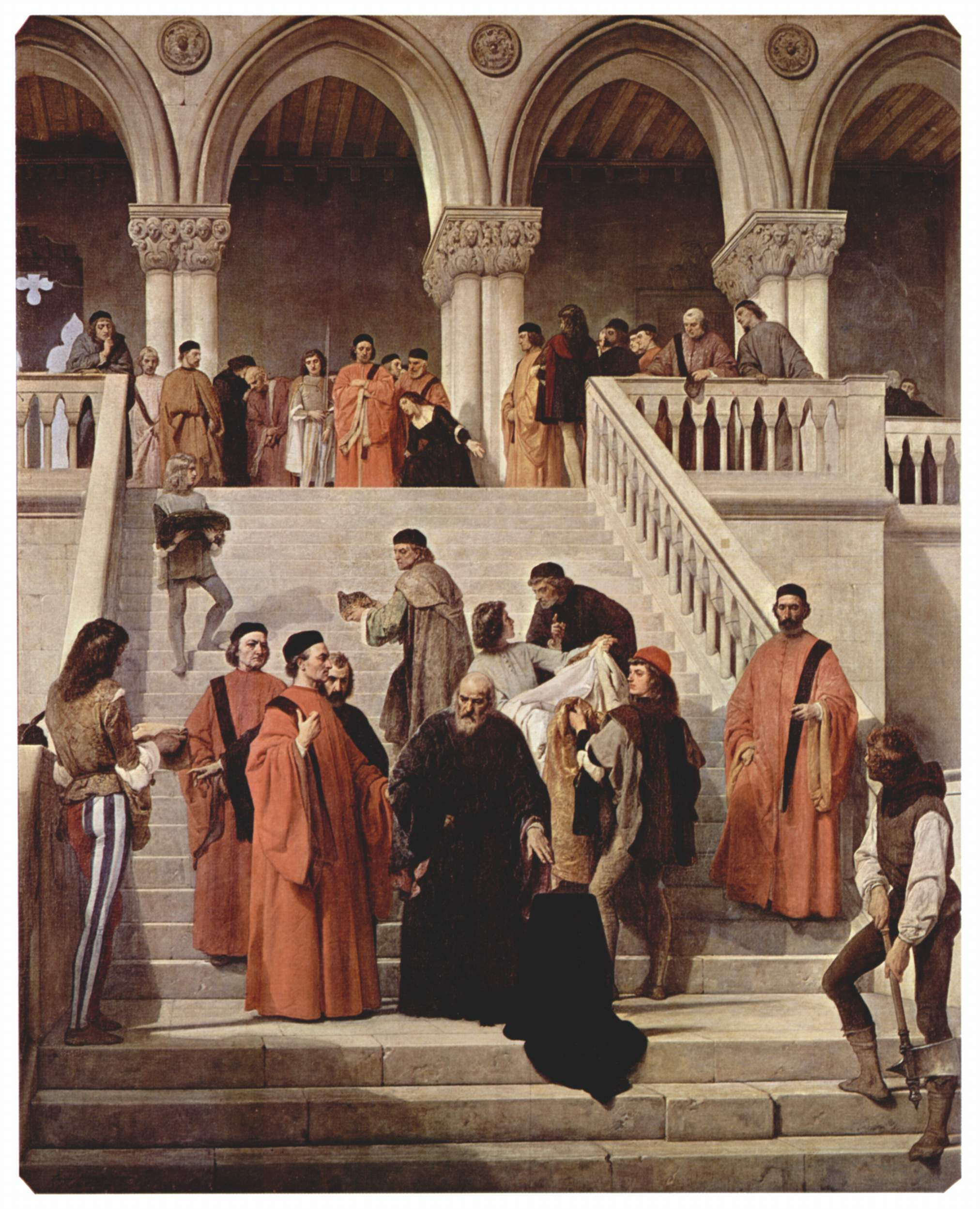
I Dieci mentre assistono alla decapitazione del doge traditore Marin Falier sulla Scala dei Giganti

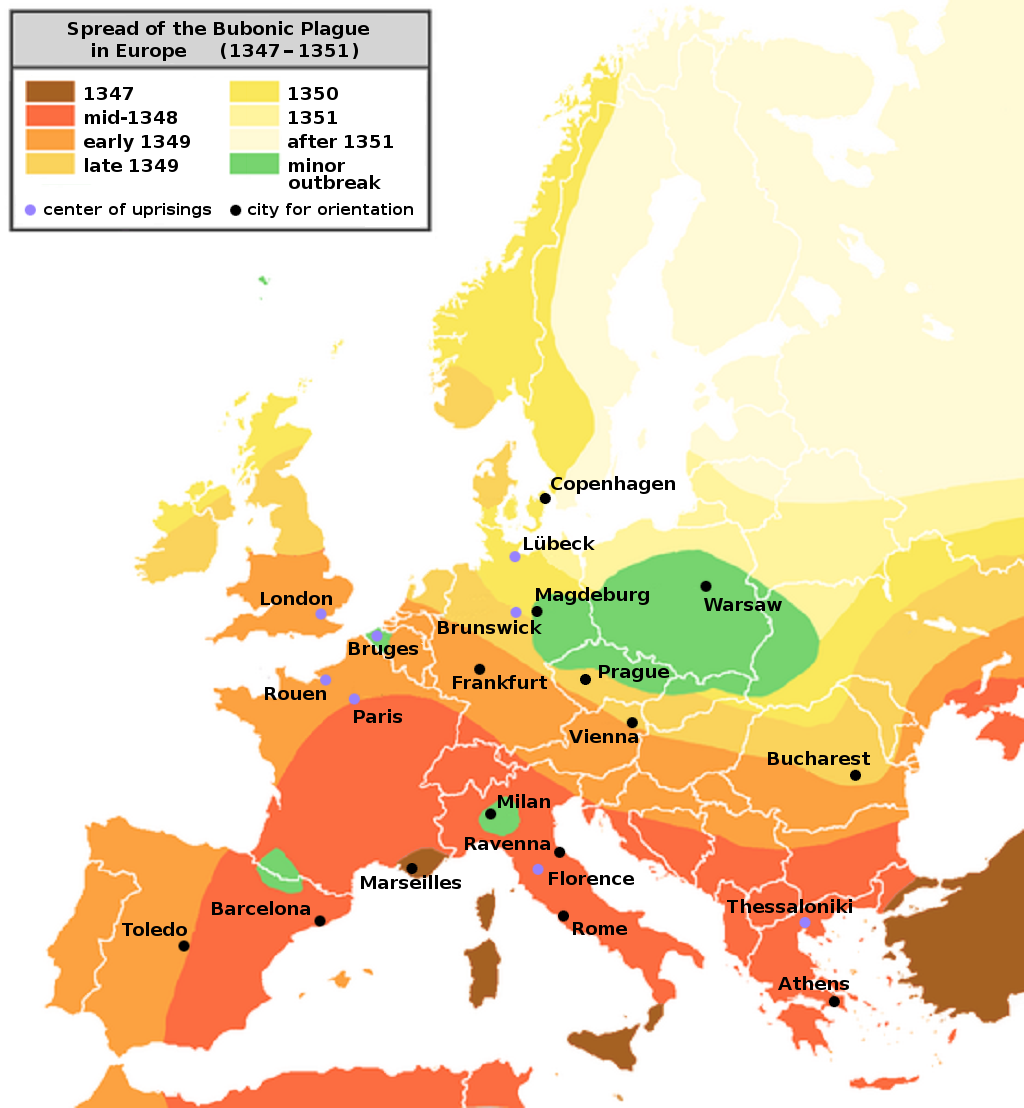
Diffusione della peste nera dal 1347 (marroncino) al 1351 (giallo)

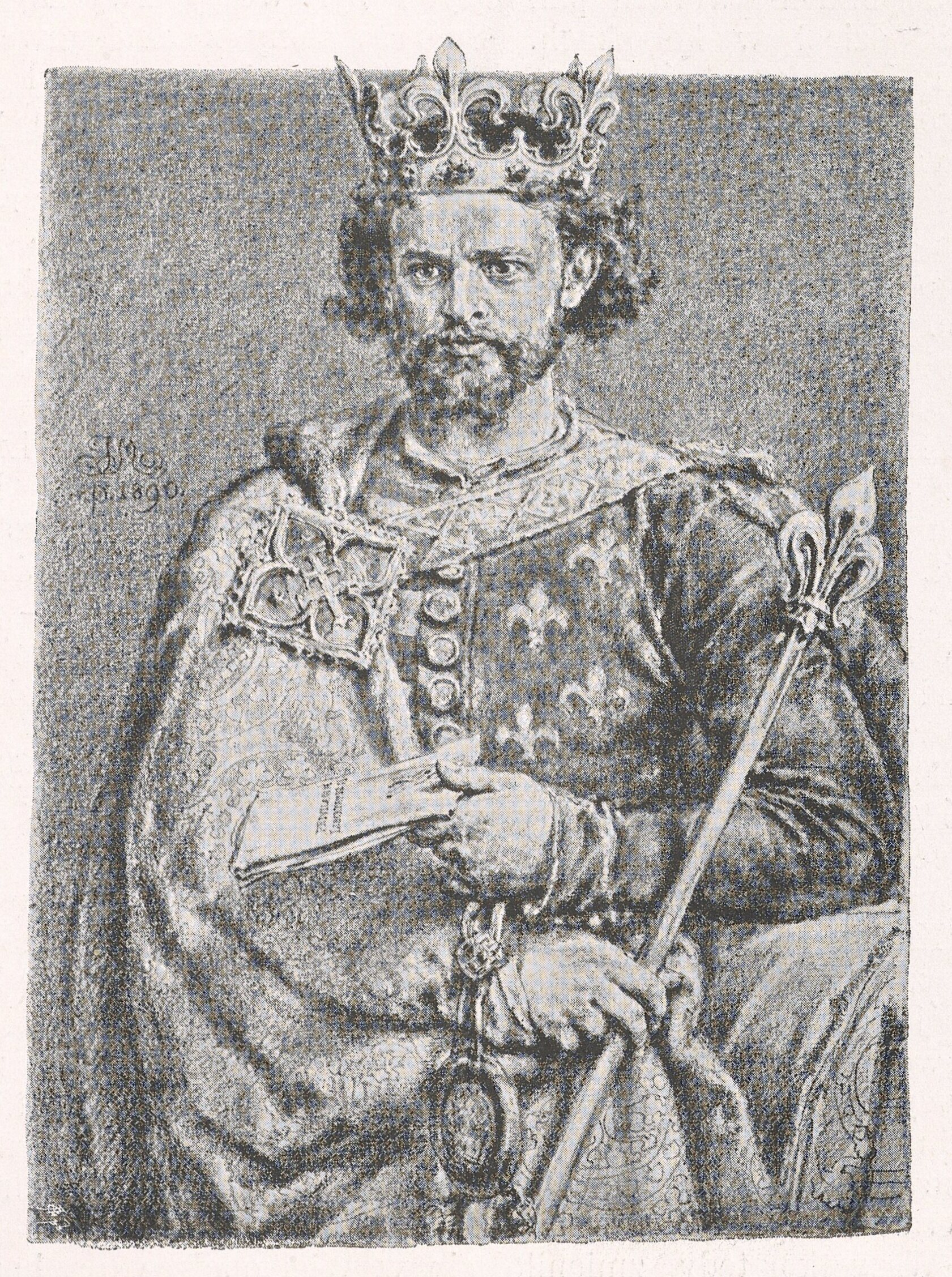
Luigi I d'Ungheria: il sovrano angioino sottrasse a Venezia il controllo sulla Dalmazia

Eletto risultò, il 4 gennaio 1343, Andrea Dandolo, il quale aderì alla crociata indetta da papa Bonifacio IX contro i Turchi Ottomani, che minacciavano Costantinopoli. La flotta veneziana conquistò così Smirne, ma ben presto il dogado del Dandolo venne funestato dapprima dalla ribellione di Zara (1345-1347), subito ripresa, e poi, nel 1348, dal diffondersi della peste nera giunta in Italia a bordo delle galee genovesi di ritorno da Caffa, assediata dai Tartari. La peste colse la città già indebolita da un recente terremoto, sterminando in poco tempo i tre quinti della popolazione e provocando danni economici immensi, aggravati dalla costruzione di una nuova colonia genovese sul Bosforo, usata per sbarrare il passo alle navi veneziane. Nel 1350, dunque, nonostante i tentativi di mediazione del poeta Francesco Petrarca, Venezia - ripresasi in parte dalla peste - dichiarò guerra a Genova dando così inizio alla guerra degli Stretti. Il conflitto però iniziò male e Negroponte venne assediata dai Genovesi. L'anno successivo i Veneziani risposero saccheggiando Galata e spingendo l'imperatore Giovanni VI Cantacuzeno a schierarsi apertamente contro Genova. Nel 1352 un grande scontro tra le due flotte rivali si risolse senza vincitori, ma nel 1353 i Veneziani ottennero infine una vittoria nelle acque di Alghero, ma l'anno successivo dovettero subire la distruzione di Curzola, Lissa e Parenzo. Il 7 settembre 1354 il doge, affranto, morì di crepacuore.
Nel giorno di venerdì 16 settembre venne dunque eletto Marin Falier. Il suo dogado venne inaugurato da una nuova sconfitta della flotta veneziana il 4 novembre alla Sapienza. Di fronte alla crisi, il doge tentò di organizzare una nuova svolta politica per la Repubblica instaurando una Signoria personale, ma il complotto fu denunciato al Consiglio dei Dieci. Tutta la città entrò in subbuglio e gli esponenti della oligarchia occuparono Piazza San Marco con le armi. I cospiratori furono arrestati, interrogati, condannati a morte e giustiziati davanti al Palazzo Ducale il 15 aprile 1355. Lo stesso doge venne arrestato e condannato: la sera del 17 aprile 1355 venne dunque decapitato sulla Scala dei Giganti, luogo tradizionale delle incoronazioni ducali.
Il successore del Falier, Giovanni Gradenigo, mentre Venezia era tutta presa dai timori di congiure interne firmò un trattato di pace con la Repubblica di Genova ponendo termine a una lunga e sfavorevole guerra. All'inizio del 1356, tuttavia, dovette affrontare l'invasione della Dalmazia da parte di Luigi I d'Ungheria. Il sovrano ungherese strinse alleanza con il duca d'Austria, con i conti di Gorizia, con il Patriarca d'Aquileia e il signore padovano Francesco da Carrara, i quali sconfissero i Veneziani ad Asolo, Ceneda e Conegliano, assediandoli nella piazzaforte di Treviso: la Repubblica si trovava dunque circondata quando l'8 agosto di quell'anno il doge morì.
Venne eletto doge Giovanni Dolfin, comandante delle truppe incaricate della difesa di Treviso. Una pesante sconfitta a Nervesa nel febbraio 1358, segnò il destino negativo della guerra e Venezia si rassegnò, con la Pace di Zara del 18 febbraio 1358 a rinunciare alla Dalmazia. Il doge fu costretto ad assumere il titolo di Dux Veneticorum et coetera ("Duca dei Veneti e altri"). Frattanto Padova iniziò a bloccare il commercio veneziano lungo il Brenta. Come conseguenza di tutti questi eventi, per Venezia si aprì dunque una fase di profonda crisi economica. Il dogado del Dolfin si concluse con la sua morte il 12 luglio 1361.
Divenne quindi doge Lorenzo Celsi. Nel 1363 la crisi veneziana sembrò accentuarsi ulteriormente con lo scoppio della grande rivolta di Candia, che coinvolse, oltre alla nobiltà e alla popolazione greca, gran parte dei coloni veneziani, i quali, gravati dall'eccessiva pressione fiscale, tentarono di rendersi indipendenti dalla madrepatria. Il fatto era per Venezia intollerabile è la Repubblica si preparò ad una grande spedizione punitiva per reprimere la ribellione, inviando a Creta nel 1364 il generale Luchino Dal Verme. L'esercito sbarcò sull'isola nel maggio successivo ed ebbe rapidamente ragione degli insorti. Dopo questo evento l'isola perse per sempre la propria organizzazione feudale, le assemblee e i magistrati, finendo sotto il diretto controllo della Repubblica. Il doge morì, si sospetta avvelenato, il 18 luglio 1365.
Il nuovo doge, Marco Corner, si prodigò per il ripopolamento della colonia di Creta, gravemente danneggiata dalla rivolta.

### Le guerre di Trieste, Chioggia

Stemma del doge Andrea Contarini

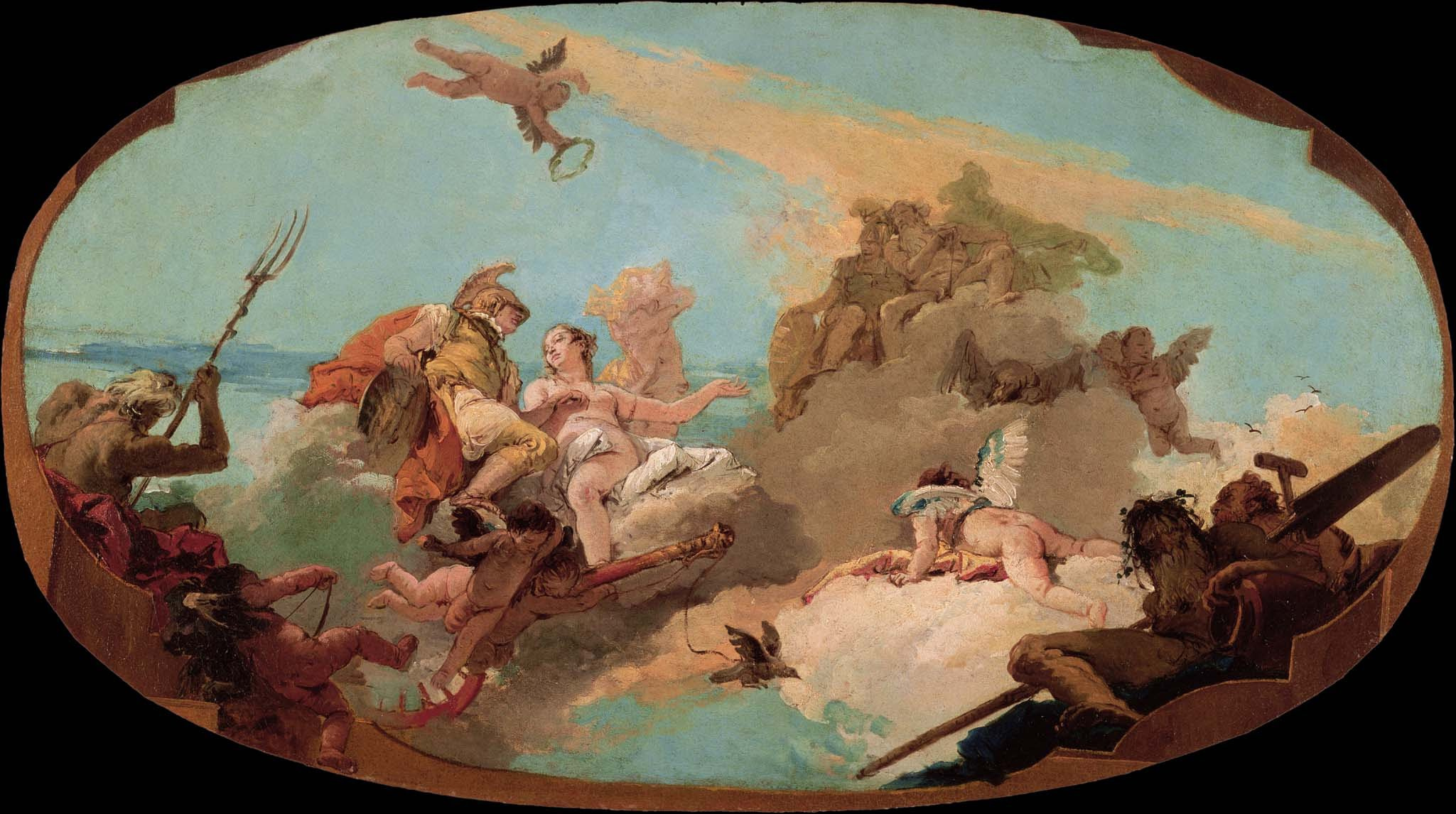
Apoteosi dell'ammiraglio Vettor Pisani: il Pisani, responsabile della disastrosa sconfitta subita a Pola, venne liberato dal carcere a furor di popolo per assumere il comando della difesa di Venezia nel corso della guerra di Chioggia, riuscendo infine ad annientare le forze genovesi che assediavano la laguna

Eletto nel 1368 Andrea Contarini, il nuovo doge si impegnò nella guerra di Trieste, combattuta per punire la città giuliana delle minacce rivolte alle rotte commerciali di Venezia nell'Adriatico, ma soprattutto per riaffermare il dominio veneto sull'Istria, minacciato dall'Austria. Trieste venne ridotta alla ragione e le mire austriache vennero fermate. Dal 1370, poi, Venezia dovette affrontare la crescente minaccia dei Carraresi, signori di Padova, i quali furono però costretti alla pace. I successi ottenuti vennero però annullati dall'effetto degli scontri occorsi il 10 ottobre 1372 a Famagosta, capitale del Regno di Cipro, in occasione dell'incoronazione di Pietro II di Lusignano, che portarono alla Guerra con Genova. Per una semplice questione di etichetta tra il console genovese e il bailo veneziano nacque infatti un diverbio che, estesosi ai nobili ciprioti, irritati per il crescente controllo di Genova sull'economia del Regno, portò a un vero e proprio tumulto conclusosi con la defenestrazione del console e la distruzione delle proprietà di Genova sull'isola. La Superba reagì punendo duramente Cipro e prendendone il controllo.
Nel 1376, poi, a Costantinopoli i Genovesi favorirono l'avvento al trono di Andronico IV, il quale concesse loro in premio la strategica isola di Tenedo, già promessa dal padre ai Veneziani. Questi convinsero il governatore dell'isola a non adempiere agli ordini imperiali, ma questo non fece altro che provocare l'arresto del bailo e dei mercanti della colonia di Costantinopoli. Quando poi nel 1378 l'ex-imperatore Giovanni Paleologo, aiutato dai Turchi, riprese il trono rompendo l'alleanza tra Genovesi e Bizantini, Venezia strinse alleanza con Pietro II di Cipro e si risolse a entrare ufficialmente in guerra. In breve le due repubbliche tentarono di raccogliere il maggior numero di alleati possibili e il conflitto si estese così su larga scala all'intera Italia settentrionale e alla Dalmazia. La guerra, sempre più cruenta, giunse a una svolta quando il 7 maggio 1379 i genovesi distrussero a Pola la flotta veneziana di Vettor Pisani.
Prive di difese, le coste di Venezia vennero messe a ferro e fuoco dai Genovesi, che tra il 6 e il 16 agosto occuparono Chioggia Minore e Chioggia Maggiore, penetrando nella laguna di Venezia. Stretti d'assedio nella loro stessa città, i Veneziani sbarrarono i canali lagunari, armando ogni imbarcazione disponibile e mandando a richiamare dall'Oriente la flotta di Carlo Zeno mentre i cantieri dell'Arsenale lavoravano a pieno regime per approntare nuove navi. Il 22 dicembre l'inatteso contrattacco veneziano, guidato dallo stesso ottuagenario doge Contarini e da Vettor Pisani, liberato a furor di popolo dalla prigione in cui era stato gettato all'indomani della sconfitta, bloccò la flotta genovese a Chioggia trasformando gli assedianti in assediati. Rafforzati dall'arrivo il 1º gennaio 1380 dalla flotta dello Zeno, i Veneziani presero a sottoporre i Genovesi a un bombardamento sempre più duro, riconquistando a febbraio Chioggia Minore, dalla quale poterono stringere l'assedio con ancor maggiore decisione. Nonostante i tentativi di pace proposti da papa Urbano VI e dai Fiorentini, il doge e Vettor Pisani rifiutarono le proposte di resa genovesi. Tra il 23 e il 24 giugno Chioggia venne dunque riconquistata e le forze di Genova completamente annientate. La guerra si protrasse comunque per tutto il 1381, fino a che le due città, stremate, accettarono di firmare la Pace di Torino. Il 5 giugno 1382 il doge Andrea Contarini si spense.

## L'espansione inTerrafermae l'età dellaSerenissima

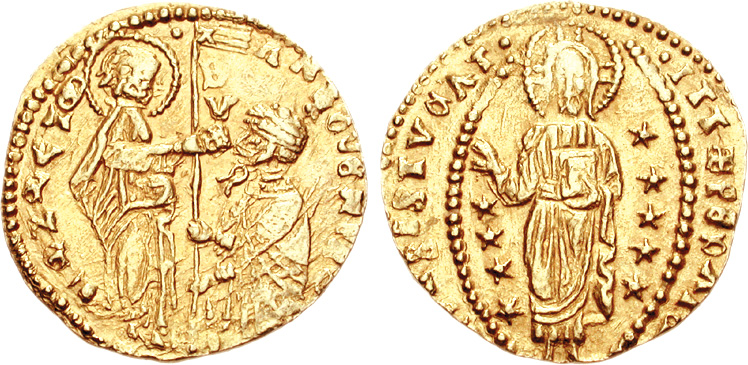
Ducato d'Oro del doge Antonio Venier

Per secoli la Repubblica è stata prettamente uno Stato composto dal territorio metropolitano del Dogado e dalle isole e dai territori oltremarini che costituivano il cosiddetto Stato da Màr. Solo limitate inclusioni di aree del retroterra lagunare erano state effettuate per costituire capisaldi difensivi contro l'espansione delle città vicine quando queste avevano minacciato di interrompere le vie commerciali di terraferma. Superata tuttavia l'epoca di crisi e il grave pericolo rappresentato dalla guerra di Chioggia, Venezia intraprese una politica sempre più aggressiva nei confronti delle città vicine che, alleate coi Genovesi, ne avevano messo a rischio l'esistenza.

### Le guerre con Padova e Milano

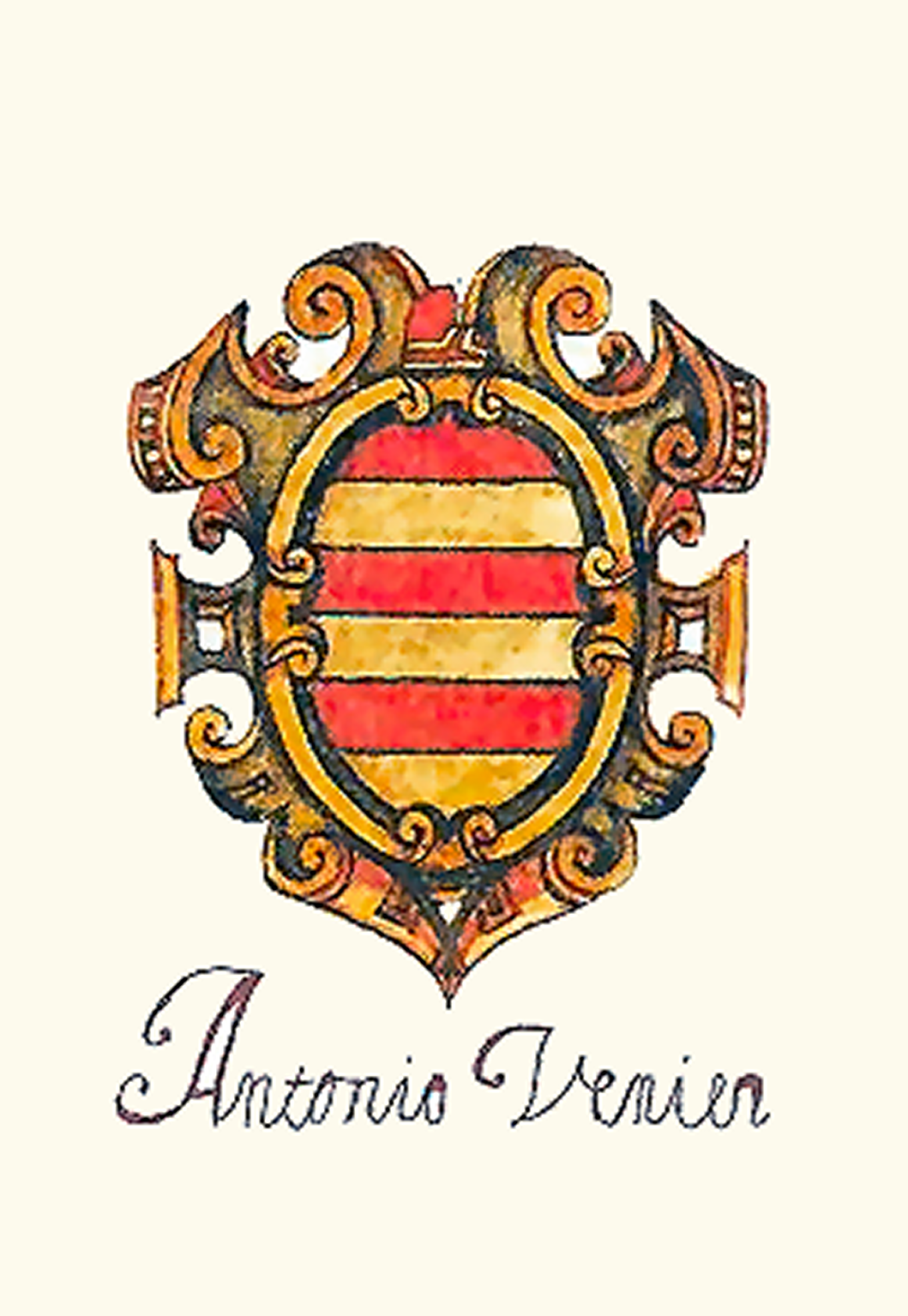
Stemma del doge Antonio Venier.

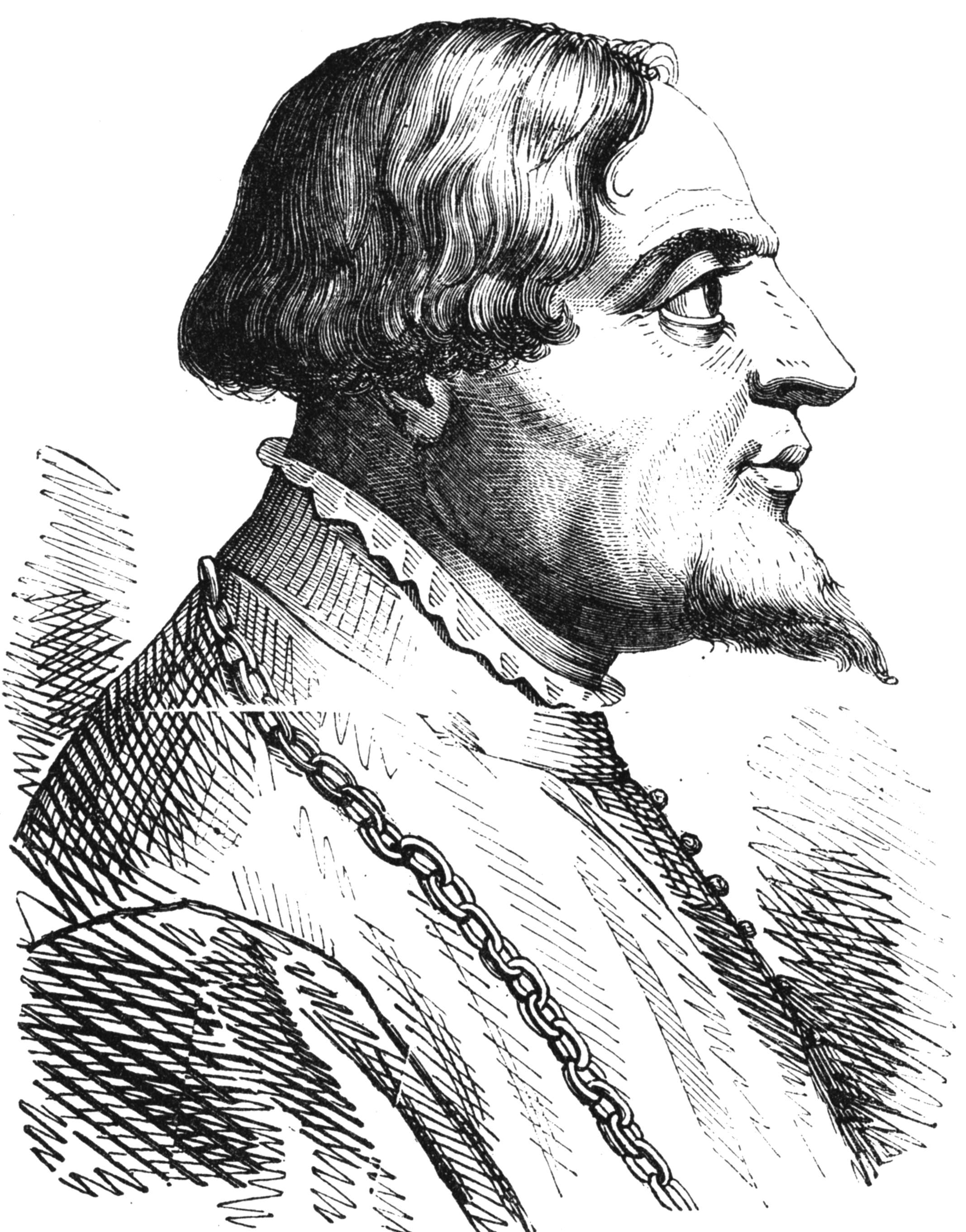
Gian Galeazzo Visconti: la morte del duca di Milano, i cui domini erano fonte di grave preoccupazione per la Repubblica di Venezia, fu la miccia della guerra di Padova che portò all'espansione in Terraferma

Durante il brevissimo dogado di Michele Morosini, durato dal 10 giugno al 16 ottobre 1382, Venezia vide crescere con sempre maggior preoccupazione la potenza dei Carraresi, che mossa guerra a Leopoldo III d'Asburgo, ottennero in feudo le piazzeforti di Ceneda, Treviso, Feltre e Belluno. Morto il doge di peste, il 21 ottobre venne nominato Antonio Venier, allora impegnato a Candia, il quale giunse in città solo nei primi giorni del 1382.
Frattanto i Carraresi, stretta alleanza con Gian Galeazzo e Bernabò Visconti, signori di Milano, per minacciare i residui possedimenti scaligeri, intervennero anche nelle dispute interne al Principato ecclesiastico di Aquileia, ottenendo nuovi possedimenti che li portarono a circondare completamente il dogado veneziano. La Repubblica strinse dunque una lega con l'arciduca d'Austria, il patriarca di Aquileia e i conti di Gorizia, dichiarando nel 1385 guerra a Padova. Mentre nell'Adriatico Venezia approfittava del conflitto dinastico tra Maria d'Ungheria e Carlo III di Napoli riprendendosi Corfù, Gian Galeazzo Visconti, divenuto nel 1387 unico signore di Milano, sconfisse gli Scaligeri, conquistando infine Verona e Vicenza. Venuto meno lo scopo dell'alleanza tra Carraresi e Visconti, Gian Galeazzo si alleò nel 1388 con Venezia, la quale nel luglio dello stesso anno strinse d'assedio Padova, la cui popolazione in rivolta costrinse Francesco I da Carrara ad abdicare in favore del figlio Francesco Novello, il quale proseguì la guerra con Venezia. Nel 1391, però, contro di lui mosse lo stesso Visconti, alleatosi con Venezia, che prese Padova e lo costrinse ad asserragliarsi a Treviso. La nuova minaccia costituita dalla vicinanza del grande dominio milanese non era però tollerabile per la Repubblica e appariva ancor più pericolosa della precedente signoria carrarese.
Così, mentre il Visconti veniva pressato dall'elettore palatino Roberto II di Wittelsbach e dal conte d'Armagnac Bernardo VII, Venezia, conquistata così Treviso, costrinse il 24 novembre 1392 Francesco Novello da Carrara a prostrarsi ai piedi del doge e a implorare di essere ammesso nel patriziato veneziano in cambio della riconsegna di Padova. La minaccia costituita da Gian Galeazzo Visconti era però ancora forte, così, quando questi strinse alleanza col padre del nuovo re d'Ungheria e Croazia Sigismondo, il Re dei Romani Venceslao di Lussemburgo, che lo riconobbe duca di Milano, si sentì abbastanza forte per attaccare Firenze, ma venne sconfitto a Governolo. A quel punto Firenze strinse con Venezia e gli altri nemici dei Visconti una lega difensiva che ne frenasse in futuro le mire.

### La conquista del Veneto, del Friuli e della Dalmazia

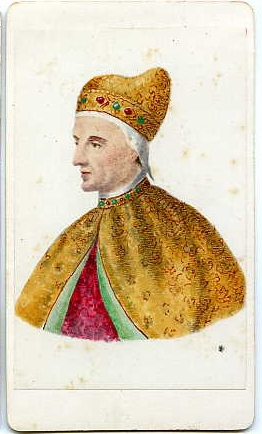
Il doge Tommaso Mocenigo: durante il suo dogado vennero conquistati il Friuli e il Cadore e ripresa la Dalmazia. Tuttavia finanche in punto di morte mise in guardia la città dal successore Francesco Foscari e dai pericoli di un eccessivo espansionismo di Terraferma.

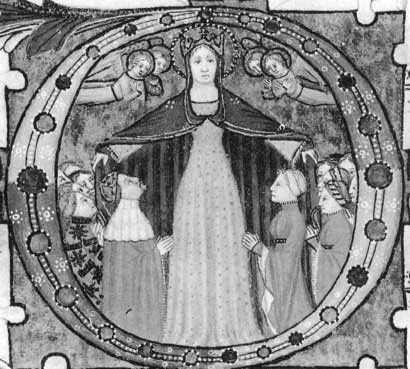
Miniatura raffigurante la duchessa di Milano Caterina Visconti: impossibilitata a difendere i propri domini veneti contro i Carraresi, la duchessa favorì l'espansione di Venezia sulla Terraferma con la Guerra di Padova.

Ongaro di Sigismondo di Lussemburgo, Imperatore del Sacro Romano Impero e Re d'Ungheria: il sovrano, dopo aver favorito la deposizione del veneziano papa Gregorio XII, mosse guerra alla Repubblica a fianco del patriarca di Aquileia Ludovico di Teck, ma venne sconfitto, perdendo la Dalmazia e il Friuli.

Il 1º dicembre 1400 venne eletto doge Michele Steno. Nel 1403 in seguito a diversi episodi di pirateria genovese la flotta Veneziana comandata dal capitano generale da mar Carlo Zeno sbaraglia la flotta genovese a Modone nell'ultimo grande confronto tra le due potenze marittime. Nel frattempo già nel 1402 la morte di Gian Galeazzo Visconti lasciò Milano priva di una guida forte e Firenze ne approfittò, assieme ai Carraresi, per espandersi ai danni del Ducato. Quando i Padovani presero Verona e assediarono Vicenza, nel marzo 1404, la reggente milanese Caterina Visconti chiese aiuto al doge Steno, promettendo in cambio la cessione delle due città.
Il 24 aprile si ebbe così la dedizione di Vicenza, seguita il 7 maggio da quella di Cologna Veneta, e Venezia intimò a Francesco Novello da Carrara di porre fine alle devastazioni nei suoi nuovi territori. Al rifiuto del Signore padovano venne dichiarata la guerra. Caterina Visconti, impossibilitata a difenderle, cedette alla Repubblica anche Belluno (18 maggio), Bassano (10 giugno) e Feltre (15 giugno), mentre i Carraresi si allearono con gli Estensi di Ferrara. Agli inizi del 1405 i Veneziani strinsero d'assedio Padova, mentre a marzo gli Estensi furono costretti a cedere il Polesine e ad abbandonare il conflitto. Sempre nel 1405 Venezia è impegnata anche nei Balcani dove scoppia la guerra in Croazia con il Principato di Zeta (Prima Guerra di Scutari). Il 24 giugno vi fu la dedizione di Verona, seguita, infine, da Padova. I membri della famiglia dei Carraresi, tradotti a Venezia, furono imprigionati e, dopo aver supplicato inutilmente il perdono, giustiziati.
Nel 1406, a Roma, il veneziano Angelo Correr venne eletto al soglio pontificio col nome di papa Gregorio XII. Nella speranza di porre fine allo scisma il Concilio di Pisa convocò Gregorio e l'antipapa Benedetto XIII, tuttavia di fronte al rifiuto dei due a presentarsi, il 5 giugno 1409, entrambi vennero dichiarati deposti in quanto scismatici, eretici, spergiuri e scandalosi. Al loro posto il concilio elesse l'antipapa o papa Alessandro V, proveniente dalla veneziana colonia di Candia. Alessandro morì improvvisamente nel 1410 e gli succedette l'antipapa Giovanni XXIII. Il caos ruotante intorno alla questione dello scisma e il coinvolgimento di membri del patriziato veneziano spinse il 13 luglio dello stesso anno a escludere dalle riunioni dei consigli della Repubblica riguardanti temi inerenti al Papato e la Chiesa tutti coloro che fossero legati in qualche modo ai diversi pontefici e al clero. Per consentire questo vennero predisposti appositi elenchi, detti fora papalistas ("fuori i papalisti"), dal comando che veniva gridato al momento in cui gli iscritti dovevano abbandonare le assemblee. Il doge, vecchio e malato, morì il 26 dicembre 1413.
Il 7 gennaio 1414 venne eletto doge Tommaso Mocenigo e nel 1416 viene inviato Pietro Loredan a Gallipoli per aprire il dialogo con il nuovo sultano Mehmet I. La missione del Loredan però viene fraintesa e scoppia la battaglia. La flotta ottomana viene colata a picco. Nel 1415 il concilio di Costanza, tenuto sotto il patrocinio del re d'Ungheria e imperatore del Sacro Romano Impero Sigismondo del Lussemburgo pose fine allo scisma d'Occidente accettando l'abdicazione di Gregorio XII e degli antipapi e portando all'elezione nel 1417 di papa Martino V. Forte di questo successo l'imperatore strinse nel 1418 una minacciosa alleanza anti-veneziana con il nuovo patriarca d'Aquileia, Ludovico di Teck. Nella guerra che ne seguì, nonostante fosse attaccata su due fronti, Venezia passò presto all'offensiva, conquistando l'intero Friuli e il Cadore, che vennero infine annessi ai Domini di Terraferma nel 1420, pur mantenendo formalmente il ruolo temporale del Patriarca di Aquileia.
Nel 1419 scoppia anche la seconda guerra di Scutari in Croazia. Soprattutto, però, la pace con l'Ungheria restituì a Venezia il possesso della Dalmazia. Tommaso Mocenigo fu l'ultimo doge ad agire nel nome del Commune Veneciarum. Il nuovo ciclo espansivo della Repubblica coincise infatti con la liberazione dalle ultime vestigia - seppure puramente formali - del periodo comunale. Il dogado del Mocenigo venne contrassegnato anche da un crescente fermento edilizio, in particolare per quanto riguarda la ricostruzione in forma monumentale del Palazzo Ducale, cuore dello Stato. Nonostante le forti pressioni contrarie, comunque, il doge realisticamente preferì sempre frenare la spinta espansionistica della città, ricordando in continuazione, persino nel proprio testamento, i rischi connessi all'avventurarsi in lunghe e onerose guerre che avrebbero solamente spostato il baricentro dello Stato dal mare alla terraferma. Dopo lunga malattia, il doge morì il 4 aprile 1423, a quasi ottant'anni.

### L'apogeo e la nascita dellaSerenissima

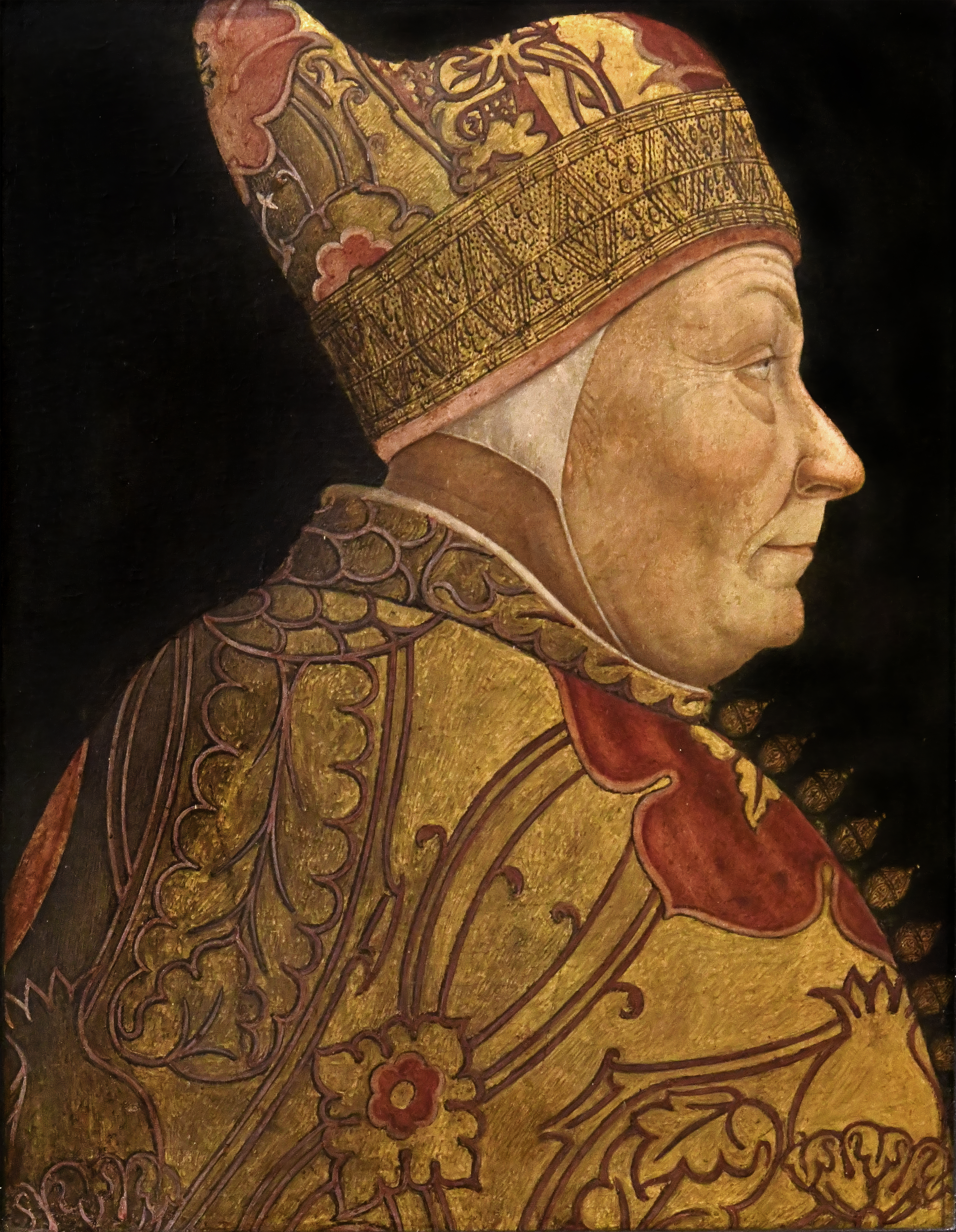
Il doge Francesco Foscari: il suo dogado segnò l'apogeo della Serenissima Repubblica, decretandone al contempo l'irreversibile spostamento del baricentro dai tradizionali interessi mercantili e marittimi verso quelli nei Domini di Terraferma.

Nonostante il testamento del predecessore, che pregava di non eleggerlo, il 15 aprile 1423 divenne puntualmente doge Francesco Foscari. Il Maggior Consiglio decretò per l'occasione la definitiva abolizione della Concio popolare e gli organi pubblici smisero così da quel momento di fare riferimento all'antico Comune. Il doge prese così il titolo di Serenissimo Principe e con lui il supremo organo di presidenza delle assemblee statali prese a chiamarsi Serenissima Signoria, mentre lo Stato tutto divenne la Serenissima Repubblica.
In quello stesso anno, approfittando della debolezza del morente Impero bizantino, venne approvato l'acquisto in Oriente della grande città commerciale di Tessalonica. La città, allora sotto assedio da parte degli Ottomani, venne ceduta a Venezia dal despota Andronico Paleologo, nella speranza di salvarla dalle mani degli infedeli. La bandiera di Venezia venne dunque issata il 14 settembre 1423 e le difese vennero assegnate a Pietro Loredan.

Possedimenti veneziani nell'Egeo alla metà del XV secolo: la caduta di Costantinopoli il 20 novembre 1453 segnò la fine di quel mondo nel quale era cresciuta la potenza di Venezia.

Fu però nel 1426 che la politica espansionistica del Foscari si concretizzò con l'entrata in guerra contro il Ducato di Milano. A luglio 1427 avviene la Battaglia di Cremona e il 17 ottobre 1427, vittoriosa, al comando del conte di Carmagnola, nella battaglia di Maclodio sui Milanesi, Venezia portò il proprio confine sull'Adda, conquistando le città lombarde di Bergamo, Brescia, Crema e i territori della Val Camonica, che vennero a costituire la Lombardia veneta.
Nel 1430, tuttavia, i successi in Italia vennero parzialmente offuscati dalla perdita di Tessalonica (Salonicco), infine conquistata dai Turchi. Frattanto nel 1431 a Roma venne eletto papa il patrizio veneziano Gabriele Condulmer, che prese il nome di Eugenio IV. Sul fronte del conflitto, invece, Venezia subì una serie di rovesci militari in Lombardia che portarono all'accusa di tradimento al Carmagnola, che venne per questo giustiziato il 5 maggio 1432.
Preoccupato per il crescente potere dell'Impero ottomano, nel 1438 il Doge accolse benevolmente l'imperatore Giovanni VIII Paleologo, giunto in missione diplomatica in Occidente alla disperata ricerca di aiuto. L'imperatore al Concilio di Firenze giunse a proclamare persino l'effimera riunificazione della Chiesa ortodossa con quella cattolica. Frattanto la difficile situazione militare di Venezia vide Brescia sempre più duramente stretta d'assedio, tanto da spingere la Repubblica a progettare nel 1439 una impresa colossale (Galeas per montes), per trasportare via terra dall'Adige, all'altezza di Rovereto, fino al lago di Garda, presso Torbole, di una flotta composta da 2 galee (40 m di lunghezza per 250 tonnellate di peso l'una) e 25 altri navigli minori, per correre in soccorso la città assediata.
Nel 1441, comunque, la pace di Cremona sancì il possesso veneziano di Peschiera, Brescia, Bergamo e parte del Cremonese. Nello stesso anno la Repubblica acquistò il possesso delle pontificie Ravenna, Rimini, Faenza, Imola e Cesena, e della trentina Rovereto. Nel 1444 sbaragliando definitivamente i pirati Narentani ne conquista la roccaforte ad Almissa. Nel 1445, poi, Venezia pose ufficialmente fine al potere temporale del Patriarcato di Aquileia, annesso ai Domini di Terraferma. Con la morte di Filippo Maria Visconti a Milano nel 1447, poi, la dinastia viscontea venne deposta e sostituita dall'Aurea Repubblica Ambrosiana. Venezia ne approfittò per occupare Lodi e Piacenza, ostili al nuovo governo milanese, che dichiarò dunque guerra, chiamando in soccorso il capitano di ventura Francesco Sforza.
Questi però, dopo gli iniziali successi sui Veneziani con la Battaglia del Monte di Brianza e di Caravaggio si rivoltò contro la Repubblica Ambrosiana venendo sconfitto a Cantù e Asso e prendendo Milano il 22 marzo 1450, dopo un lungo assedio, e diventandone nuovo duca. Frattanto, Venezia nell'Adriatico conquistò Almissa, portando alla definitiva sottomissione delle genti narentane, seguiti pochi anni dopo dalla dedizione nel Levante dell'isola di Egina. La potenza veneziana venne suggellata nel 1451 anche dal punto di vista religioso con la soppressione formale del patriarcato di Grado e l'elevazione della diocesi di Castello a Patriarcato di Venezia.
Nonostante i successi in Oriente e in Occidente, il mondo veneziano mutò radicalmente allorché il sultano ottomano Maometto II conquistò Costantinopoli il 20 novembre 1453, ponendo fine, con la morte dell'imperatore Costantino XI Paleologo, alla plurimillenaria storia dell'Impero romano. Per punire i Veneziani dell'aiuto prestato ai difensori greci, il sultano fece decapitare il bailo Girolamo Minotto e suo figlio e i notabili della Serenissima, fece poi incarcerare diversi mercanti Veneziani e vendette come schiavi gli altri coloni di Costantinopoli. Ormai prive di una guida, le isole greche di Skyros, Skiathos e Skopelos si concessero a Venezia, che il 18 aprile 1454 firmò coi Turchi un fragile trattato di pace che ripristinava i privilegi commerciali già vigenti sotto i Bizantini. Quasi contemporaneamente, il 19 aprile, la pace di Lodi pose fine alle guerre in Italia, riconoscendo il confine veneziano sull'Adda. Dopo la scoperta da parte dei Dieci di un accordo tra gli Sforza e Maometto II per favorire il rientro in patria di Jacopo Foscari, esiliato a Creta per aver tentato di assassinare un magistrato del Consiglio dei X, il giovane Foscari venne tradotto in città e giustiziato, il 12 gennaio 1457. Il 23 ottobre, quindi, tre consiglieri dei Dieci ordinarono al vecchio doge, ormai ottuagenario, di deporre le insegne ducali e abdicare, ponendo fine al più lungo tra tutti i dogadi veneziani.

### La comparsa della minaccia turca e la guerra del Sale

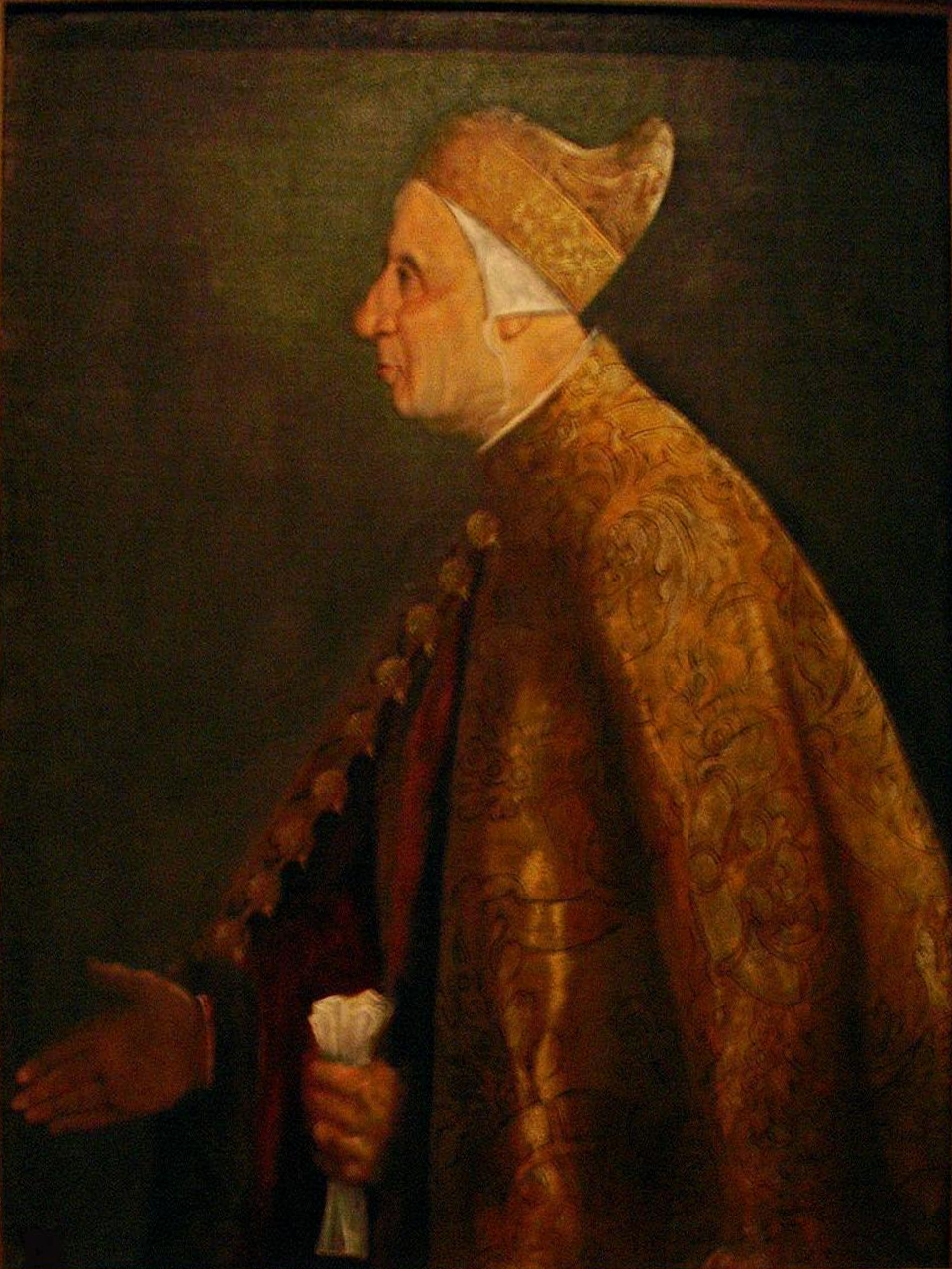
Ritratto del doge Niccolò Marcello

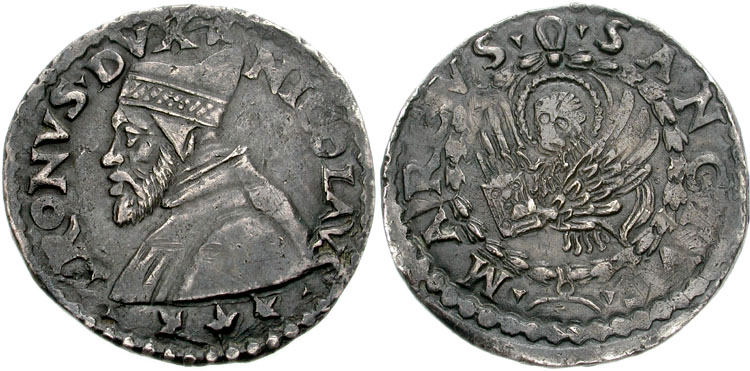
Lira Tron, battuta per la prima volta nel 1472 sotto il dogado di Nicolò Tron: il doge dovette sostenere l'urto dell'Impero ottomano nella prima guerra Turco-Veneziana

Al Foscari succedette Pasquale Malipiero. Due giorni dopo la sua elezione, il 1º novembre, il suo predecessore ne morì di crepacuore. In riparazione il Consiglio dei Dieci, tra le proteste della moglie, decretò dunque per lui l'esposizione al popolo in paramenti ducali e le esequie di Stato. In considerazione degli scandali che avevano accompagnato la vicenda, nel 1458 il Maggior Consiglio emanò una legge per limitare i poteri dell'ormai quasi onnipotente Consiglio, proibendogli in particolare di interferire con la Promissione Ducale, giacché creato per «impedire scandali, non per crearli». Il dogado del Malipiero assistette al dilagare nel 1460 delle armate turche in Grecia, dove vennero travolti il Ducato di Atene e il Despotato di Morea, uno degli ultimi baluardi bizantini. Il Malipiero morì il 12 maggio 1462.
Il 17 maggio i quarantuno elettori scelsero dunque Cristoforo Moro, il quale si affrettò ad accogliere la dedizione della greca Monemvasia, che così sperava di salvarsi dai Turchi. Nel 1463, però, questi attaccarono Argo, provocando la prima guerra turco-veneziana. La Repubblica cercò allora alleati in Occidente, alleandosi con Mattia Corvino, re d'Ungheria. Per il resto, però, trovò disposto ad ascoltarla solo papa Pio II, il quale mise a disposizione una flotta e un contingente armato. Nel tentativo di arginare la pressione ottomana Venezia strinse alleanza anche con il beg dei Turcomanni Kara Koyunlu, Jahan Shah. Il doge Moro, sebbene riluttante a prendere personalmente il mare (tanto da dovervi essere costretto dal governo), il 12 agosto 1464 giunse ad Ancona per ricongiungersi al Papa e alla squadra pontificia, ma l'improvvisa morte di Pio II il 15 agosto lo convinse a rientrare in laguna. Di fronte alla debolezza del Moro nel 1468 il Maggior Consiglio ripristinò i poteri del Consiglio dei Dieci: «informerà sui tradimenti, sulle cospirazioni, sulle sette. Conoscerà gli atti la cui natura minaccia la pace dello Stato, le convenzioni aventi l'effetto, sia all'esterno che all'interno, di cedere una parte del territorio, di ogni cosa in una parola che esige di essere affrontata molto segretamente», diceva la legge. In Oriente frattanto la flotta veneziana forzò i Dardanelli, in sfida ai Turchi, evitando d'un soffio a Rodi la guerra con gli Ospitalieri, che avevano assalito navi veneziane cariche di mercanti mori. Il comandante Vettore Cappello conquistò Modone, Imbro, Taso, Samotracia e, per un breve periodo, la stessa Atene, eccitando in Albania il principe Scanderbeg contro i Turchi, i quali dal canto loro stavano dilagando in Europa e nel 1469 giunsero a minacciare l'Istria. Alla morte dello Scanderbeg, poi, Venezia accorse a occupare Croia (Kruja). Furibondo, nel 1470 Maometto II in persona giunse ad assediare la colonia di Negroponte, realizzando un ponte di barche per collegarla al continente e permettere alle sue truppe di sbarcarvi in forze. L'indecisione del Capitano Generale da Mar Antonio da Canal, che non si risolse ad attaccare il cordone di barche, provocò il 12 luglio la caduta della città. Negroponte venne distrutta e la popolazione sterminata: la sorte del bailo Marco Erizzo fu quella di essere segato a metà.

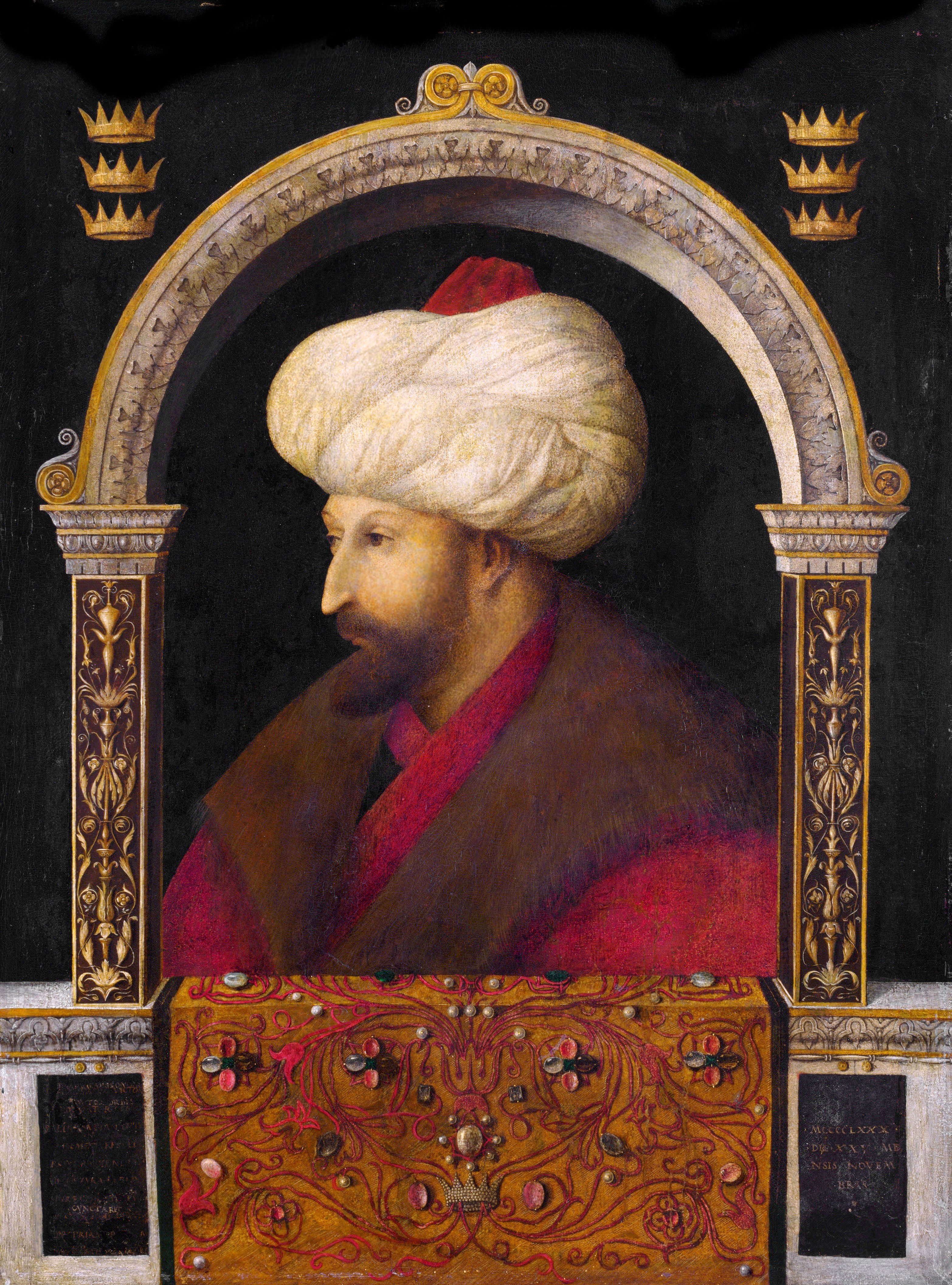
Il sultano ottomano Maometto II: travolto l'Impero bizantino, Maometto II si rivolse all'Europa e al veneziano Stato da Mar, erodendo progressivamente i possedimenti della Repubblica nel Levante

Il 25 novembre 1471 venne eletto nuovo doge Nicolò Tron, il cui figlio, Giovanni, era appena morto segato vivo dai Turchi. Date le crescenti necessità di legname per le esigenze belliche della flotta e il crescente lavoro dell'Arsenale di Venezia, in quello stesso anno lo Stato decise la demanializzazione della collina del Montello, i cui boschi di roveri fornivano un eccellente materiale per la costruzione delle galee. Nel 1472, poi, grandi speranze nutrì la Repubblica dal matrimonio tra la veneziana Caterina Corner e il re di Cipro Giacomo II di Lusignano, l'improvvisa morte del sovrano il 6 luglio 1473 aprì però una grave crisi dinastica, con Caterina sola sul trono e priva di eredi minacciata da numerosi Stati che rivendicavano il suo regno e dalle cospirazioni della nobiltà cipriota. Pochi giorni dopo, il 28 luglio, anche il doge Tron morì.
I quarantuno elettori scelsero allora Niccolò Marcello, il quale si affrettò a stringere alleanza in Oriente con il beg degli Ak Koyunlu, Uzun Hasan, il quale, conquistati i vicini Kara Koyonlu, aveva creato un vasto impero esteso sulla Mesopotamia, la Persia e sul Khorasan: la Repubblica rinnovò dunque con Hasan l'alleanza già stretta coi Kara Koyonlu, invitandolo ad attaccare gli Ottomani. Uzun venne però presto sconfitto a Tercan e costretto a ritirarsi nei propri domini. Frattanto una fallita rivolta contro Caterina Corner, il 14 novembre a Cipro, sobillata da nobili fedeli al Re di Napoli Ferdinando I Trastamara, spinse Venezia a inviare una flotta per prendere in controllo dell'isola. Il 1º novembre 1474 anche Niccolò Marcello morì.
Il 14 dicembre fu doge Pietro Mocenigo, spentosi di malaria il 23 febbraio 1476. Breve fu pure il dogado di Andrea Vendramin, che vide Lepanto resistere strenuamente all'assalto dei Turchi, frattanto entrati nel Friuli e giunti fino al Tagliamento e all'Isonzo. Il doge morì il 5 maggio 1478. Più duraturo fu il dogado di Giovanni Mocenigo, eletto il 18 maggio. In quel periodo Scutari venne duramente bombardata e Croia cadde in mano musulmana. Frattanto crebbe la preoccupazione per le imprese esplorative intraprese dal Portogallo, il cui esploratore, Bartolomeo Diaz raggiunse in quello stesso anno il capo di Buona Speranza, estremità meridionale dell'Africa.
Perdute gran parte delle Cicladi e l'intera isola di Eubea, il 25 gennaio 1479 la Repubblica, esausta e impossibilitata a proseguire l'impari lotta contro lo strapotere ottomano che stava gravemente danneggiando i commerci, firmò infine una pace umiliante. Appena conclusa la guerra giunse inaspettata la peste che falciò la maggior parte della popolazione cittadina. Nel 1480, poi, i Turchi occuparono nello Ionio le napoletane isole di Santa Maura e Cefalonia, incendiando Otranto e realizzando un porto militare a Valona. Contemporaneamente, poi, aumentò la tensione nella terraferma, dove il re di Napoli fomentava Ercole d'Este a rivendicare il possesso del Polesine e a minacciare il monopolio di Venezia nel commercio del sale creando nuove saline nelle Valli di Comacchio. Nel 1482, dunque, la Serenissima strinse alleanza con papa Sisto IV e mosse guerra a Ferrara: era la cosiddetta guerra del Sale. Mentre le operazioni militari procedevano un furioso incendio devastò a Venezia il Palazzo Ducale, i cui lavori di ricostruzione iniziarono immediatamente.
Nonostante il tradimento del papa, passato dalla parte degli Estensi, lanciando l'interdetto su Venezia e costringendo il Consiglio dei Dieci a minacciare di morte i preti che si fossero rifiutati di officiare la messa. Nel maggio 1484 la flotta Veneziana espugna la città di Gallipoli in Puglia nel Regno di Napoli. Il 7 agosto 1484 venne firmata la pace di Bagnolo, che sancì la vittoria veneziana. Nell'estate 1485 il doge Mocenigo venne colpito per la seconda volta dalla peste, morendo il 14 settembre, venendo sepolto in tutta fretta e in segreto per evitare che l'assembramento di popolo potesse favorire il contagio in città. Brevissimo fu il dogado di Marco Barbarigo.

### L'acquisto di Cipro, le guerre d'Italia e il nuovo conflitto coi Turchi

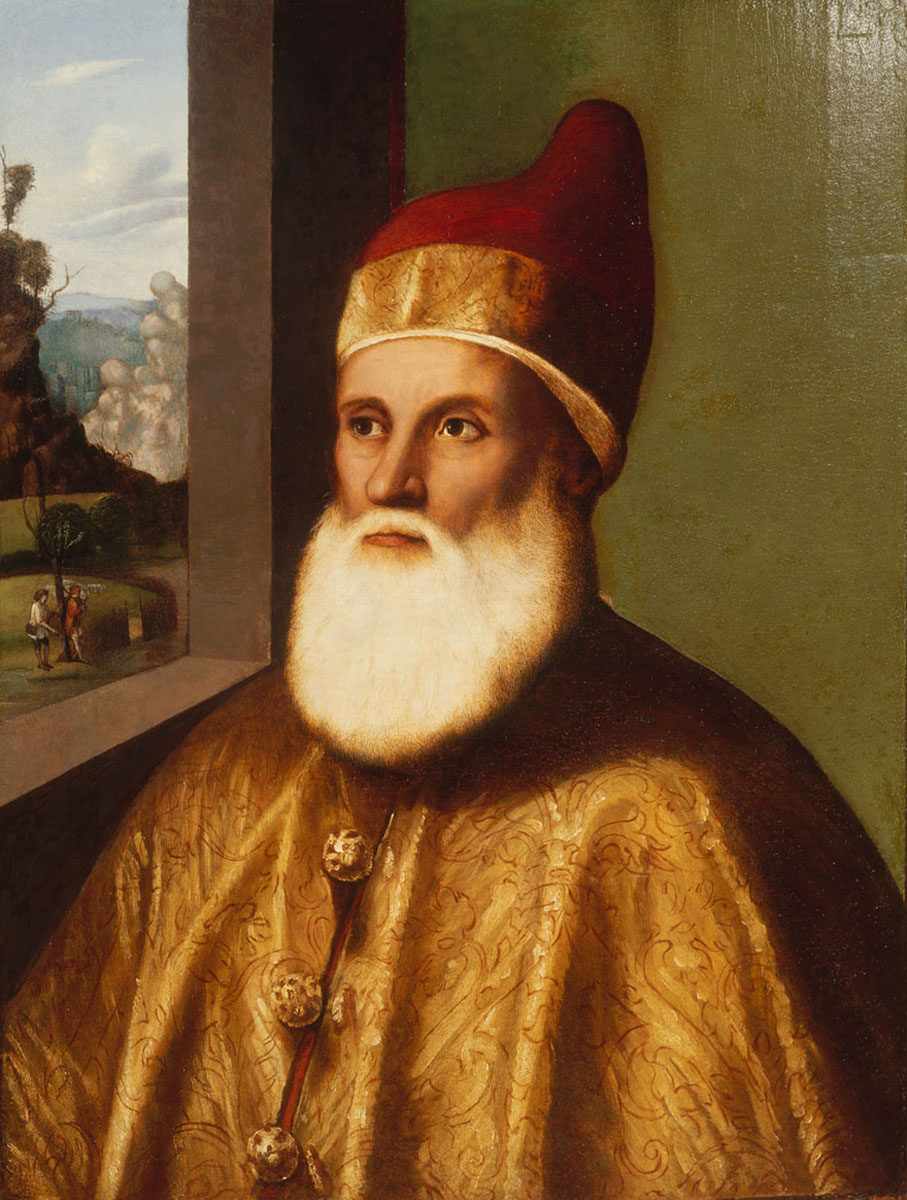
Ritratto del doge Agostino Barbarigo: durante il suo dogado Venezia, acquisito il Regno di Cipro, si scontrò con il re di Francia Carlo VIII e il sultano ottomano Bayezid II.

Nel 1486 venne dunque eletto doge il fratello del doge defunto, Agostino Barbarigo, il quale nel 1487 ebbe notizia del successo ottenuto dal portoghese Diaz nel doppiare il Capo di Buona Speranza, aprendo la via circumafricana all'Oceano Indiano. Nel 1489 il doge sanzionò l'annessione ai domini di Venezia dell'isola di Cipro, ceduta dalla regina Corner, che ottenne in cambio i feudi di Asolo e Marostica, venendo maestosamente accolta al suo rientro in patria con una grande regata. L'acquisto dell'isola risultò per Venezia un parziale risarcimento per le colonie perdute nel conflitto con Maometto II, il cui figlio Bayezid II sconfisse comunque l'anno successivo la flotta veneziana a Sapienza e a Zonchio, conquistano Modone e le principali fortezze della Morea. Frattanto il re di Napoli, viste sfumare le proprie aspirazioni al dominio su Cipro, dovette affrontare anche la scomunica pontificia per il mancato pagamento del tributo annuo dovuto dal suo regno alla corte papale. Il papa giunse a offrire il suo trono al sovrano francese Carlo VIII di Valois. Nel 1492, mentre Cristoforo Colombo salpava nell'Atlantico alla scoperta di un nuovo continente e il sultano Bayezid allontanava il bailo veneziano di Costantinopoli irritato per i frequenti dispacci cifrati inviati da questi al proprio governo, papa Innocenzo perdonò sul letto di morte Ferdinando di Napoli, ma invano. La scomparsa di Lorenzo il Magnifico, Signore di Firenze e perno della stabilità politica della penisola spalancò infatti la porta all'ingerenza francese. Nell'ottobre del 1494, infatti, quando l'eredità del Ducato di Milano venne contesa tra Ludovico Sforza e il nuovo re napoletano Alfonso II, Carlo VIII scese in Italia per sostenere lo Sforza, sottomettendo Firenze e conquistando Napoli nel febbraio 1495. La portata della vittoria francese spaventò gli Stati italiani, che, sollecitati da Venezia, che vedeva comparire un temibile avversario ai suoi progetti di egemonia peninsulare, si coalizzarono attorno a papa Alessandro VI nella Lega Santa o Lega di Venezia. Carlo, volendo evitare di rimanere intrappolato nel Mezzogiorno, marciò rapidamente verso nord, ma venne sconfitto il 6 luglio 1495 nella Battaglia di Fornovo e costretto a lasciare l'Italia. La Serenissima, in cambio dell'aiuto offerto ottenne così dagli alleati la cessione di Cremona, Forlì, Cesena, Monopoli, Bari, Barletta e Trani.
Carlo VIII di Francia si irritò così tanto che con un editto proibì ai Veneziani ogni commercio nelle terre di Francia.
Nella lontana India, però, il 20 maggio 1498 il navigatore portoghese Vasco de Gama raggiunse per la prima volta Calicut, aprendo definitivamente la rotta circumafricana. Quell'anno per l'ultima volta le mude veneziane non ebbero sufficiente oro in Oriente per caricare tutte le spezie presenti nei mercati. Così, mentre nel 1499 il nuovo re Luigi XII di Francia scendeva in Italia, questa volta alleato di Venezia, conquistando Milano e i Turchi muovevano nuovamente guerra nel Levante e, nonostante la sconfitta nella battaglia della Sapienza, conquistavano Lepanto, Corone, Modone e quanto rimaneva della Morea, dilagando in Dalmazia, il sistema commerciale su cui la Repubblica aveva fondato le proprie fortune entrò irrimediabilmente in crisi. Il 13 maggio 1501 venne stipulata un'alleanza con il Regno d'Ungheria, mentre una flotta veneto-spagnola giungeva sino ai Dardanelli. Venne conquistata Santa Maura e sventata l'invasione di Cipro, ma nel mese di settembre il doge Barbarigo morì.
Il 1499 è un annus horribilis per Venezia: impegnata in due guerre contemporaneamente, una in terraferma con Milano e una per mare contro gli ottomani, subisce una vera e propria crisi bancaria, si ritrova a dover contrastare il panico scatenato da una successione di fallimenti bancari a Rialto. In gennaio 1499 una corsa al prelievo fa saltare il banco Garzoni, uno dei più importanti della città. È l’ambasciatore di Milano, il vescovo Cristoforo Lattuada, a spiegare in tempo reale quanto stia accadendo. In una lettera mandata a Ludovico il Moro annota: "Questa matina el bancho di Garzoni, quasi primo bancho di questa terra, è fallito". Successivamente è il turno del Banco Lippomano, racconta il cronista Domenico Malipiero che la Serenissima Signoria decide di sostenere il banco approvando uno stanziamento di dieci mila ducati, utilizzando fondi che lo stato ha ricevuto in prestito da privati. Tale decisione per quanto calmierante non riesce a impedire il diffondersi della sfiducia dei depositanti. Avviene così iI fallimento del Banco Lippomano (1.248 clienti, 700 dei quali patrizi) che ne fa fallire diversi altri, ad esempio quello di Maffeo Soranzo, che commercia e raffina argento per loro conto, e due banchi di cambiavalute. Intanto il banco Agostini restituisce buona parte dei suoi depositi, mentre si fa sempre più forte la pressione sul banco Pisani, un'altra banca di primaria grandezza che però sopravviverà alla crisi.

### La crisi dei commerci e la lega di Cambrai: l'Europa contro Venezia

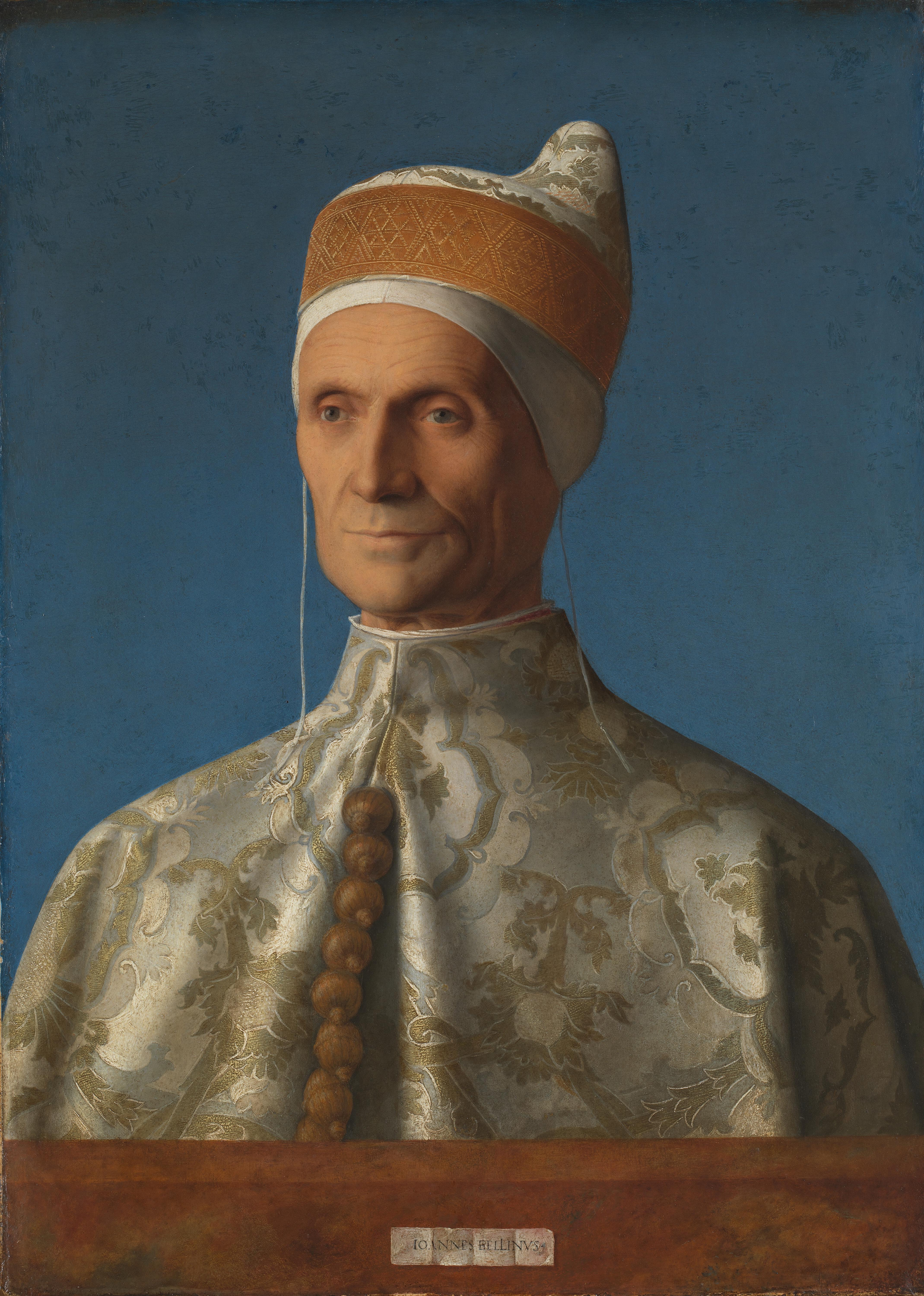
Giovanni Bellini, Ritratto del doge Leonardo Loredan: il suo dogado vide Venezia affrontare la dura sfida della guerra della Lega di Cambrai

Mentre il 2 ottobre 1500 diveniva doge Leonardo Loredan, le galere delle mude d'Oriente tornarono semivuote, da Alessandria d'Egitto solo tre navi su cinque avevano le stive cariche, mentre da Beirut vennero riportate solo quattro balle di pepe. Il panico si diffuse nel mercato realtino e il patrizio Benedetto Sanudo venne inviato in missione segreta al Cairo per spingere il sultano mamelucco a trattare coi principi indiani per precludere i loro porti ai portoghesi. Frattanto si affiancò al Consiglio dei Dieci una Giunta delle Spezierie per studiare soluzioni al problema. Dal canto suo il Portogallo ordinò a Vasco de Gama di lasciare stabilmente parte della flotta a difesa dello sbocco del mar Rosso, per bloccare i commerci egiziani. Nel prosieguio della seconda guerra turco veneziana a dicembre del 1500 la flotta veneziana e spagnola conclude vittoriosamente l'assedio a Cefalonia. Stremata, nel 1503 Venezia chiese la pace ai Turchi, rinunciando al possesso delle isole appena conquistate. In quello stesso 1503 i signori della Romagna spodestati dal duca Cesare Valentino Borgia, approfittando della morte del padre papa Alessandro VI, offrirono di sottomettersi alla Repubblica di Venezia a condizione di riavere i loro antichi domini: il Senato veneziano accettò e la Serenissima prese possesso di Rimini, Faenza e altre città. L'atto irritò profondamente il nuovo pontefice, il genovese Giulio II, il quale, imprigionato il Borgia, intendeva ristabilire il possesso pontificio di quelle terre.

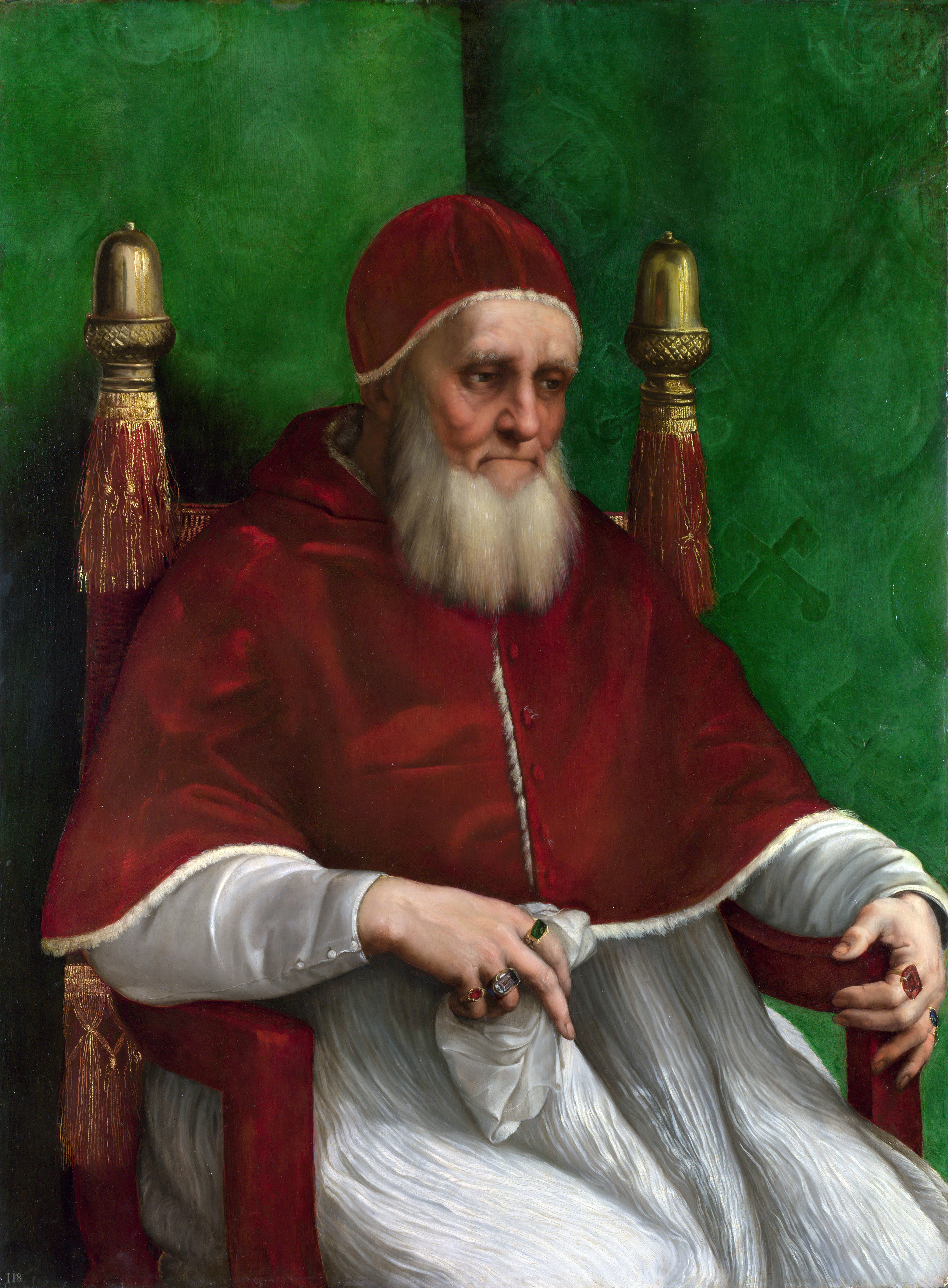
Papa Giulio II in un ritratto di Raffaello Sanzio

Il papa spinse dunque il 22 settembre 1504 Francia e Impero a stringere con lui a Blois un triplice trattato per la futura spartizione dei domini veneziani. Nel 1505 Venezia si offrì dunque di restituire al papa le terre occupate, con l'eccezione di Rimini e Faenza, frattanto, preoccupata per la crescente crisi del commercio, il 15 gennaio 1507 istituì la nuova magistratura dei Savi alla Mercanzia incaricati di fornire l'indirizzo economico alla città. In quello stesso anno il pontefice chiese la restituzione anche di Rimini e Faenza, ricevendone questa volta dal Senato un secco diniego. Il papa eccitò allora il nuovo imperatore Massimiliano I d'Asburgo ad attaccare Venezia, scendendo in Italia col pretesto del proprio viaggio d'incoronazione a Roma. Nel 1508 l'esercito veneziano guidato da Bartolomeo d'Alviano sottomise l'armata imperiale di Massimiliano I d'Asburgo, guidata dal duca Enrico di Brunswick presso Valle di Cadore, alla Mauria e a Pontebba, conquistando il Cadore, Gorizia e Trieste. Anche Pordenone fu costretta nel 1508 alla resa incondizionata e Venezia l'assegnò in signoria all'Alviano stesso. Sconfitto Massimiliano fu costretto a chiedere una tregua.
Quando il doge, in virtù delle proprie antichissime prerogative episcopali pretese di nominare il nuovo vescovo di Vicenza, i principali Stati europei trovarono il casus belli per attaccare la Repubblica, accusata di prevaricare il diritto pontificio sui Vescovi. Il 23 marzo 1500 Giulio II aderì pubblicamente alla lega di Cambrai con la Francia, l'Impero, la Spagna e il Ducato di Ferrara, lanciando l'interdetto sulla Serenissima e nominando il duca Alfonso I d'Este Gonfaloniere di Santa Romana Chiesa. Il Consiglio dei Dieci rispose all'interdetto proibendone la pubblicazione nei territori di Venezia e minacciando di morte i preti che si fossero rifiutati di officiare la messa. Il 10 maggio 1509 il Marchesato di Gonzaga attacca e perde durante la battaglia di Casaloldo. Luigi XII di Francia scese dunque in Italia e il 14 maggio sconfisse le forze veneziane nella battaglia di Agnadello, provocando l'evacuazione dei Domini di Terraferma e lo scioglimento dei reggimenti dall'obbligo di fedeltà: le città della Lombardia veneta aprirono dunque le porte ai francesi oppure caddero con la forza. Le forze del Pitigliano, Capitano Generale di Terraferma, asserragliarono quindi Verona, mentre da nord gli Imperiali dilagavano nel Friuli e nel Veneto. Il 31 maggio Venezia diede l'ordine di affondare la flotta del lago di Garda, per impedire che cadesse in mano ai francesi, e ordinarono la ritirata a Mestre, ultimo baluardo difensivo della laguna: dell'intera Terraferma resisteva solo Treviso sotto assedio, la cui dedizione all'Impero venne impedita da una sollevazione popolare, ottenendo in cambio dalla Serenissima l'esenzione quindicennale della città dai tributi.

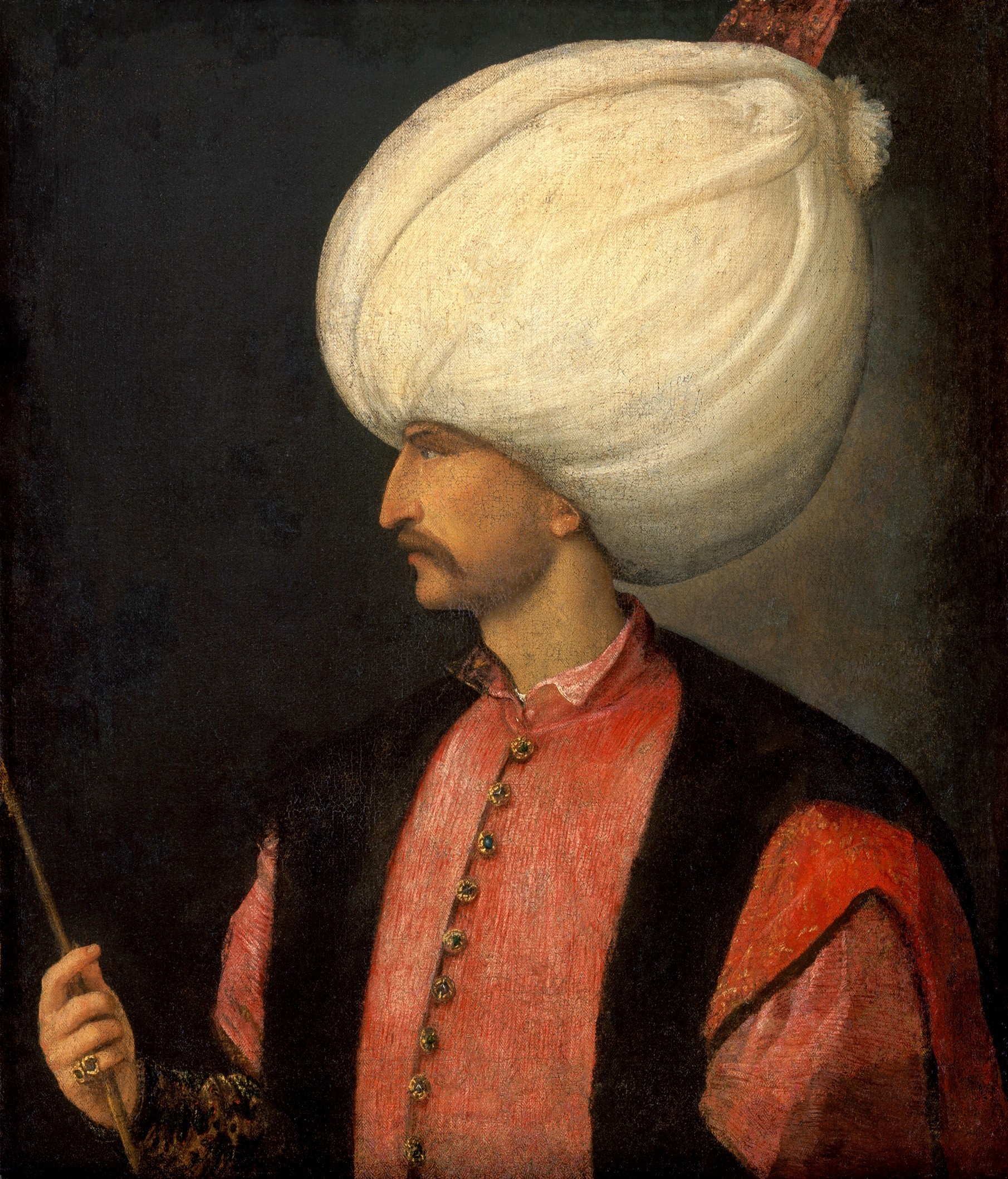
Solimano il Magnifico: il sultano prese il controllo dell'Egitto e della Siria, assumendo il monopolio dei residui traffici commerciali, attaccando il cuore dell'Europa attraverso i Balcani e aggredendo i possedimenti veneziani in Oriente.

A luglio iniziò la controffensiva veneziana: riconquistate le fortezze della Marca trevigiana, venne riconquistata Padova, e il 3 agosto venne fatto prigioniero Francesco II Gonzaga, marchese di Mantova. Gli imperiali bombardarono Padova inutilmente nel tentativo di riconquistarla, mentre Venezia ordinava persino al bailo di Costantinopoli e al console di Alessandria d'Egitto di far pressione rispettivamente sulla Sublime porta e sul Sultano mamelucco, storici nemici, ma anche partner commerciali della Repubblica, affinché le accordassero consistenti prestiti e danneggiassero al contempo i commerci degli altri Stati europei. Il 26 novembre anche Vicenza venne riconquistata, in breve seguita da molte fortezze del Veneto e dal Polesine. La Repubblica decise quindi di punire il Ducato di Ferrara, inviando una flotta sul Po, ma questa venne infine battuta dalle artiglierie ferraresi. A quel punto però, il papa, preoccupato dal crescente potere degli stranieri sull'Italia, il 24 febbraio 1510, ritirato l'interdetto, si alleò con Venezia, scomunicando Alfonso d'Este e chiamando in soccorso gli Svizzeri.
Mentre in Francia il concilio di Tours affermava come illegittima la partecipazione del papa a una guerra per motivi temporali, la corte di Giulio II giunse il 20 settembre a Bologna per portare la guerra contro Ferrara, costringendo i francesi alla ritirata verso la Lombardia. Il 17 dicembre 1510 l'esercito veneziano assedia la fortezza di Concordia sulla Secchia nella Signoria di Mirandola conquistandola. Il 20 gennaio 1511 il papa creò una Lega Santa anti-francese in cui confluirono anche la Spagna, l'Impero, l'Inghilterra e i mercenari svizzeri. Ma tra marzo e maggio Giulio II venne battuto dai francesi, abbandonando Bologna. Il 1º settembre il concilio di Pisa tentò di deporre il papa, ma una sollevazione di pisani mise in fuga i prelati. Nell 'autunno del 1511 i franco-imperiali assediano Treviso senza successo. Frattanto il 5 febbraio 1512 i veneziani riconquistarono per breve tempo Brescia, provocando la sollevazione della Lombardia, che tentò di riconsegnarglisi, provocando di rimando la vendetta francese sulle terre bresciane. Il 3 maggio il concilio lateranense convocato da Giulio II minacciò la scomunica al re di Francia. Il 5 giugno Venezia riprese Cremona, mentre il papa avanzava da sud attraverso l'Emilia. Milano si ribellò dunque ai francesi consegnandosi agli svizzeri, seguita da Genova che acclamò doge Giano Fregoso. Nuovo duca milanese venne nominato Massimiliano Sforza, mentre i papalini reinsediavano i Medici in Toscana.

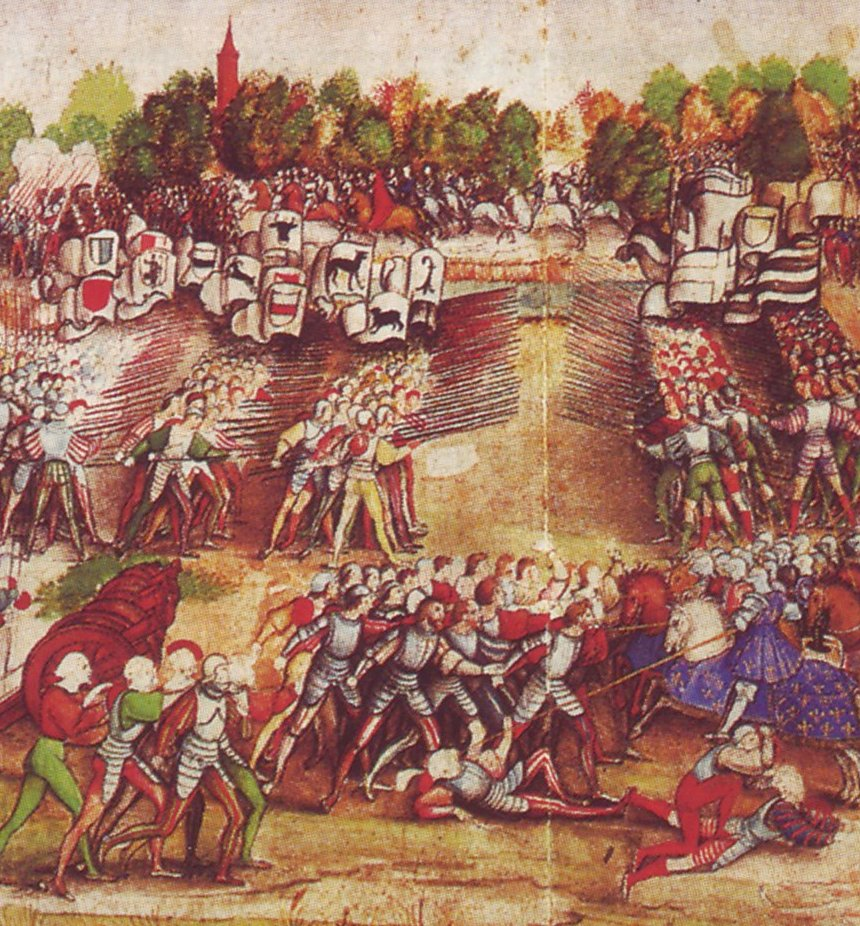
Raffigurazione della battaglia di Marignano

Nonostante i successi della Lega esplosero però dissidi tra Venezia e l'Imperatore, che si rifiutava di consegnare le città venete in suo possesso. Morto Giulio II il 21 febbraio 1513, Venezia passò dunque dalla parte dei francesi, che riuscirono così a riprendere Milano, mentre i tedeschi dilagavano nuovamente nel Veneto. Sconfitti poi i francesi dagli svizzeri nella battaglia di Novara, i veneziani vennero battuti il 7 ottobre dagli spagnoli nella battaglia de La Motta, ma la Lega non riuscì ad approfittare dei propri successi, trascinando stancamente il conflitto per tutto il 1514. Asceso Francesco I al trono di Francia il 1º gennaio 1515, una nuova armata francese scese in Italia, battendo la Lega nella battaglia di Villafranca e congiungendosi il 13 settembre alle forze veneziane nella battaglia di Marignano, dove venne conseguita la vittoria finale. A marzo del 1516 i Veneziani cingono d'assedio gli imperiali ad Asola che sono obbligati a ripiegare verso il Tirolo. I trattati di Noyon e di Bruxelles posero fine alla guerra nel 1517, facendo sostanzialmente tornare la mappa dell'Italia allo status quo precedente il conflitto. Mentre dunque si festeggiava la vittoria un nuovo colpo giunse però per i mercanti veneziani: conquistata infatti Ormuz dai portoghesi e conquistate Siria ed Egitto dagli Ottomani, si iniziarono a risentire gli effetti del blocco imposto ai traffici di spezie anche attraverso la via terrestre passante attraverso l'Iran. Il doge Loredan morì la notte tra il 20 e il 21 giugno 1521.

### La relativa pace a metà Cinquecento

Il doge Andrea Gritti

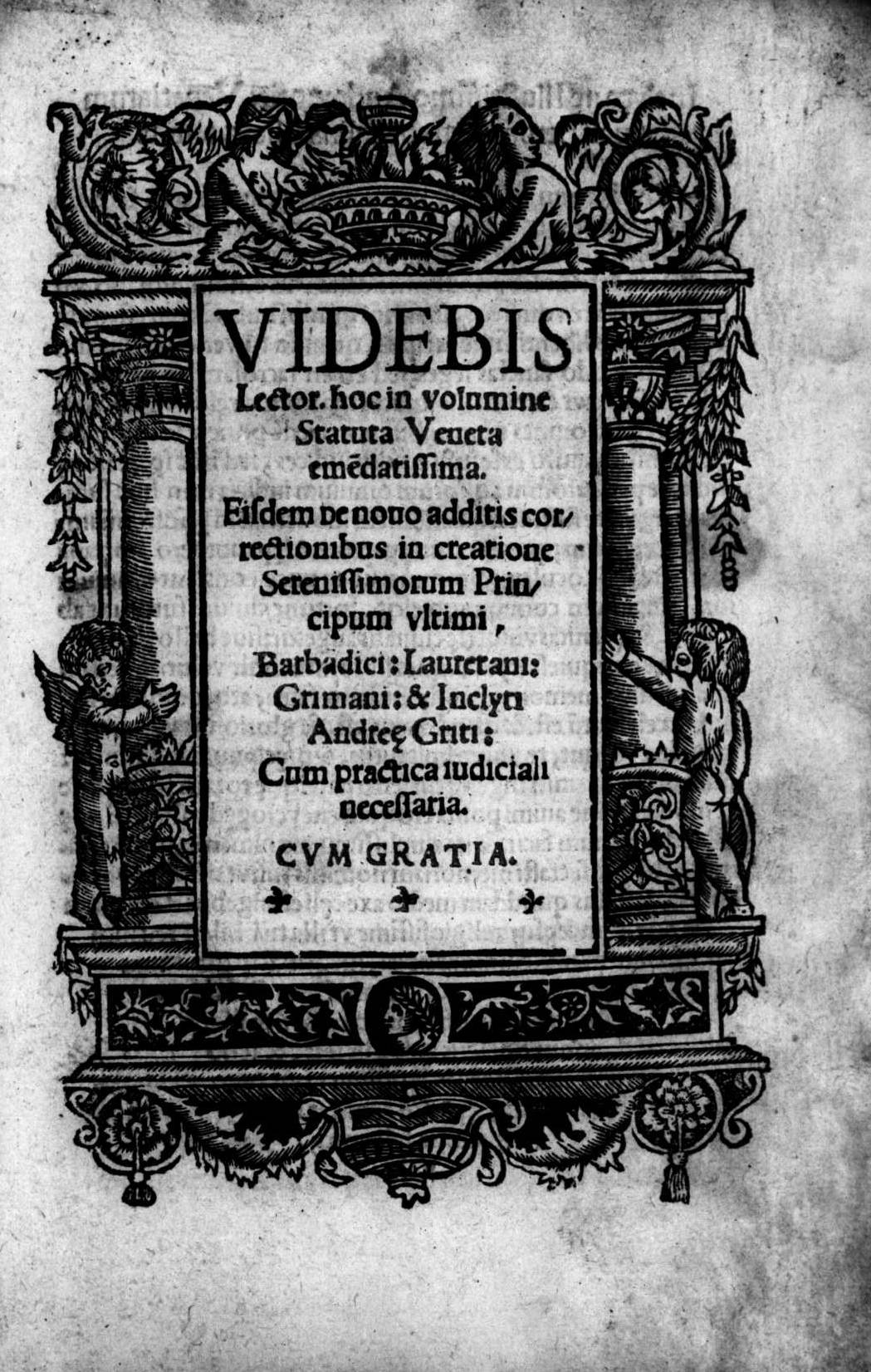
Gli statuti della Repubblica del 1528 (Statuta veneta emendatissima)

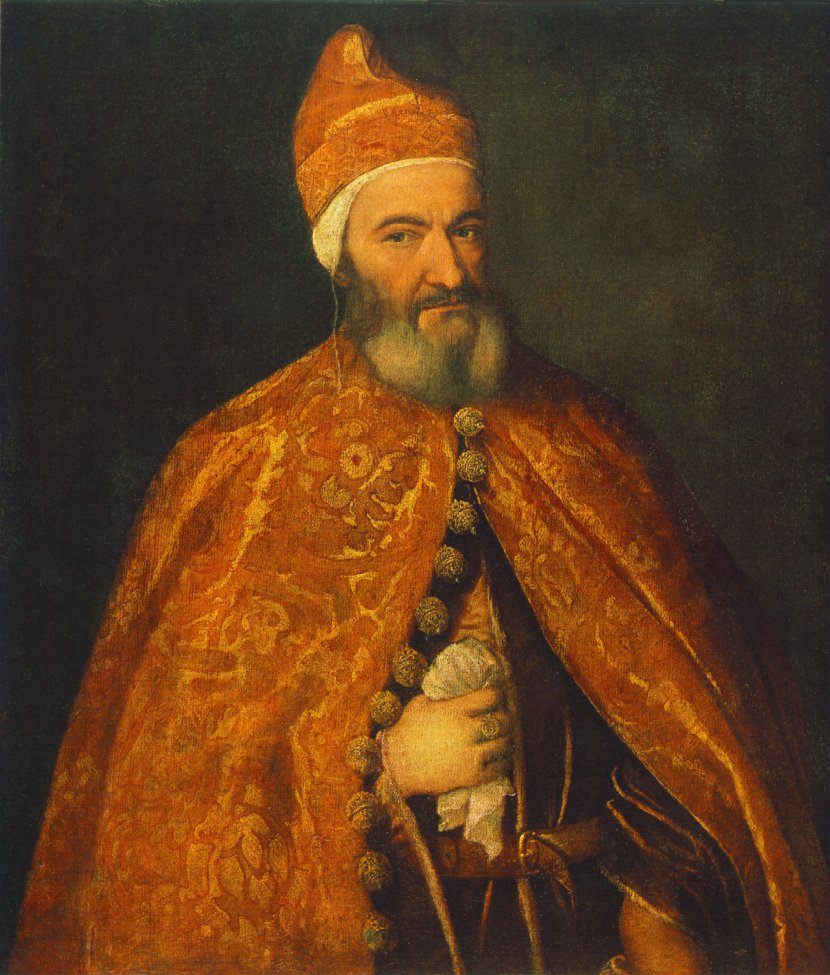
Il doge Marcantonio Trevisan

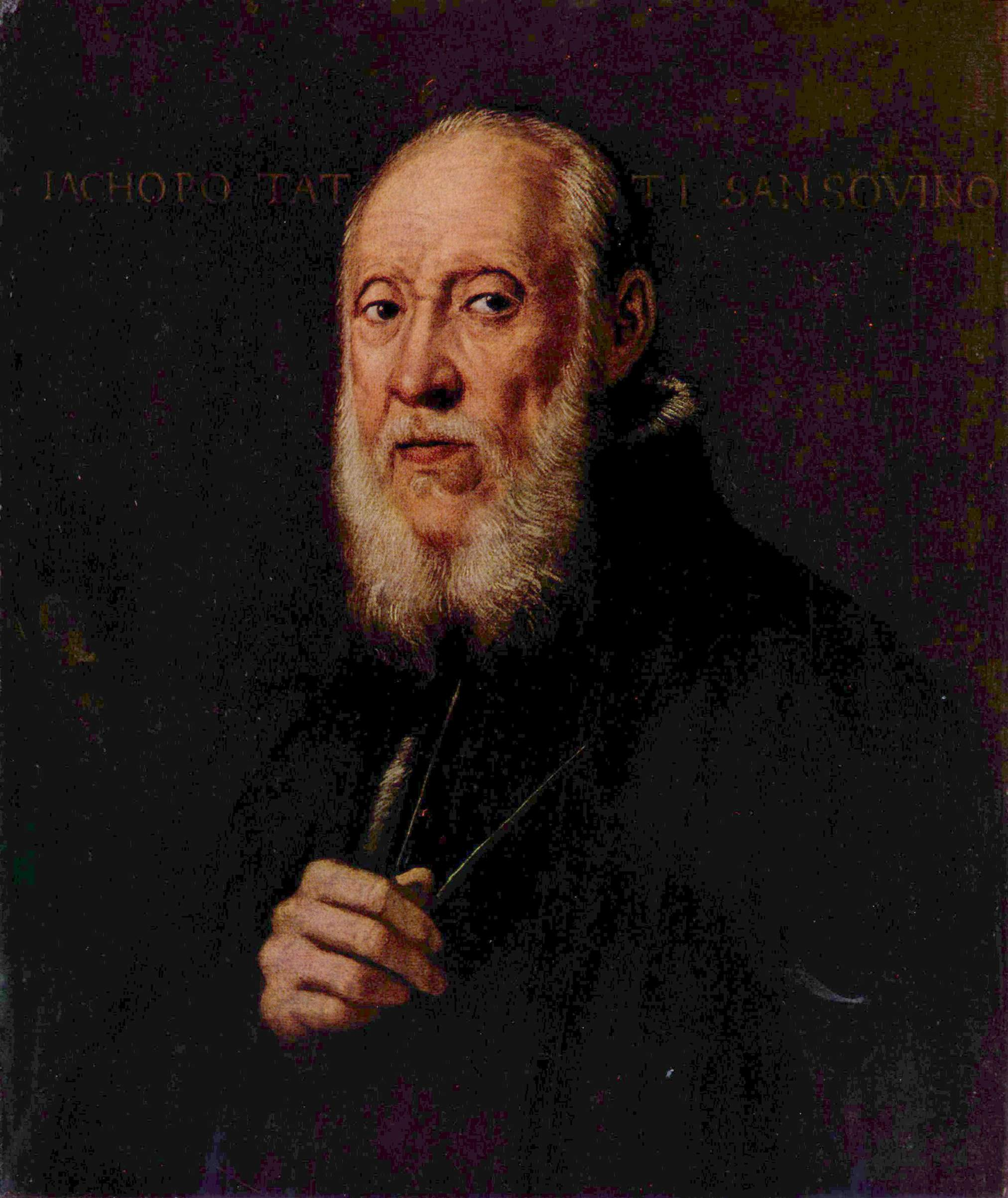
L'architetto Jacopo Sansovino: la Serenissima Repubblica gli affidò la realizzazione di molte opere monumentali tra la metà e la fine del Cinquecento

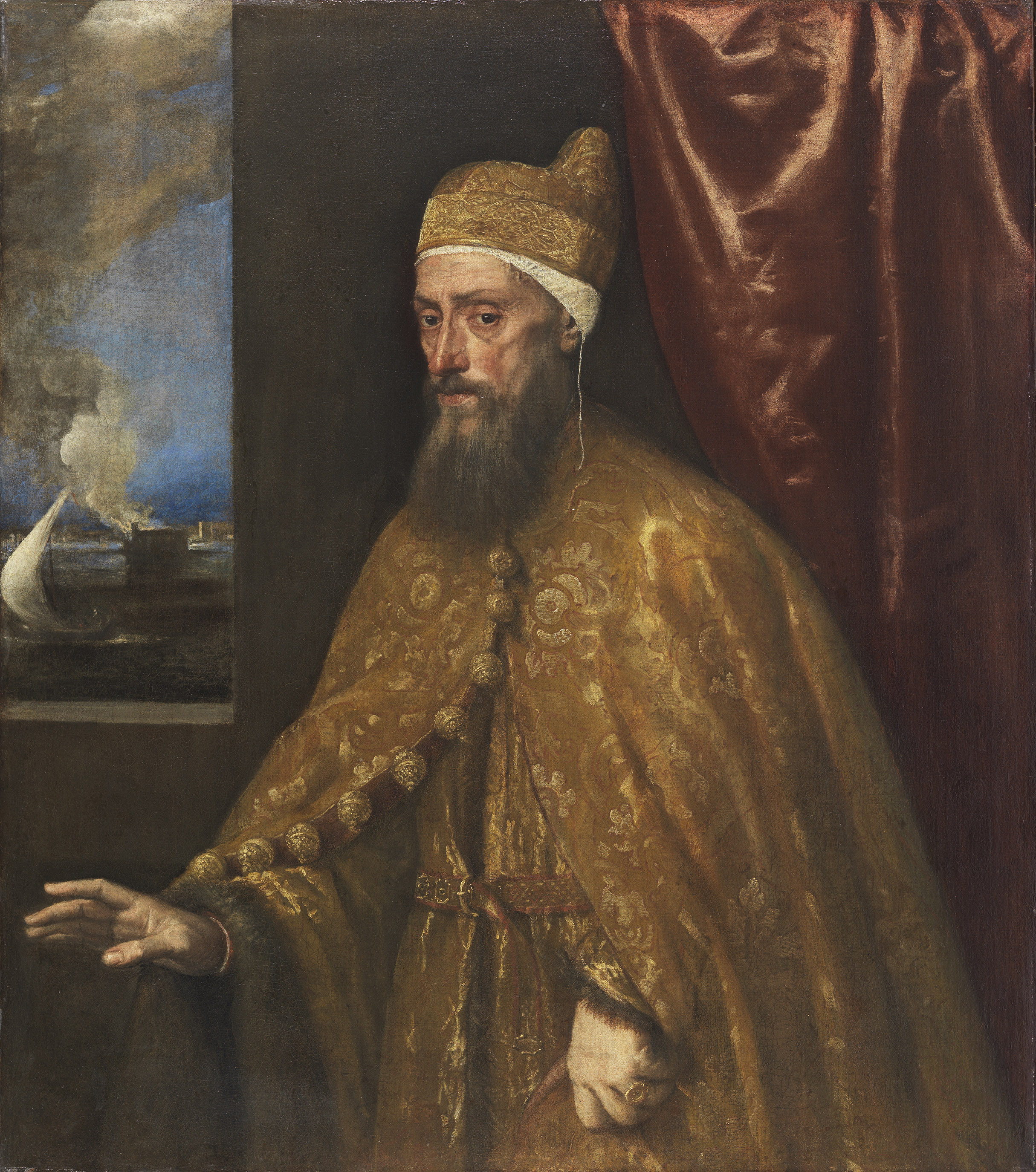
Il doge Francesco Venier

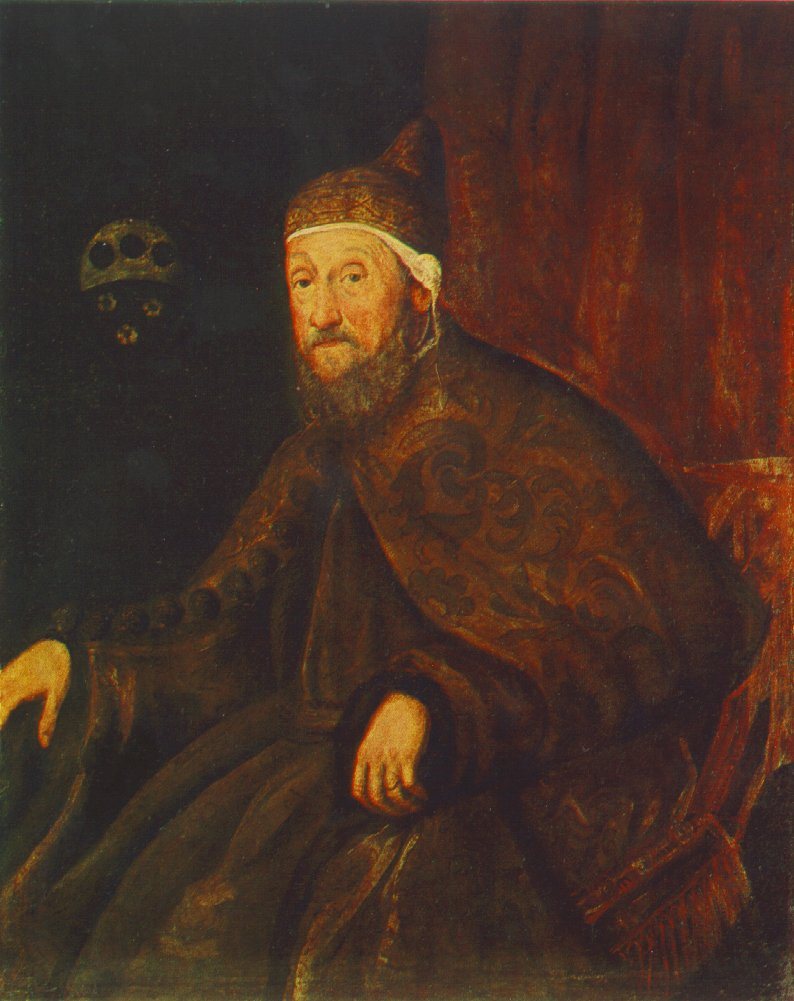
Il doge Pietro Loredan

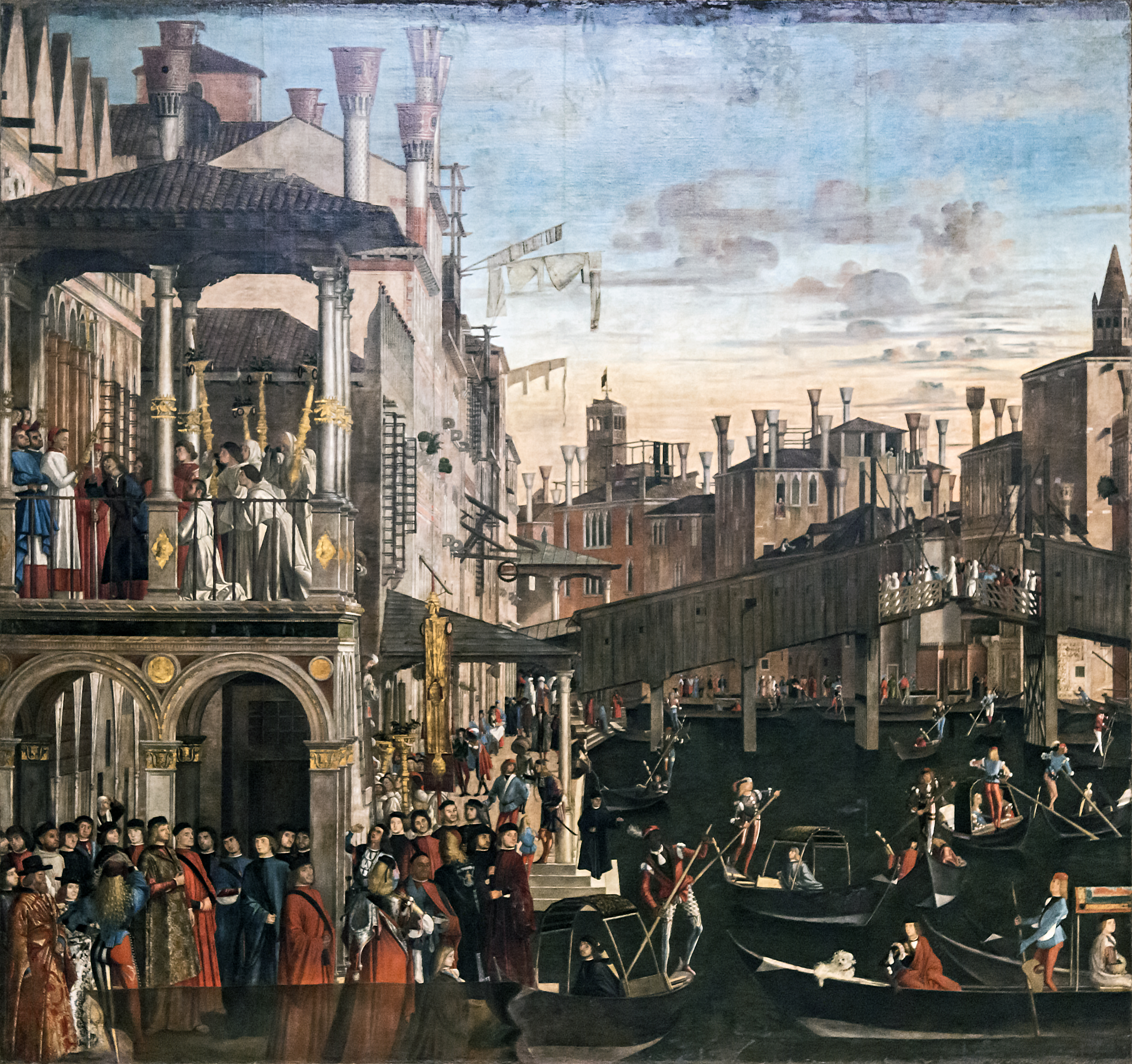
Il vecchio ponte di Rialto venne ricostruito in pietra alla metà del Cinquecento: Venezia venne investita da un grande fermento edilizio che trasformò in modo monumentale il cuore della città (Carpaccio, Miracolo della Croce a Rialto, 1496 circa).

Nel 1523 venne eletto doge Andrea Gritti, distintosi come comandante militare all'epoca della guerra della Lega di Cambrai. Venezia, sopravvissuta al pericolo della guerra della Lega di Cambrai, si tenne in disparte rispetto ai nuovi conflitti italiani ed europei combattuti tra i francesi e il nuovo imperatore Carlo V d'Asburgo, duca di Borgogna, signore dei Paesi Bassi, re di Spagna, di Sicilia, di Napoli e di Sardegna, oltre che imperatore della Nuova Spagna, che portarono persino alla cattura del sovrano francese Francesco I. In quest'epoca i Turchi iniziarono a farsi sempre più aggressivi nei Balcani, sottraendo nel 1526 con la battaglia di Mohács la Slavonia agli Ungheresi, la cui corona passò anch'essa agli Asburgo. In quello stesso anno i francesi furono costretti a firmare l'oneroso trattato di Madrid, cui seguì la nuova guerra della Lega di Cognac, a fianco di papa Clemente VII. La conseguenza fu nel 1527 la calata dei luterani Lanzichenecchi e il sacco di Roma. Nel 1529 gli imperiali assediano la città di Monopoli comandata da Andrea Gritti nella Puglia Veneziana ma vengono sconfitti. Venezia si salvò anche da questo conflitto, mentre la crescente pressione turca sull'Ungheria costrinse gli Asburgo a firmare la nuova pace di Cambrai, che portò un'epoca di relativa pace, inaugurando però l'età della supremazia spagnola in Italia. Nel 1530 Venezia dovette rinunciare al possesso delle città pugliesi, che vennero restituite agli spagnoli di Napoli, mentre in Oriente ricominciava a crescere la pressione ottomana. Nel 1533 una squadra navale turca presentatasi improvvisamente all'ingresso del porto di Candia venne distrutta dai Veneziani, costituendo il preludio per una nuova guerra con la Sublime Porta: nel 1537 dunque, il sultano Solimano il Magnifico attaccò le colonie veneziane conquistando Corfù, Clissa, Syra, Stampalia, Patmo, Nasso, Andros, saccheggiando Egina, assediando Nauplia e Monemvasia e minacciando Creta. Papa Paolo III offrì aiuto alla Repubblica affidando al genovese Andrea Doria il comando di una flotta cristiana, ma questa, nel 1538 fuggì a Prevesa davanti a quella turca. Scoraggiata, Venezia accettò di cedere la Morea agli Ottomani. Dopo lo scampato pericolo nelle vicende di Cambrai, d'altra parte, la Repubblica, che assisteva a un progressivo prosciugarsi dei proventi commerciali, fonte della propria ricchezza e potenza, preferì assumere una politica di pace ed equilibrio con le diverse potenze che le permettesse di preservare la prosperità dei propri possedimenti terrestri e dei residui possessi marittimi, che costituivano la fonte di sostentamento statale tramite gli introiti fiscali.
Nel 1539 nuovo doge fu Pietro Lando. La crescente minaccia rappresentata dalle trame spagnole e francesi in Italia spinse il Governo veneziano a costituire un nuovo organo di sicurezza statale da affiancare al Consiglio dei Dieci. Vennero così istituiti i temibili Inquisitori di Stato, chiamati a informare sulla divulgazione dei segreti e a ricercare e punire i colpevoli di tradimento e cospirazione. Nel 1540 venne siglata la pace coi Turchi, che costò a Venezia 300.000 ducati. Nell'agosto del 1542 gli Inquisitori di Stato ottennero il loro primo clamoroso successo sventando una congiura per la vendita di informazioni segrete all'ambasciatore di Francia, mentre la Repubblica, visti approssimarsi i Turchi all'Adriatico, avviava una campagna per rinforzare ovunque le fortificazioni dei propri possedimenti marittimi e della stessa laguna veneta.
Nel 1545 divenne doge Francesco Donà, mentre a Trento, il 13 dicembre si apriva solennemente il concilio convocato per porre freno alle conseguenze della riforma luterana. Venezia in quest'epoca di relativa pace fu al centro di un imponente fermento edilizio, che portò a una trasformazione in senso monumentale del cuore della città, dai palazzi privati a quelli del potere. Nel 1551 ad esempio le autorità veneziane indissero un bando per il rifacimento del Ponte di Rialto, allora ancora in legno e levatoio, per consentire il passaggio delle navi. Architetti famosi e già impegnati nei vari cantieri edilizi cittadini come Jacopo Sansovino, Andrea Palladio e il Vignola, presentarono progetti di approccio classico, con diverse arcate, che non furono giudicati adatti alla situazione, venendogli preferito il progetto di Antonio da Ponte, del quale venne avviata la realizzazione.
Nel 1553 fu la volta del breve dogado di Marcantonio Trevisan.
Dal 1554 al 1556 il corno ducale venne portato da Francesco Venier, durante il cui dogado la città venne colpita da una carestia.
Succedette Lorenzo Priuli, durante il cui dogado si rafforzò la rigida neutralità veneziana nello scontro che contrapponeva Francia e Spagna per il dominio sull'Italia. Nel 1559, mentre il Priuli moriva, la Pace di Cateau-Cambrésis portò al definitivo trionfo della Spagna.
A Lorenzo Priuli succedette il fratello maggiore Girolamo, che dovette affrontare la ripresa degli attriti coi Turchi, i quali nel 1562 iniziarono a pianificare l'invasione di Cipro, cominciando a radunare ingenti forze a Satalieh, sulla costa anatolica rivolta verso Cipro. Nel 1563 venne chiuso il concilio tridentino e negli atti finali, accanto ai riferimenti ai vescovi e ai principi le formule dovettero fare uno speciale riferimento al doge di Venezia, nella sua particolare condizione di principe e di vescovo della Chiesa di San Marco. Frattanto le scaramucce tra le flotte veneziana e quella turca aumentavano sempre più. Il doge morì di colpo apoplettico il 4 novembre 1567.
Fu dunque doge Pietro Loredan, il quale nel 1568 si oppose al papa, che chiedeva l'espulsione dei non cattolici dai territori della Repubblica. Poco prima di morire, il 28 marzo 1570, il doge ricevette dal sultano Selim II un ultimatum per la cessione di Cipro, che venne rifiutato sdegnosamente.

### Lepanto, la perdita di Cipro

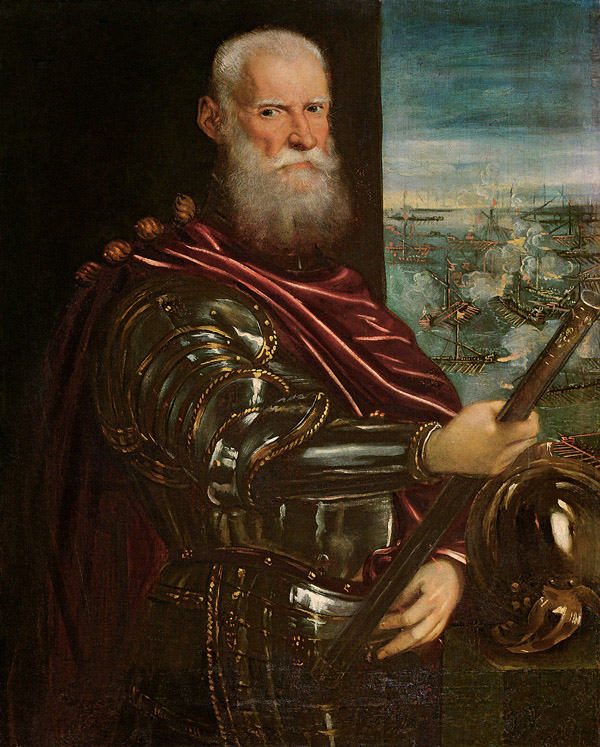
Sebastiano Venier in abiti da Capitano Generale da Mar: come ammiraglio il Venier guidò la flotta veneziana nella battaglia di Lepanto, venendo in seguito eletto doge.

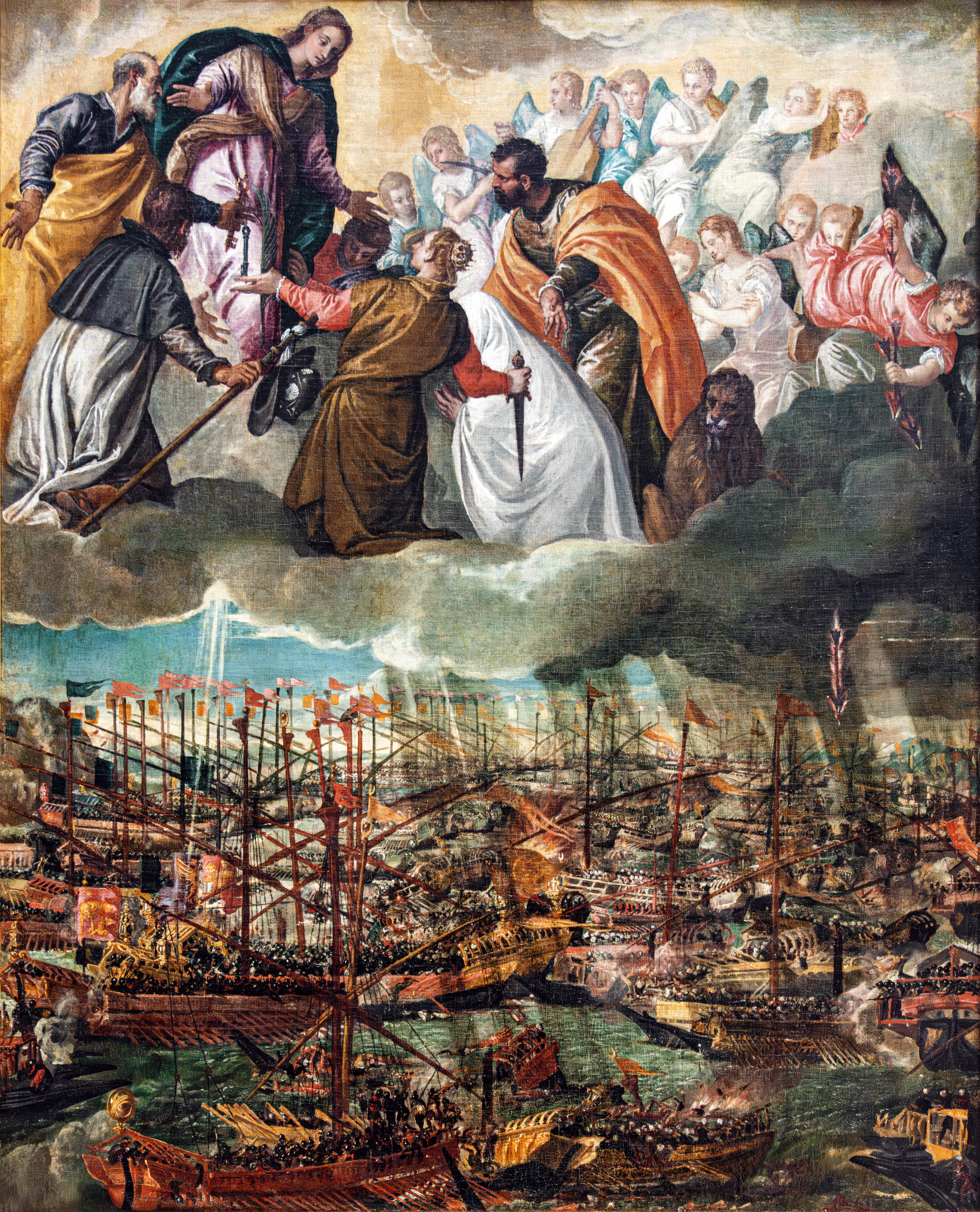
Dipinto celebrativo della vittoria nella battaglia di Lepanto: lo scontro infranse il mito dell'invincibilità ottomana

In vista del conflitto, venne eletto a portare il corno ducale Alvise I Mocenigo. A tutti i legni veneziani venne immediatamente dato ordine di non lasciare i porti senza autorizzazione e di prepararsi alla guerra. Richieste di aiuto vennero inviate in tutta Europa e persino al Patriarca di Costantinopoli, perché istigasse con il suo clero la Morea alla rivolta, e allo Zar di Russia Ivan il Terribile perché attaccasse i Turchi per via di terra. Questi da parte loro attaccarono il 1º luglio, sbarcando a Cipro al comando di Lala Kara Mustafa Pascià e conquistando il 15 agosto la capitale, Nicosia, in breve seguita da Limassol e Larnaca. Il 22 agosto iniziò il lungo assedio di Famagosta, principale fortezza del Regno veneziano. La flotta veneziana, già rallentata dalla lunga attesa dei rinforzi spagnoli e pontifici, venne poi improvvisamente abbandonata dalle navi genovesi del Doria, rimanendo così inoperosa. Solo il 2 luglio 1571 Venezia, il Papato e gli Asburgo portarono a conclusione le trattative per la stipula di una Lega Santa anti-turca. Gli Ottomani, però, il 2 agosto ottennero la resa della stremata guarnigione di Famagosta, i cui uomini vennero a tradimento venduti come schiavi, mentre il comandante Marcantonio Bragadin veniva scorticato vivo e la sua pelle, innalzata come trofeo sull'ammiraglia turca e inviata a Istanbul. Venuta a conoscenza solo il 5 ottobre dell'accaduto, la flotta della Lega mosse a intercettare quella ottomana, scontrandosi con essa nel giorno di domenica 7 ottobre nella battaglia di Lepanto e annientandola completamente. La notizia della vittoria venne portata a Venezia assieme alle insegne catturate al nemico da una fusta il 18 ottobre, all'ora sesta, provocando esplosioni di giubilo: vennero decretati sette giorni di festeggiamenti e intonato il Te Deum, similmente a quanto accadde in tutte le città d'Europa all'arrivo della notizia. Lo scontro annullò di fatto il mito dell'invincibilità turca, ma non pose fine alla guerra. Di fronte alla scarsa volontà di Filippo II di Spagna a continuare il conflitto, infatti, e alle esauste casse dello Stato, Venezia fu comunque costretta a firmare il 7 marzo 1573 un trattato di pace in cui cedeva agli Ottomani l'isola di Cipro e altri possedimenti. È ormai chiaro a tutti che in prima linea ora c'è Candia: il nuovo Duce e Governatore, il forlivese Brunoro II Zampeschi, si impegnò in un'attenta opera di controllo e rafforzamento delle difese.
Nel luglio 1574 il doge accolse a Venezia la storica visita di Enrico III di Francia, in viaggio verso la Polonia, della quale stava per ricevere la corona. Alvise Mocenigo morì il 4 giugno 1577.
Con la dignità ducale venne dunque ricompensato con elezione all'unanimità, all'età di ottantuno anni, il vincitore di Lepanto, Sebastiano Venier, il quale morì però nel 1578, colpito da infarto dopo un incendio che aveva pesantemente danneggiato il Palazzo Ducale.
Più duraturo fu il dogado di un altro ottuagenario Nicolò Da Ponte, durante il quale vennero riordinati i meccanismi finanziari alla base dell'economia statale. Il Da Ponte morì il 30 luglio 1585.
Si elesse quindi doge Pasquale Cicogna. Nel 1587 per sostenere l'economia venne istituito il Banco di Piazza, la prima banca pubblica al mondo, finanziata con le risorse dello Stato.
Nel 1591 si elesse a succedere al Cicogna Marino Grimani. Sotto di lui vennero emesse numerose leggi limitatrici del potere papale che garantivano, al contrario, il massimo controllo statale sulle strutture clericali. Preoccupata per il potere austro-spagnolo sull'Italia, la Repubblica decise di rinforzare la frontiera orientale creando una vasta città-fortezza nel Friuli: la città venne fondata il 7 ottobre 1593 con il nome di Palma, tra le vive proteste austriache, nel timore che Venezia se ne potesse servire come base avanzata per occupare la contea di Gorizia. Alla fine del 1605 si giunse persino a imprigionare due ecclesiastici come criminali comuni, senza riconoscere loro i privilegi spettanti al clero, provocando così il risentimento di papa Paolo V. Il doge morì il 25 dicembre dello stesso anno.

## Il XVII e il XVIII secolo, l'età del lento declino
Privata della sicura rendita che le avevano assicurato in passato i commerci levantini, gravemente minacciata dai Turchi nei suoi territori d'oltremare, circondata da potenze europee sempre più forti e nazionali e soprattutto sempre più apertamente ostili alla sua autonomia, la Repubblica si concentrò nella difesa dei propri possedimenti, avviandosi al contempo a un lento declino politico. Se il XVII secolo vide Venezia ancora validamente impegnata nelle guerre di difesa dei propri confini marittimi e ancora in grado non solo di fronteggiare i Turchi nella difesa della propria ultima grande colonia, Candia, ma persino di passare al contrattacco con la conquista della Morea, il secolo XVIII vide la Serenissima ridursi a potenza regionale italiana, sempre più arroccata su posizioni di neutralità e difesa dell'esistente che non la garantiranno, però, dall'invasione napoleonica.

### Venezia contro la Spagna: la Guerra di Gradisca, la congiura di Bedmar e la Guerra di Valtellina

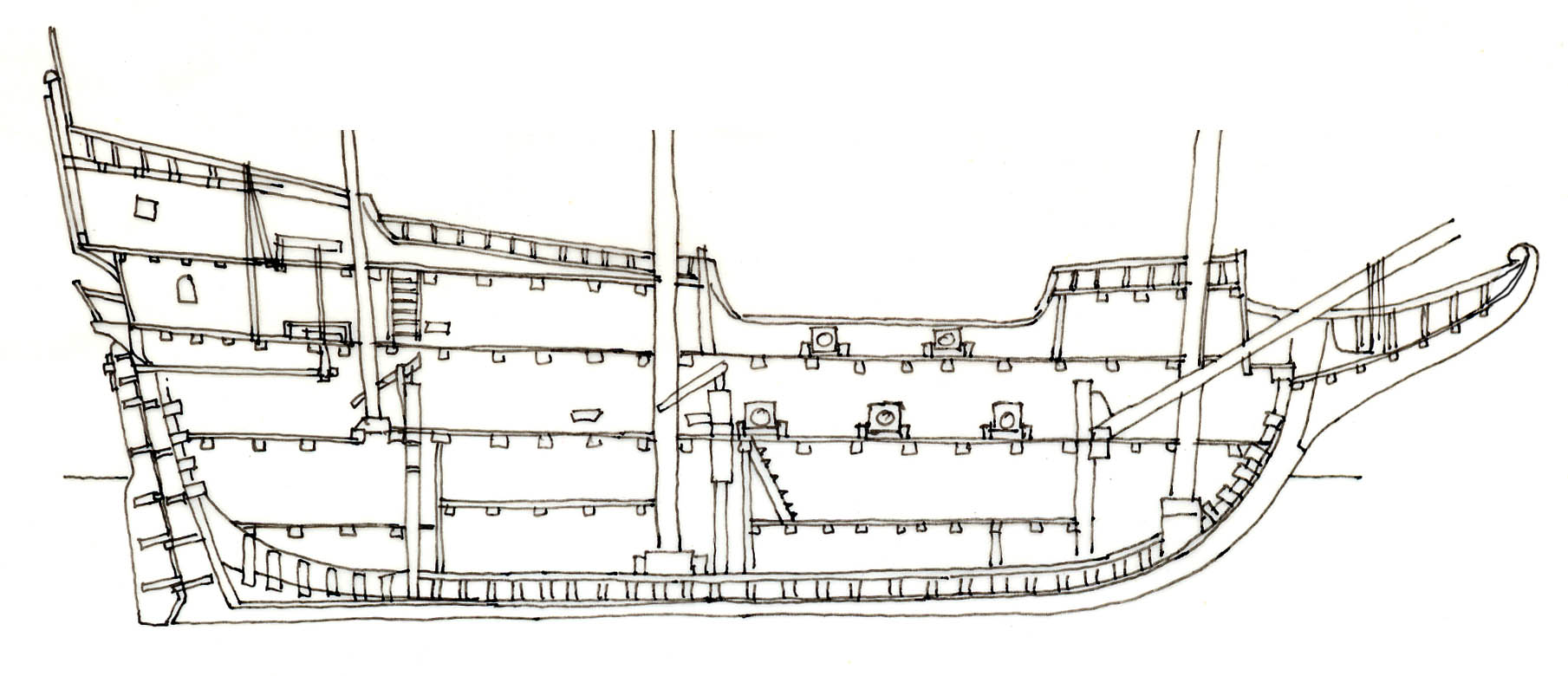
Sezione di un galeone: nel Seicento, per affrontare la Spagna, la Serenissima iniziò a costituire una squadra navale di velieri, la cosiddetta Armada Grossa, affiancata a quella tradizionale di galee sottili.

Il 10 gennaio 1606 divenne doge Leonardo Donà. Egli dovette affrontare subito le pretese pontificie rispetto agli eventi innescatisi durante il dogado precedente, che avevano provocato il lancio dell'interdetto da parte di papa Paolo V. La Repubblica rispose nominando proprio consigliere teologico fra Paolo Sarpi, il quale espose in un Protesto le ragioni della nullità dell'atto papale, esortando il clero a proseguire le proprie funzioni, pena l'espulsione dalle terre di Venezia. I Gesuiti, che non si vollero piegare al diktat, vennero scacciati. Il 21 aprile 1607, tramite la mediazione francese, si giunse infine a un accordo: la consegna dei due ecclesiastici arrestati alla Francia in cambio della revoca dell'interdetto. Nel 1609 Galileo Galilei presentò alla Signoria, sul campanile di San Marco, la sua nuova invenzione: il cannocchiale. Il doge si spense il 16 luglio 1612.
Marcantonio Memmo divenne doge il 24 luglio. Nel 1613 Venezia iniziò la guerra contro i pirati Uscocchi, protetti e armati dall'Austria, che presero a essere combattuti con azioni di blocco e di sterminio.

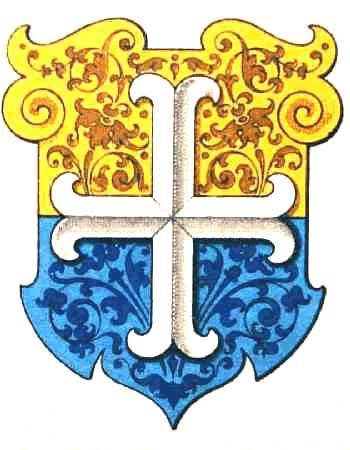
Blasone della Contea di Gorizia e Gradisca

Il 2 gennaio 1615 venne eletto Giovanni Bembo. Sul finire di quell'anno gli Uscocchi misero a ferro e fuoco il territorio di Monfalcone, provocando la reazione di Venezia, che dichiarò guerra all'Arciducato d'Austria. Partendo dalla città-fortezza di Palma, i Veneziani occuparono Cormons, Aquileia, Cervignano, arrivando ad assediare la strategica fortezza goriziana di Gradisca. Gli austriaci passarono dunque all'offensiva in Istria, occupandone la parte settentrionale ed eccitando al contempo gli Uscocchi ad attaccare via mare. L'offensiva austriaca venne rinnovata nel 1616, nel tentativo di conquistare anche l'Istria meridionale, ma senza risultato. Frattanto il 24 febbraio i Veneziani tornarono a stringere d'assedio Gradisca, ma la resistenza del forte li obbligò a levare l'assedio.
La guerra di Gradisca riprese con rinnovato vigore nel giugno 1617, quando caddero sul campo sia il comandante austriaco sia quello veneziano, mentre il castello veniva per la terza volta stretto d'assedio, giungendo sul punto di cadere. A quel punto la Spagna minacciò l'intervento. A luglio, poi, giunse all'orecchio dei Dieci la notizia che il marchese di Bedmar, ambasciatore di Spagna, stava ordendo una congiura contro il governo dotandosi di un'ampia rete di spionaggio. A quel punto Venezia rispose stringendo contatti con la Francia, che si offrì di favorire le trattative di pace. Il 6 novembre venne dunque stipulato un trattato a Madrid con il quale veniva ristabilito lo status quo ante. L'Adriatico venne però al contempo dichiarato mare veneziano, precluso a qualunque vascello da guerra non autorizzato. La Repubblica, poi, si alleò con la Repubblica delle Sette Province Unite, entrando in guerra con il Regno di Napoli e provvedendo ad armare, accanto alla tradizionale Armada Sottile di galee, una Armada Grossa di velieri: mercantili armati e vascelli noleggiati a olandesi e inglesi, per affrontare la potenza spagnola. Frattanto procedeva il piano di congiura, che prevedeva un attacco dal mare della flotta spagnola spalleggiato da un'azione interna da parte di rivoltosi. L'attuazione del progetto fallì sia nel novembre 1617 sia nel marzo 1618, in occasione dei funerali del doge.
Il ducato di Nicolò Donà venne contrassegnato dalla congiura. Il 9 aprile una denuncia segreta confermò i timori dei Dieci, che si apprestarono a reagire. Il doge morì il 9 maggio; il 12 maggio i Dieci, nel mezzo dell'interregno, ordinarono l'arresto e la condanna a morte dei nemici dello Stato.
Il nuovo doge fu Antonio Priuli. La Repubblica tentò a quel punto di sbarrare il passo della Valtellina agli spagnoli - allora impegnati nella Guerra dei trent'anni - sobillando i conflitti religiosi nei Grigioni, rinnovando nel 1619 la propria alleanza con gli olandesi. Nel 1620, poi, mentre si realizzava il c.d. "Sacro Macello", la guerriglia uscocca venne definitivamente debellata, ponendo al contempo fine alla guerra con Napoli. Quasi contemporaneamente, però, Venezia entrò in guerra a fianco dei Savoia contro gli spagnoli (v. Guerra di Valtellina). Anche gli strascichi delle congiure proseguirono durante il dogado del Priuli: nel 1622, infatti, il senatore Antonio Foscarini, ambasciatore in Inghilterra, venne giudicato colpevole di spionaggio a vantaggio della Spagna e impiccato tra le colonne della piazzetta: scoperto pochi mesi dopo come innocente, il Foscarini venne riabilitato con una circolare inviata alle cancellerie europee.
Nel 1623 venne eletto doge Francesco Contarini, durante il cui dogado Venezia si alleò con la Francia in funzione anti-spagnola.
Nel 1625, divenuto doge Giovanni I Corner, la Francia riuscì a sobillare la Danimarca contro Spagna e Impero, allargando il conflitto in corso, ma, nel 1626, a causa delle difficoltà interne, fu costretta a firmare un trattato di pace. Di conseguenza anche Venezia venne costretta a trattare con gli spagnoli, riconoscendo la Valtellina quale territorio autonomo sotto il loro protettorato. Si trattava però di una tregua solo temporanea, tanto che appena nel 1629 la Repubblica intervenne contro la Spagna nelle questioni sorte attorno alla successione al Ducato di Mantova, rinforzando la flotta con il noleggio di dieci vascelli da schierare nella Armada Grossa.
Nel 1630, mentre veniva eletto doge Nicolò Contarini, a Venezia esplose il contagio della peste, portata in Italia dai Lanzichenecchi e probabilmente giunta in città a seguito dell'ambasciatore di Mantova, marchese De Stirgis. In ottobre il Senato veneziano, su richiesta della Signoria, fece solenne voto di erigere una chiesa in onore della Madonna se la peste fosse cessata. Soltanto a marzo 1631, però, il morbo iniziò a diminuire d'intensità, consentendo di incominciare la costruzione della basilica di Santa Maria della Salute: si stima che a Venezia i morti fossero giunti a novantottomila. Il doge stesso morì in quei mesi.

### La guerra di Candia

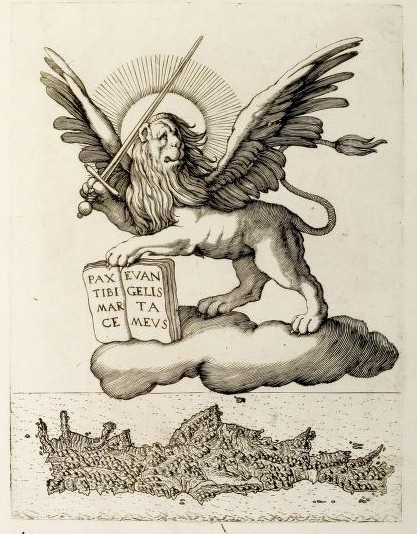
Rappresentazione del 1651 raffigurante Candia protetta dal Leone di San Marco: nonostante la strenua resistenza la guerra di Candia si concluse per Venezia con la perdita dell'ultima grande colonia marittima

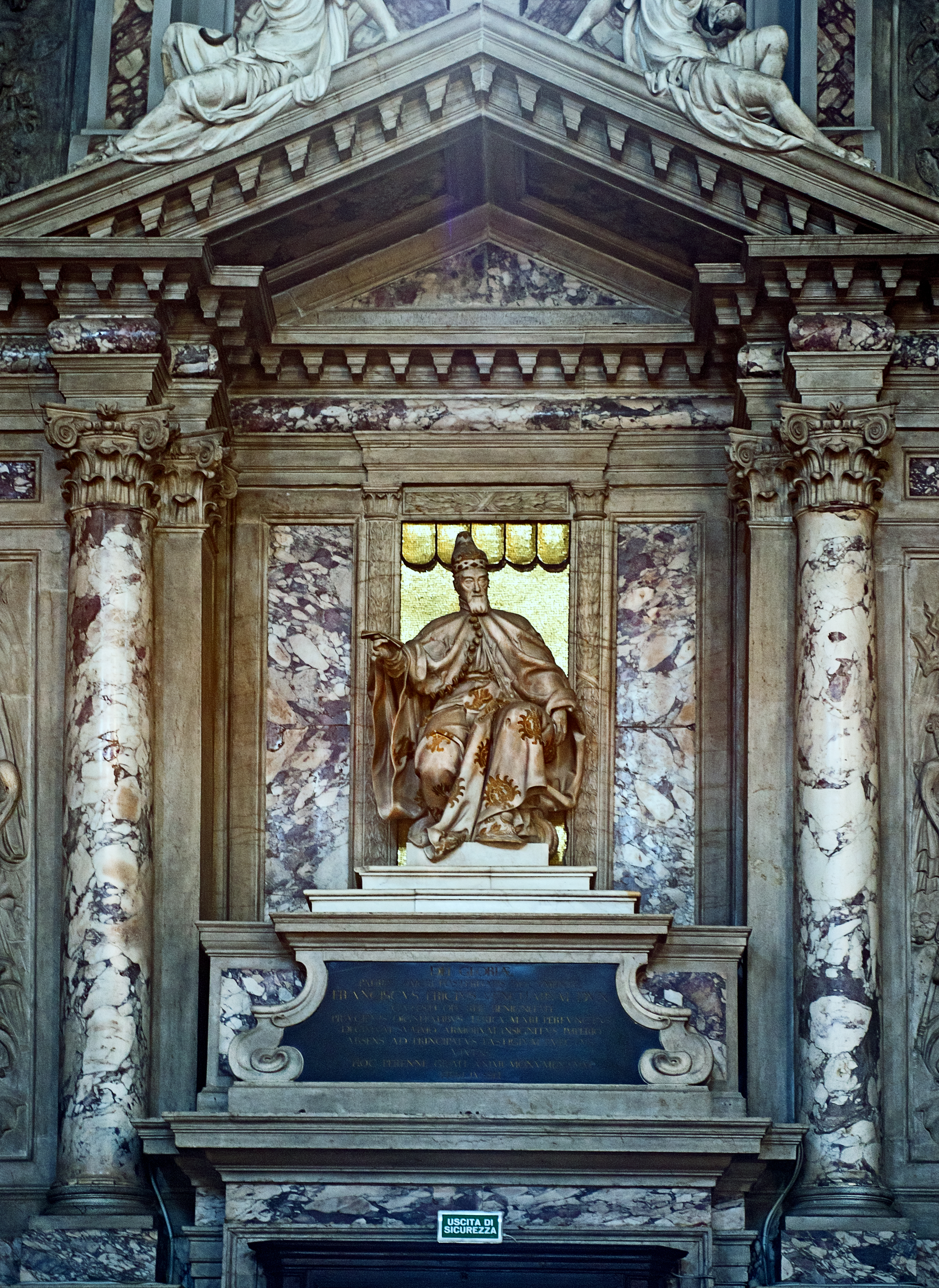
Statua del doge Francesco Erizzo

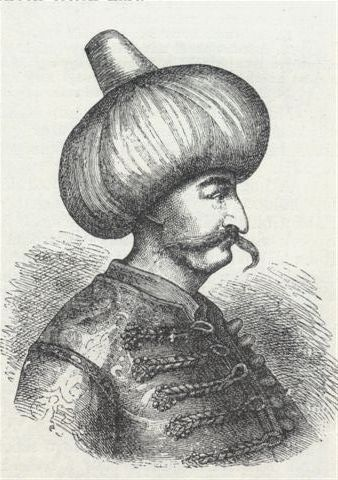
Il Gran Visir ottomano Ahmed: fu necessario il suo personale intervento per porre fine all'assedio di Candia

Durante il dogado di Francesco Erizzo iniziarono nuovamente ad acuirsi le tensioni coi Turchi e i loro alleati Barbareschi: nel 1638 una flotta di velieri veneziani si scontrò infatti nei pressi di Valona, porto militare ottomano nell'Adriatico, con una squadra di pirati barbareschi che tentavano di penetrare nel Golfo di Venezia. La scusa per lo scoppio del conflitto venne fornita nel 1644 da un attacco condotto dai Cavalieri di Malta contro un convoglio ottomano diretto da Alessandria a Istanbul, carico di ricchezze e di donne appartenenti all'harem del Sultano: la flottiglia maltese fece quindi sosta nel porto di Candia per rifornirsi. Tale atto venne considerato come apertamente ostile dai Turchi. La Sublime porta radunò nel 1645 un'armata di 60.000 uomini, apparentemente per condurre una spedizione punitiva su Malta, ma, all'improvviso, anziché dirigersi sull'isola dei cavalieri, con orrore dei Veneziani la flotta turca si presentò davanti al porto di La Canea, roccaforte di Creta. Non sospettando minacce e avendo a lungo Venezia perseguito una politica di non rafforzamento militare per non dare motivo di guerra ai Turchi, le fortificazioni dell'isola erano malridotte e le truppe non mobilitate. Il doge morì il 3 gennaio 1646.
Venne eletto il 20 gennaio Francesco Molin. La flotta veneziana, finalmente mobilitata, batté quella turca nei pressi di Negroponte, ma nel maggio 1647 l'intera Creta era oramai caduta, con l'eccezione della capitale, Candia, per la quale iniziò un assedio destinato a durare ventidue anni. Venezia, decisa a difendere a ogni costo la sua ultima colonia, continuò strenuamente la lotta, battendo i Turchi nel 1649 nelle acque di Smirne e nel 1651 in quelle di Paro. Ancora scontri navali si ebbero ripetutamente nel 1654. Il 27 febbraio 1655 il doge morì.
Durante il dogado di Carlo Contarini si ebbero nuove vittorie, fino a che la flotta veneziana annientò i turchi nei pressi dei Dardanelli.
Pochi mesi durò il dogado di Francesco Corner, segnato anch'esso dalla guerra, con la flotta veneziana che si preparava a un nuovo tentativo per forzare i Dardanelli.
Eletto il 15 giugno 1656, Bertuccio Valier accolse ben presto la notizia che, all'apice della guerra, la flotta veneta, annientata nuovamente il 21 giugno quella ottomana, aveva forzato l'accesso al Mar di Marmara arrivando a bombardare Istanbul. Ancora una vittoria si ebbe nel 1657 a Chio, ma lo scontro con l'immenso impero era oramai impari per una Repubblica non più sostenuta dai commerci. Tra il 17 e il 19 luglio Venezia venne battuta sul mare in uno scontro in cui lo stesso ammiraglio Lazzaro Mocenigo perse la vita.
Il dogado di Giovanni Pesaro si aprì nel 1658 e fu segnato dalla firma in Europa del trattato dei Pirenei per porre fine alla guerra tra Francia e Spagna, consentì a Venezia di ricevere nuovi aiuti dall'Occidente. I Veneziani sbarcarono persino in Morea, prendendo Calamata, dovendo però presto ritirarsi per concentrarsi sulla difesa di Candia.
Il 16 ottobre 1659 venne eletto Domenico II Contarini. Nel 1661 la flotta di Venezia vinse nuovamente nelle acque di Milo, costringendo i Turchi a concentrare tutti i loro sforzi per porre fine al conflitto. Nell'agosto del 1664, con la firma della pace di Vasvár, i Turchi disimpegnano le loro forze dallo scacchiere balcanico, concentrandole contro Venezia. Fallita nel 1666 un'estrema spedizione veneziana per riconquistare Creta, nel 1667 il Gran Visir in persona giunge a Candia per condurre le operazioni militari di un assedio che dura oramai ininterrottamente da diciannove anni. Nella città accorsero contingenti di volontari da tutta l'Europa. Candia era descritta in quest'epoca come completamente distrutta e spopolata, ma ancora capace di resistere a un continuo stillicidio di bombardamenti, attacchi, contrattacchi ed esplosioni di mine, fino a quando, al crollo delle ultime difese, il 5 settembre 1669 venne firmata la resa con l'onore delle armi. Venezia aveva perso nel conflitto 134 milioni di ducati e 30.000 uomini, ma i Turchi avevano a loro volta perso 80.000 soldati e speso svariati milioni in un'impresa che doveva durare - secondo i loro piani - solo pochi mesi. Il doge morì nel 1674.
Venne chiamato a succedere come doge Nicolò Sagredo, le cui splendide feste e il fasto e la magnificenza del suo dogado offrirono uno spettacolo di politica poco attenta al risparmio necessario alla ripresa dopo una guerra lunga e sofferta.

### L'ultima vittoria: la spedizione in Morea

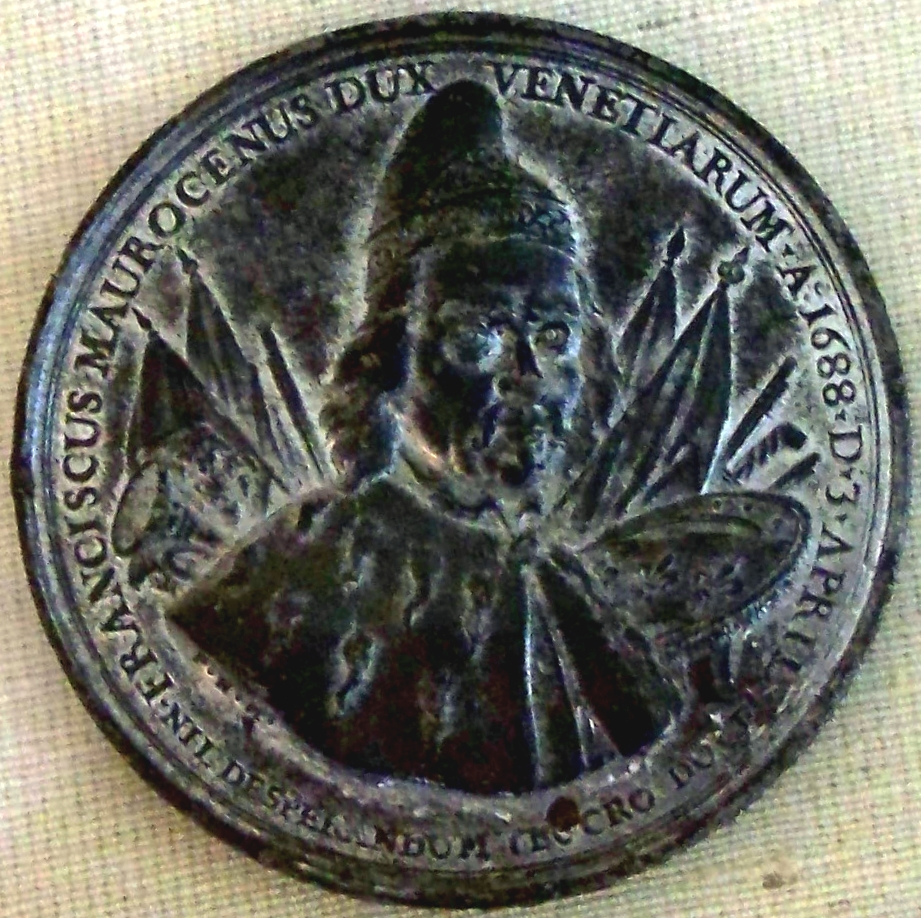
Medaglia del doge Francesco Morosini il Peloponnesiaco

Il 26 agosto 1676 venne eletto Alvise Contarini, sotto il cui dogado si diffusero i caffè: il primo, il caffè Florian venne aperto nel 1683. Dopo la caduta di Candia, la presenza veneziana nel Levante si era oramai ridotta alle sole Isole Ionie, ma quando scoppiò la guerra tra l'Austria e l'Impero ottomano e i Turchi giunsero ad assediare Vienna, Venezia si apprestò a combattere nuovamente nelle sue antiche acque. Per respingere gli ottomani fu dunque costituita una Lega Santa.
Nel gennaio 1684 venne eletto Marcantonio Giustinian, il quale aderì alla Lega a nome della Serenissima, ansiosa di recuperare i propri antichi territori. Il trattato venne stipulato il 25 aprile, alla presenza del nuovo doge e dell'ambasciatore imperiale, Leonardo I conte di Thurn. Capitano Generale da Mar venne nominato Francesco Morosini, ultimo difensore di Candia, mentre il bailo veneziano a Costantinopoli abbandonava in fretta la città: per la prima e unica volta fu Venezia a dichiarare guerra alla Sublime Porta. Per i funzionari veneziani era dunque prioritario evitare le ritorsioni che, nell'Impero ottomano, aspettavano tradizionalmente gli ambasciatori nemici. I territori turchi in Dalmazia vennero assaliti, mentre gli alleati Morlacchi penetravano in Bosnia e Albania. La flotta prese Santa Maura, permettendo ai fanti da mar di conquistare Prevesa (29 settembre) e Missolungi. Per alimentare la guerra venne consentita l'immissione di nuove famiglie nel patriziato veneziano dietro forti pagamenti. Nel 1685 i veneziani presero Corone, avanzando all'interno nella Messenia e nella Maina, sollevando le popolazioni locali. L'anno successivo giunsero rinforzi dallo Stato Pontificio, dal Granducato di Toscana e da Malta. Caddero Navarino, Modone, Argo, Corinto e Nauplia. Nonostante il sopraggiungere della peste, nel 1686, caddero anche Patrasso, Castello di Morea, Castello di Rumelia e Lepanto, mettendo in fuga i Turchi. Presa anche Mistrà in agosto la Morea si ritrovò sotto completo controllo veneziano. La guerra si spostò dunque nella Grecia centrale. Presa Eleusi, venne brevemente conquistata anche Atene, la cui Acropoli fu stretta d'assedio dai veneziani dal 23 al 29 settembre: il tempio di Atena Nike fu demolito dai Turchi per costruire un bastione difensivo, mentre il Partenone, utilizzato come deposito di munizioni, esplose la sera del 26 settembre, colpito da un colpo di mortaio. Fallito un contrattacco ottomano su Tebe, la guarnigione capitolò a condizione di essere portata a Smirne. La superiorità della cavalleria turca nell'Attica rendeva però impossibile tenere la città, che venne abbandonata nell'aprile 1687.
Nel 1688 Morosini venne premiato con l'elezione a doge. Rimasto sul campo organizzò l'assalto a Negroponte, che però resistette, costringendo il 20 ottobre il doge a levare l'assedio, facendo poco dopo ritorno a Venezia. Sconfitto anche in Ungheria, il sultano Mehmet IV era stato deposto in favore del fratello Solimano II, il quale, approfittando della guerra della Grande Alleanza che impegnava l'Austria su due fronti, passò al contrattacco sul loro fronte. Anche a sud il famigerato pirata maniota Liberakis Gerakaris, grazie alla sua audacia e alle sue incursioni distruttive in territorio veneziano, riuscì a mettere in difficoltà Venezia. Nel 1692, Gerakaris guidò il suo esercito nel Peloponneso, che fu invaso dalle sue truppe, prendendo Corinto, ma assediando invano l'Acrocorinto e Argo, prima di essere costretto a ritirarsi. Nuovi tentativi di Gerakaris nel 1694 e 1695 fallirono. Tuttavia le sue azioni portavano una devastazione tale da non poter essere tollerata da Venezia: nell'agosto del 1696 Gerakaris fu catturato e inviato a Brescia, dove fu incarcerato. Liberatisi di lui, i Veneziani attaccarono Valona, che cadde il 18 settembre. Nel 1692 venne attaccata anche Creta, dove venne posto l'assedio a Candia, spingendo la popolazione locale alla rivolta. Il tentativo però fallì, portando anche alla perdita della fortezza veneziana di Grabusa. Sperando di riprendere le conquiste in Grecia, Morosini in persona, nonostante l'età avanzata, tornò in Morea nel 1693, morendo però il 16 gennaio 1694, a Nauplia, unico, in vita, ad aver avuto l'onore di un busto in Palazzo Ducale e la concessione ufficiale del titolo di Peloponnesiaco.
A succedergli come doge fu Silvestro Valier. Il suo successore come capo militare, però, fu lo Zeno, il quale, contro il parere dei capi militari, iniziò una spedizione contro la ricca isola di Chio: l'isola fu presa facilmente dai veneziani, ma la risposta dei turchi fu dura, col risultato di un'umiliante ritirata. Scontri minori si ebbero successivamente nel 1695, ad Andro, nel 1696, a Lemno, e nel 1697-1698, a Samotracia. Nel 1699, infine, la guerra si concluse con la pace di Carlowitz, che sancì la vittoria della Lega Santa e la cessione del Regno di Morea ai Veneziani: fu l'ultima grande campagna di espansione per Venezia e l'ultima grande vittoria.

### Il Settecento veneziano

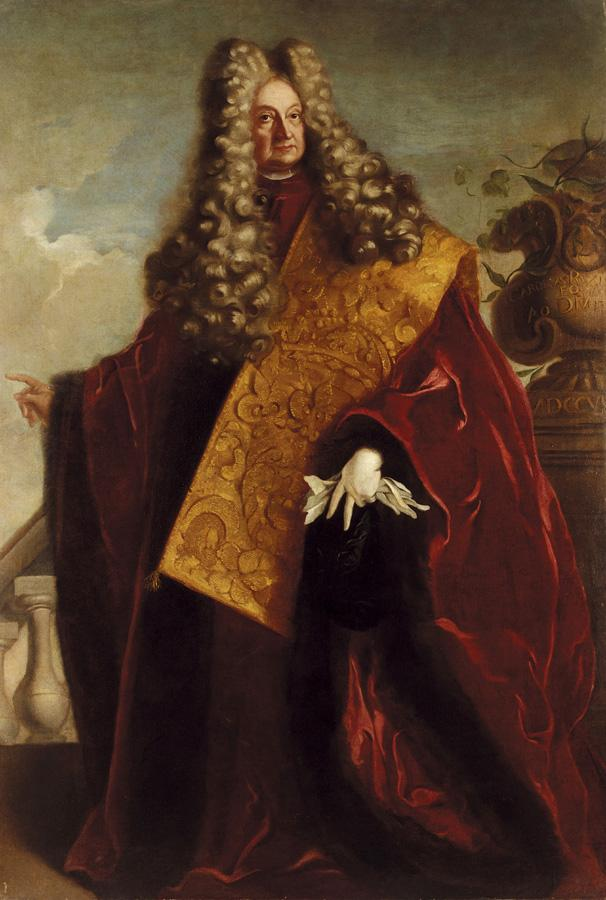
Il doge Carlo Ruzzini in abiti settecenteschi

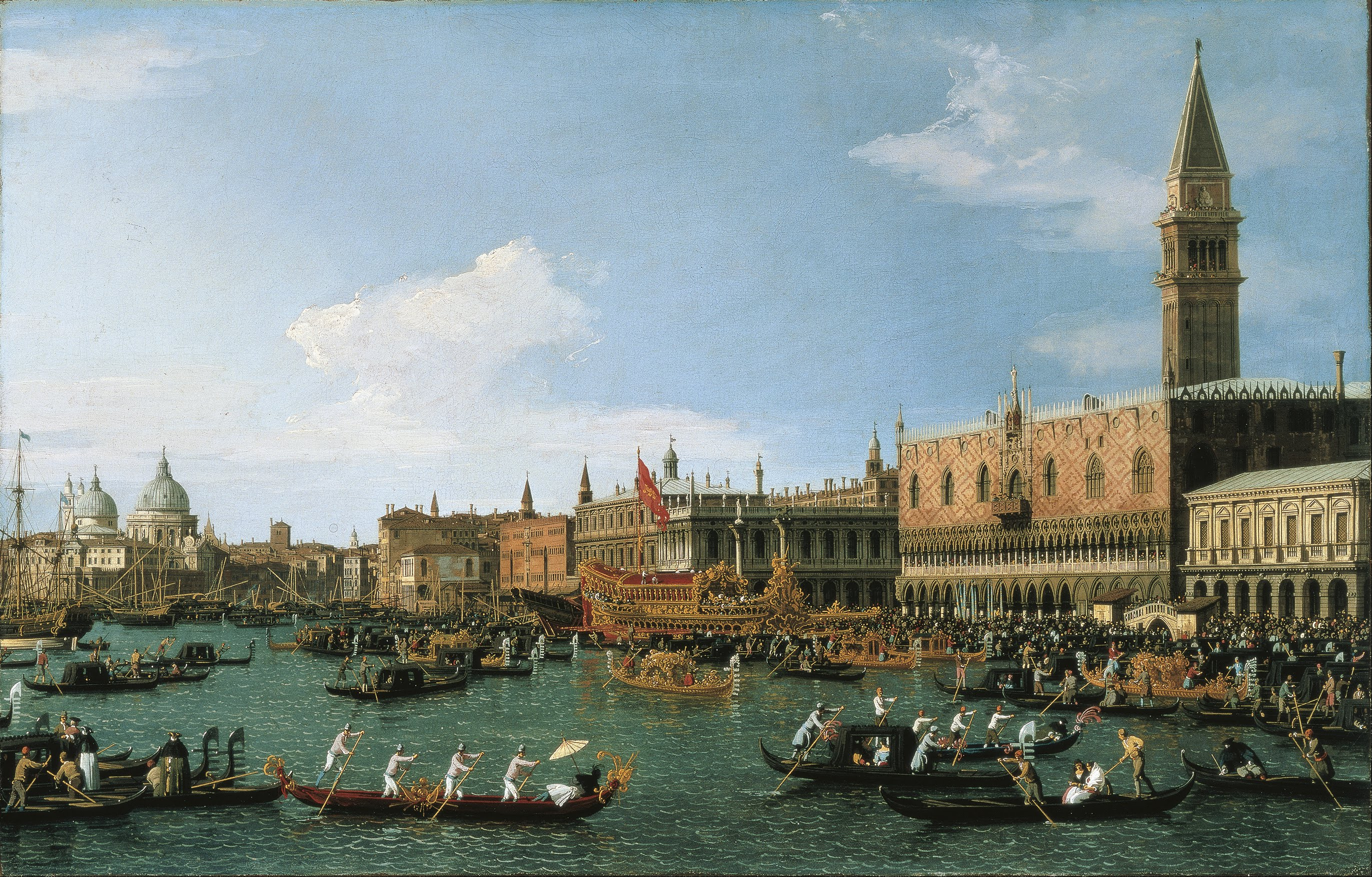
La Festa della Sensa in un'opera del vedutista Canaletto

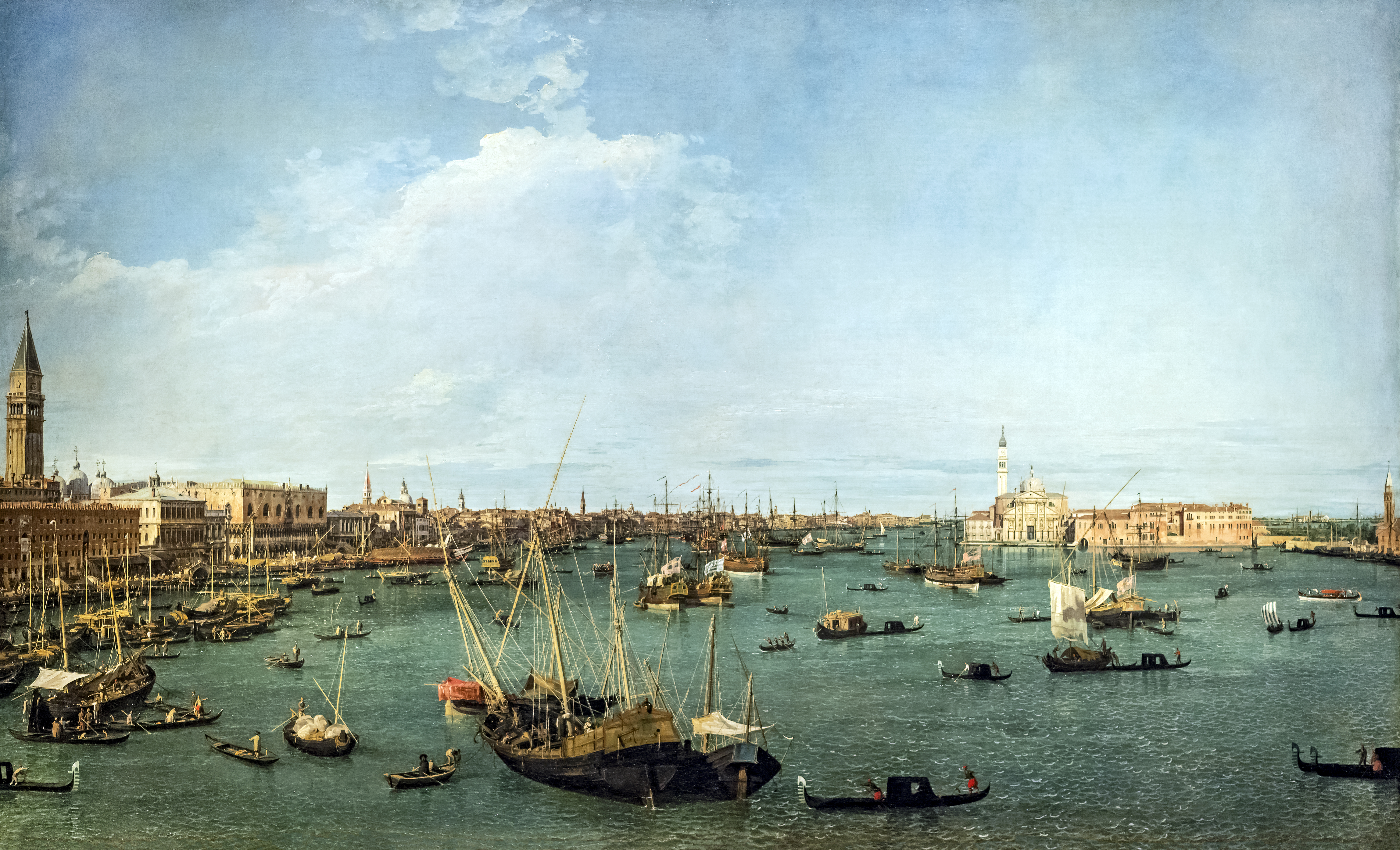
Il bacino di San Marco a metà Settecento

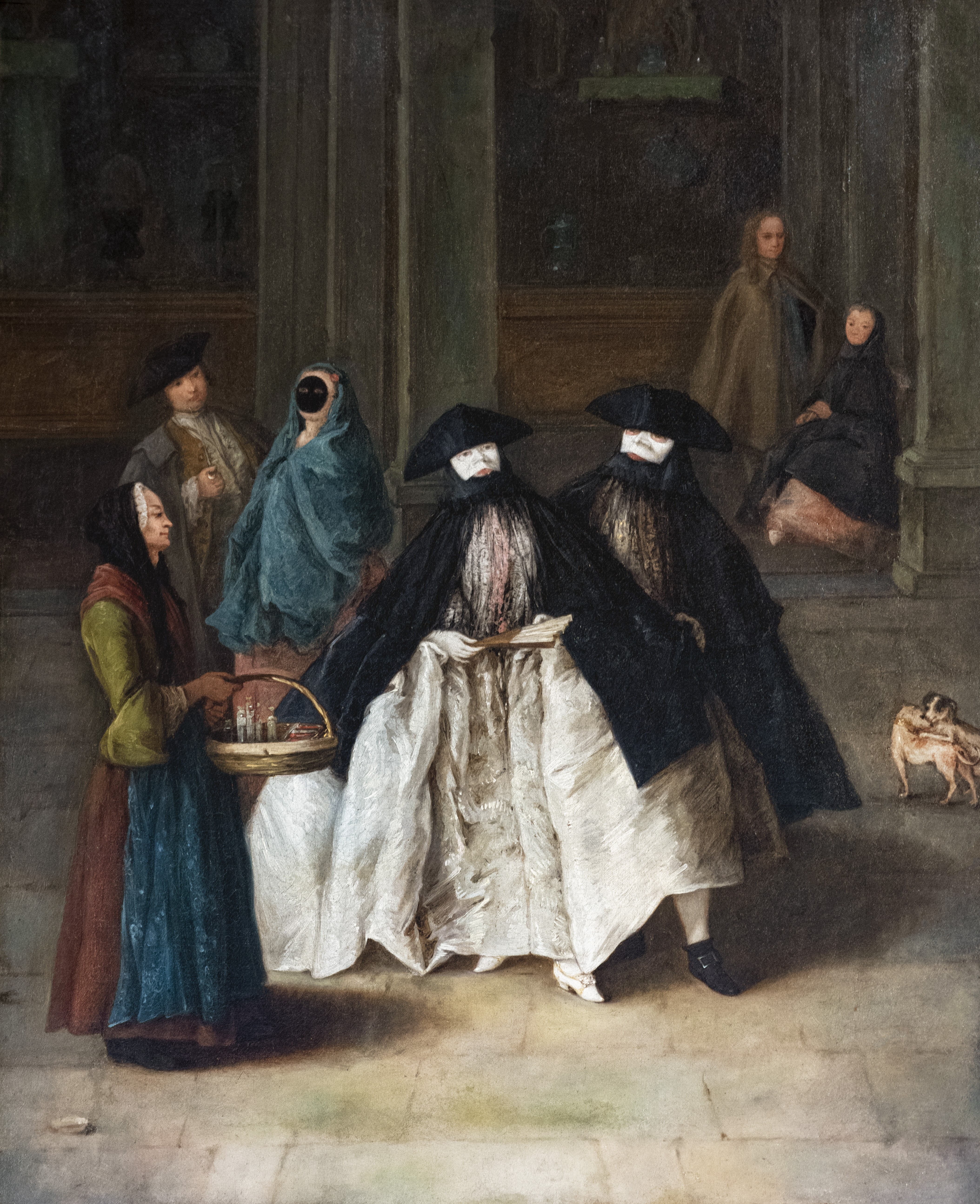
Maschere del Carnevale di Venezia: l'ultimo secolo della Repubblica fu contraddistinto da feste e mondanità

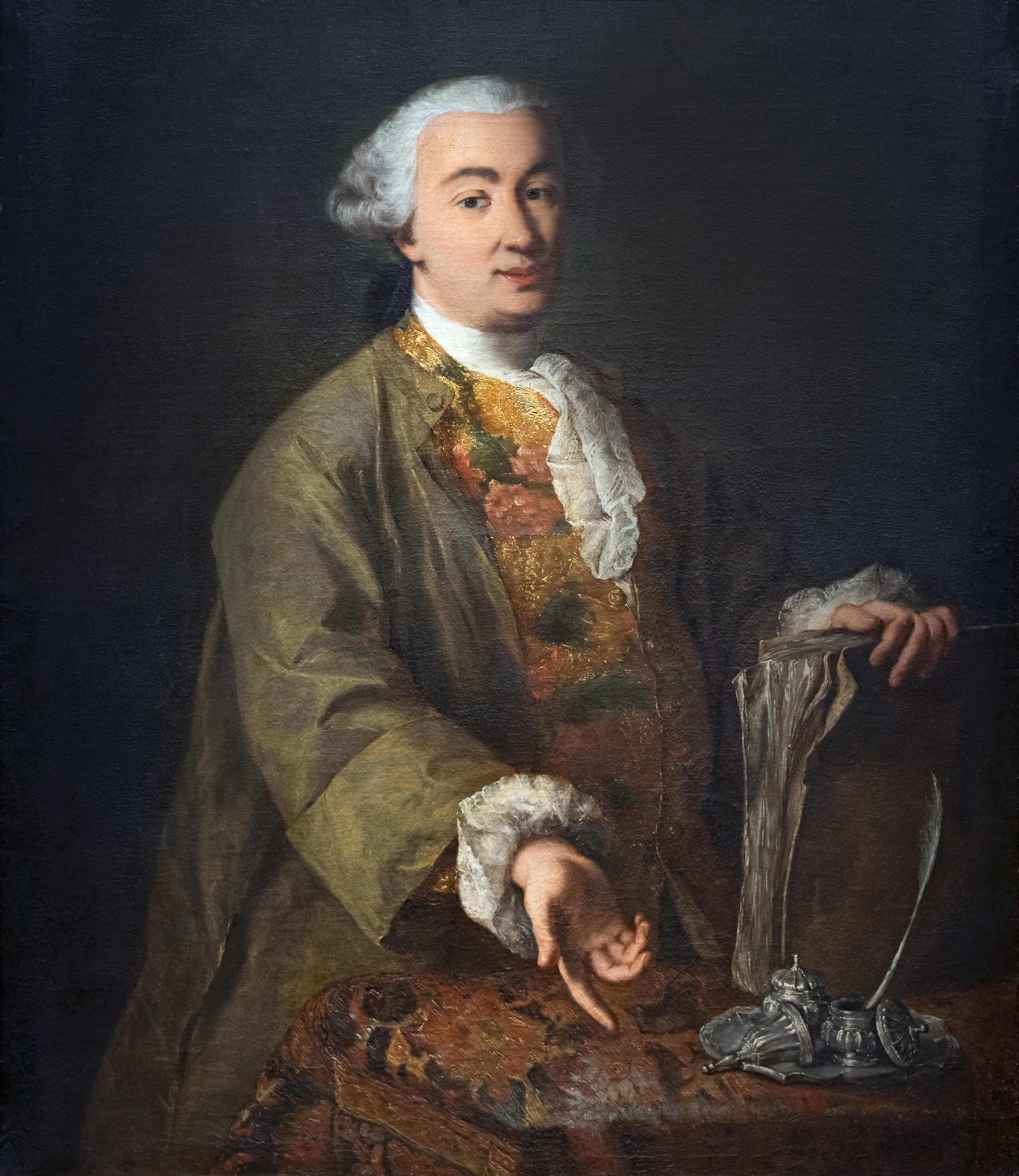
Il commediografo veneziano Carlo Goldoni

Alvise II Mocenigo venne eletto nel 1700, inaugurando la politica di ferma neutralità che contraddistinse l'ultimo secolo della Repubblica. Venezia rimase dunque estranea alla guerra di successione spagnola. Il doge morì nel 1709.
Il 22 maggio venne eletto Giovanni II Corner. Nonostante il desiderio veneziano di restar al di fuori delle guerre che insanguinavano l'Europa in quel periodo, nel 1714 la Repubblica fu costretta a confrontarsi nuovamente con gli Ottomani che tentavano di penetrare nell'Adriatico. La guerra colse la Serenissima impreparata politicamente e militarmente: in breve caddero la Morea e le ultime colonie egee. Gli unici successi di rilievo furono la difesa fortunata dell'isola di Corfù nel 1716 e il blocco delle incursioni nella Dalmazia meridionale. La pace di Passarowitz, nel 1718, costrinse Venezia a riconoscere la perdita della Morea, consentendole di mantenere solo le isole Ionie e di ampliare i possedimenti dalmati. Nel 1721 il confine dalmata venne definitivamente stabilizzato con la definizione della cosiddetta linea Mocenigo.
Il 24 agosto 1722 divenne doge Alvise III Sebastiano Mocenigo, durante il cui dogado Venezia, ridottasi a potenza marginale nello scacchiere internazionale, vide ridursi progressivamente sempre più il dinamismo del proprio ceto politico, a mano a mano che questo volgeva i propri interessi alle proprietà fondiarie di terraferma. Per sostenere le finanze pubbliche, poi, il patriziato subì una sempre più massiccia immissione di nuove famiglie nel corpo aristocratico, anche con lo scopo di rinsaldare i legami coi ceti dirigenti della terraferma. In quest'epoca si cercò tuttavia di por rimedio, con difficoltà, alla dilagante corruzione statale e a rivitalizzare l'ormai esausta economia nazionale. Vi furono importanti lavori di restauro e piazza San Marco venne lastricata. Il doge morì il 21 maggio 1732.
Fece seguito il breve dogado di Carlo Ruzzini.
Il dogado di Alvise Pisani ebbe inizio il 17 gennaio 1735. In quest'epoca andò crescendo lo sfarzo delle feste e degli eventi mondani che resero celebre Venezia in tutta Europa come città di piacere e divertimento, oltre che di cultura, grazie alla libertà di pensiero garantita dalla Repubblica contro le ingerenze ecclesiastiche. A partire dal 1736, grazie all'introduzione di nuovi tipi di navi, dette atte, con equipaggio ridotto e molti cannoni come difesa, l'economia migliorò decisamente.
Il 30 giugno 1741 vestì il corno ducale Pietro Grimani, durante il cui dogato, grazie alle sovvenzioni statali e alla protezione dogale, si ebbe un notevole sviluppo dell'attività culturale e artistica. Anche l'economia, già rifiorita col Pisani, riprese forza anche grazie ai vantaggi portati dalla politica di neutralità nel complesso dei conflitti europei, che consentiva ai mercanti della città lagunare di commerciare liberamente con tutti i paesi. Il Grimani morì il 7 marzo 1752.
Succedette Francesco Loredan, durante il cui dogado si acuirono gli scontri tra i conservatori e quanti propugnavano riforme politiche che aumentassero il dinamismo della Repubblica. Nello scontro prevalsero i primi e i principali esponenti della parte avversa, tra cui l'illuminista Angelo Querini, vennero incarcerati o esiliati. In questo tipo di clima si consumò l'arresto, nella notte tra il 25 e il 26 luglio 1755 del turbolento Giacomo Casanova, il quale venne rinchiuso nelle carceri dei Piombi, dai quali evase -unico nella storia di quelle prigioni- rocambolescamente all'alba del 1º novembre. Lo scoppio in Europa della guerra dei Sette anni permise frattanto un rafforzamento della ripresa economica che rafforzò ulteriormente l'ala conservatrice del Maggior Consiglio. Il Loredan morì il 19 maggio 1762.
Venne eletto Marco Foscarini, il quale morì però dopo appena dieci mesi.
Il 19 aprile 1763 divenne dunque doge Alvise IV Giovanni Mocenigo. Nel 1764 venne ratificata la Convenzione di Ostiglia, che stabiliva in via definitiva l'annosa questione sui confini occidentali della Repubblica in direzione dei possessi austriaci nel milanese. In realtà l'affare si era reso scabroso essendosi rilevato un'azione di spionaggio a danno delle difese della Repubblica Veneta. In quest'epoca Venezia venne colpita da una grave crisi economica, contro la quale si cercò di reagire promulgando leggi suntuarie, che non trovarono però alcuna reale applicazione. Si attuò una riforma fiscale per ridistribuirne la pressione sui cittadini e vennero aboliti i dazi interni, mentre si cercava di rivitalizzare i commerci agendo contro i pirati barbareschi, colpiti con una spedizione nel 1766 contro Tripoli che costrinse il signore locale a stringere accordi commerciali con la Repubblica. Altri accordi vennero ricercati anche a Tunisi, in Marocco, nell'Impero russo e anche nelle Americhe. Nel 1767, nell'ambito di un miglioramento del clima di relazione con l'Austria, Venezia venne visitata da Carlo Eugenio di Württemberg, seguito nel 1769 e 1775 dallo stesso Giuseppe II. Il doge morì nel 1778 mentre una nuova spedizione punitiva veniva condotta contro Tripoli.
Il 14 gennaio 1779 venne scelto come successore Paolo Renier. Nel 1782 la città venne visitata da Paolo di Russia conte del Nord e da papa Pio VI. Nel 1784 fu la volta di Gustavo III di Svezia, ma, nonostante queste importanti presenze, la condizione politica veneziana si palesava sempre più come marginale nello scacchiere europeo. Nel 1785-1786 per l'ultima volta la flotta di San Marco mosse guerra: al comando di Angelo Emo vennero bombardate Sfax, Tunisi e Biserta, ponendo definitivamente fine alle minacce barbaresche ai residui traffici veneziani. In questo periodo, comunque, la Serenissima brillava ancora dal punto di vista del profilo culturale, basti ricordare al riguardo i nomi di Vivaldi nella musica, Goldoni nella letteratura e Tiepolo e il Canaletto nella pittura.
Il Settecento si contraddistingue per la diffusione del Salotto letterario tipico della Francia illuminista. In tali salotti si fanno dibattiti letterari, politici si intrattengono conversazioni amorose, si gioca a carte. Vanno menzionati il salotto di Isabella Teotochi Albrizzi frequentato dai più famosi letterati dell'epoca come Ugo Foscolo, George Gordon Byron oppure quello di Marina Querini o di Giustina Renier Michiel frequentati anche da Antonio Canova e da Madame de Staël . Anche se tali salotti sono a favore delle idee rivoluzionarie lo sono meno per la Rivoluzione francese.

### La Caduta
Il 9 maggio 1789 venne eletto l'ultimo doge: il friulano Lodovico Manin. Alla sua elezione circolò la voce:
(Pietro Gradenigo del Rio Marin)

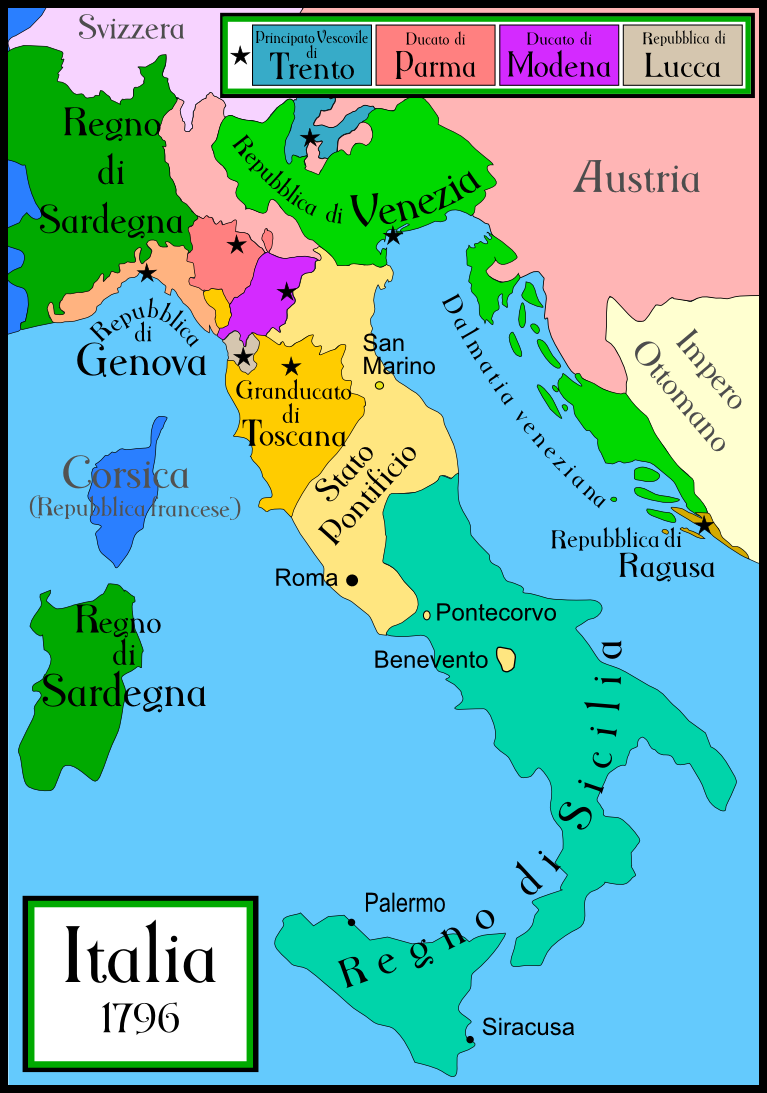
I territori veneziani alla vigilia della caduta

La crisi economica che colpiva Venezia era in realtà diffusa in gran parte d'Europa e in particolare in Francia, dove crebbero rapidamente le tensioni interne. Gli eventi innescati dalla convocazione degli Stati Generali in quello stesso mese di maggio esplosero poco tempo dopo, il 14 luglio con la presa della Bastiglia e lo scoppio della rivoluzione francese. Contro la rivoluzione, temendo un diffondersi dei suoi ideali, intervennero le maggiori potenze europee, tanto da spingere, il 21 gennaio 1793, i rivoluzionari a ghigliottinare il sovrano, Luigi XVI, nel timore di una restaurazione dell'assolutismo, e a instaurare il Terrore. Il vento rivoluzionario proveniente dalla Francia, tuttavia, si diffuse ugualmente in Europa, giungendo anche a Venezia, dove la vita pubblica veneziana venne agitata da travagli politici interni, provocati dalle nuove idee. Il governo, pur arroccandosi su posizioni rigidamente conservatrici, non seppe fornire un'efficace reazione alle istanze di rinnovamento, né a soffocare completamente il malcontento, esteso in particolare alle classi medie, causando una diffusa insicurezza nella classe aristocratica, timorosa dello scoppio di rivolte giacobine, che in realtà non si realizzarono mai. La Repubblica si limitò così a fornire nel 1794 ospitalità al pretendente al trono di Francia, il conte di Lilla Louis Stanislas Xavier: quando però giunsero le vive proteste dei rappresentanti francesi, il diritto d'asilo venne revocato e Luigi se ne partì, chiedendo, per protesta, che il suo nome fosse cancellato dal libro d'oro della nobiltà veneziano. L'allontanamento di Luigi spinse al contempo molte corti europee a manifestare il proprio disappunto al governo veneziano. La situazione di Venezia era tesa, tra fermenti interni dovuti alle richieste di maggiore democraticità e libertà e i fatti di Francia, quando nell'aprile 1796 calarono in Italia le truppe francesi inviate contro le forze controrivoluzionarie.
La conduzione della campagna d'Italia era stata affidata al giovane generale Napoleone Bonaparte, il quale travolse il Regno di Sardegna e i possedimenti austriaci, entrando il 15 maggio a Milano. Venezia si era immediatamente preoccupata a dichiarare la propria neutralità, nonostante le richieste di soccorso austriache, limitandosi a nominare in via straordinaria un Provveditore Generale per la Terraferma, per rafforzare il controllo sulle province. La neutralità veneziana venne però violata prima dalle forze austriache in ritirata, che ripiegarono verso il Tirolo attraverso i territori della Serenissima, trovandovi le città sbarrate, e poi, il 30 maggio, da Napoleone, che attraversò in forze il Mincio per dare la caccia agli austriaci. La Terraferma divenne così teatro di scontro nella guerra. Desideroso di non provocare i francesi, il 1º giugno il Provveditore Generale acconsentì al loro ingresso nella piazzaforte di Verona e in altre città, accompagnando la cosa con un'analoga concessione agli austriaci. Si venne progressivamente a creare ovunque una difficile condizione di convivenza tra le truppe veneziane, gli occupanti francesi e la popolazione locale, mentre la presenza dell'esercito rivoluzionario eccitava gli animi dei simpatizzanti giacobini. Di fronte a tali avvenimenti, il Senato, gravemente preoccupato, ordinò il richiamo della flotta, la coscrizione delle cernide e la creazione di un Provveditore Generale alle Lagune e ai Lidi per provvedere alla difesa del Dogado, protestando al contempo presso il Direttorio di Parigi e la corte di Vienna. Al Provveditore Generale di Terraferma venne affiancato un Provveditore Straordinario, ma con scarsi risultati. Fallite le controffensive invernali austriache, e conquistata la roccaforte asburgica di Mantova, il Provveditore Straordinario non seppe evitare che i francesi sobillassero la ribellione di Bergamo, il 13 marzo, e Brescia, il 18 marzo, e intervenissero apertamente il 27 marzo a forzare la ribellione di Crema e a bombardare il 31 marzo Salò, insorta in difesa della Serenissima. Liberatisi di ogni parvenza di legalità i francesi si fecero sempre più aggressivi e arroganti, minacciando apertamente di ostacolare le operazioni di riconquista delle città ordinate da Venezia. Anche le insurrezioni anti-giacobine nelle terre della Lombardia Veneta vennero soffocate.

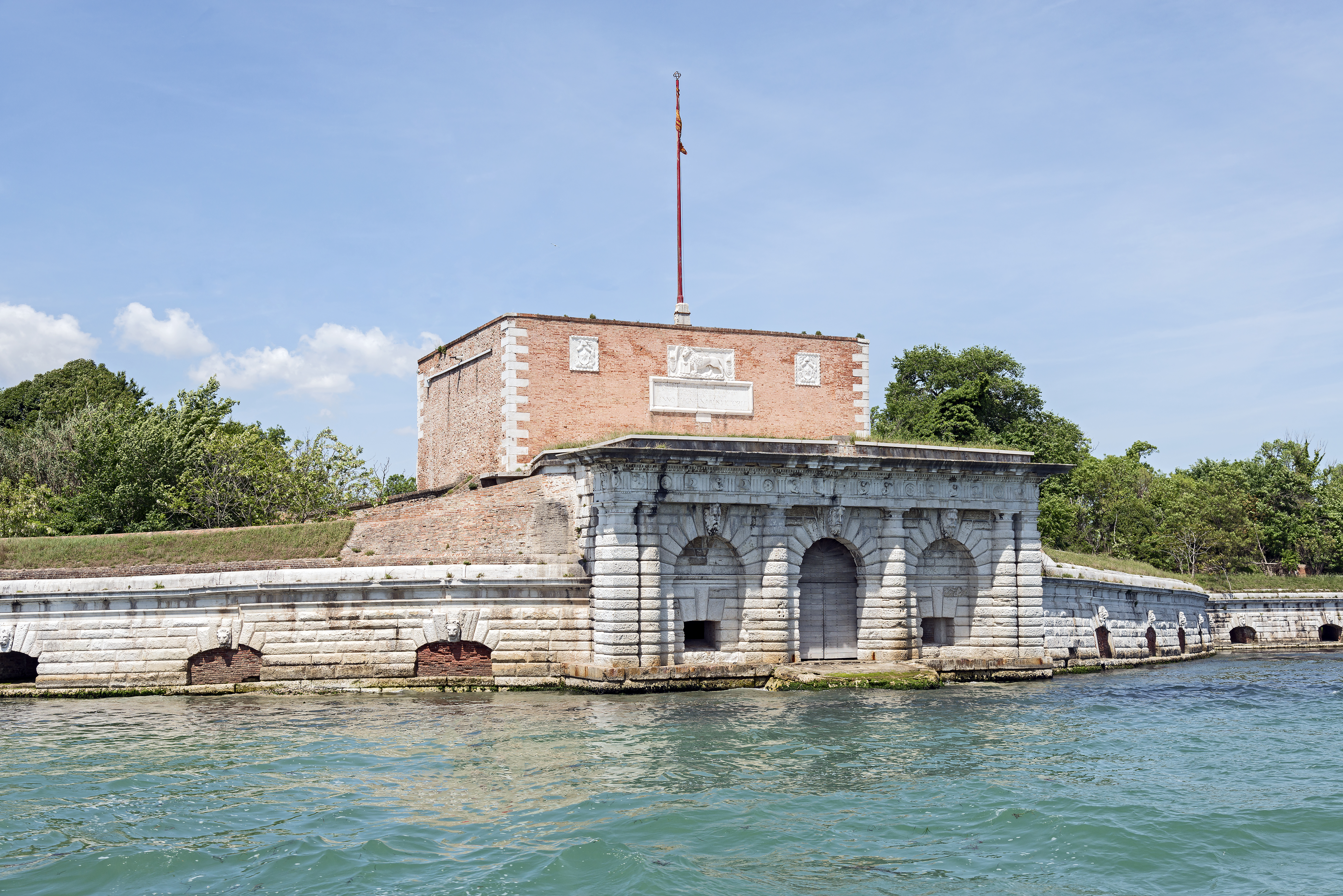
Il forte di Sant'Andrea, a Venezia, da cui vennero sparate le salve d'artiglieria che affondarono Le Libérateur d'Italie

Il 17 aprile Napoleone giunse a firmare un preliminare di pace a Leoben con l'imperatore Francesco II, promettendo a quest'ultimo la consegna dei Domini di Terraferma. Lo stesso giorno, nonostante i proclami ducali che invitavano alla calma, Verona - esasperata - insorse costringendo i francesi a rinchiudersi nelle fortezze. Il 20 aprile, i francesi, nonostante fossero a conoscenza della proibizione all'ingresso di vascelli armati nei porti della Repubblica, tentarono di saggiare le difese di Venezia inviando la fregata Le Libérateur d'Italie a forzare il porto del Lido: in risposta, le potenti artiglierie del forte di Sant'Andrea distrussero la nave. Il governo della Repubblica non seppe tuttavia sfruttare la situazione di momentaneo vantaggio e, sperando ancora di evitare un conflitto aperto, seppure a prezzo della perdita dei possedimenti terrestri, si rifiutò di mobilitare l'esercito e di inviare rinforzi a Verona. Questa, infine, il 24 aprile fu costretta ad arrendersi. La rinuncia a una difesa armata permise a Napoleone di attestarsi facilmente a Marghera, ai margini della laguna, dove il 2 maggio dichiarò ufficialmente guerra a Venezia. Nonostante la Repubblica disponesse ancora dell'intera e potente flotta, dei presidi militari della città e di quelli d'oltremare e nonostante i più decisi a resistere avessero invitato il doge a raggiungere Zara, città sicura da cui coordinare la difesa, la mattina del 12 maggio, tra voci di congiure e dell'imminente attacco francese, il Maggior Consiglio si riunì per l'ultima volta. Sebbene alla seduta mancasse il numero legale, il doge esortò i patrizi a dichiarare abolito l'antico governo nella speranza di risparmiare ulteriori sofferenze alla popolazione:
(Ludovico Manin, discorso all'ultima seduta del Maggior Consiglio.)

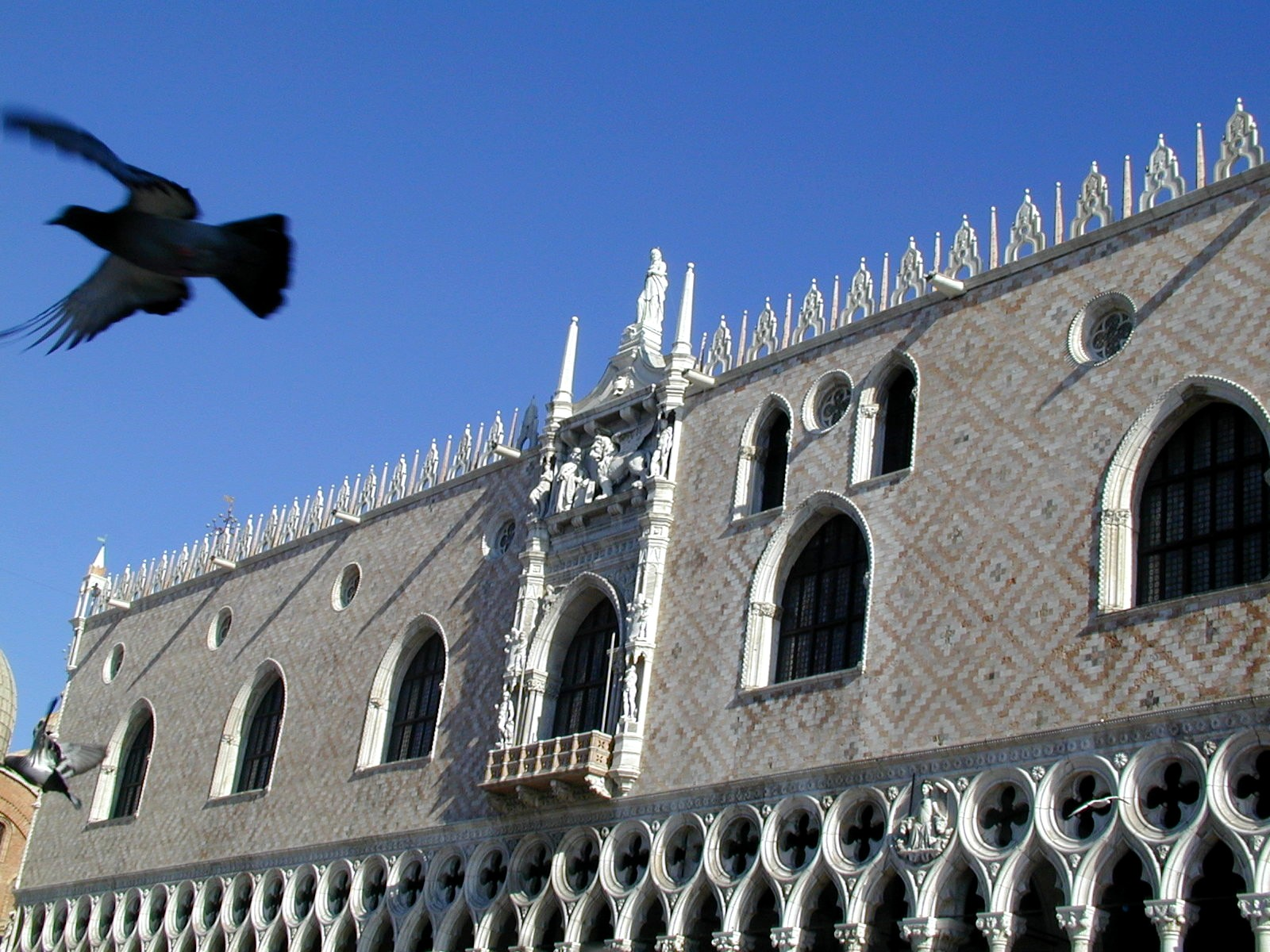
Il balcone di Palazzo Ducale da cui il 12 maggio 1797 fu annunciata al Popolo l'abdicazione del Maggior Consiglio e la fine della Serenissima Repubblica

Atterriti dalle salve di moschetto degli Schiavoni che, evacuando secondo gli ordini, salutavano a quel modo Venezia, i nobili presenti approvarono la proposta e sciolsero la riunione. L'annuncio al popolo della decisione provocò però la rivolta. Al grido di Viva San Marco! e Viva la Repubblica i cittadini tentarono di reinsediare la Repubblica, attaccando le case e i beni dei giacobini. I magistrati, temendo di dover rispondere ai francesi dei tumulti, arrivarono a soffocare i moti nel sangue, sparando persino colpi d'artiglieria a Rialto e istituendo ronde notturne di Arsenalotti. Il 13 maggio il doge, rimasto per la prima volta da secoli unico padrone dello Stato, emanò gli ultimi proclami per definire la transizione dei poteri a una Municipalità Provvisoria, giungendo a minacciare di morte chiunque avesse osato sollevarsi contro il nuovo governo. Il 14 maggio il potere passò come stabilito al governo municipale, che invitò i francesi a entrare in città, dove giunsero il 15 maggio, mentre Ludovico Manin, deposte le insegne ducali, lasciava il Palazzo per ritirarsi nella propria residenza di famiglia.

### Esplicative
1. ↑  Dandolo, Andrea: Chronica per extensum descripta, Rerum Italicarum Scriptores, XII/1, Bologna 1958, p. 105.
2. ↑  Scrive infatti Giovanni Diacono nella Istoria Veneticorum, II-2, che «Temporibus nempe imperatoris Anastasii et Liuprandi Langobardorum regis, omnes Venetici, una cum patriarcha et episcopis convenientes, communi consilio determinaverunt quod dehinc honorabilius esse sub ducibus quam sub tribunis manere. Cumque diu pertractarent quem illorum ad hanc dignitatem proveherent, tandem invenerunt peritissimum et illustrem virum, Paulitionem nomine, cui iusiurandi fidem dantes, eum apud Eraclianam civitatem ducem constituerunt.» ("Appunto al tempo dell'imperatore Anastasio e di Liutprando, re dei Longobardi, tutti i Venetici, riunendosi insieme al Patriarca e ai Vescovi, decisero di comune accordo che fosse dunque più onorevole rimanere sotto [il governo] di un Duca, piuttosto che dei Tribuni. E così discutendo a lungo su chi tra loro elevare a tale dignità, infine trovarono un uomo abilissimo ed illustre, di nome Paoluccio, e, giurandogli fedeltà, lo nominarono Duca presso la città di Eracliana").
3. ↑  Scrive infatti Andrea Dandolo nella Chronaca Venetiarum, I-7: «Illic Paulutius dux amicitiam cum Liutprando rege contraxit et pacta inter Venetos et Langobardos fecit per quae sibi et populo suo immunitates plurimas acquisivit et fines Heracliae cum Marcello magistro militum, terminavit, videlicet, a Plava majore usque in Plavam sicca, sive Plavicellum.» ("Colà il duca Paulicio strinse pace e amicizia col re Liutprando e stipulò un trattato tra Veneti e Longobardi, col quale acquisiva per sé ed i suoi numerose esenzioni e, come si vede, stabiliva assieme al magister militum Marcello i confini di Eraclia dal Piave maggiore sino alla Piave secca, altrimenti detto Piavicello").
4. ↑  Si legge infatti dall'anonimo della Cronaca Altinate, libro III, che: «Orta est contentio inter Veneticos, coeperunt fortiter inter se pugnare, apprehenderunt eandem civitatem et incenderunt et interfecierunt Paulicium in simul cum filium eius et cunctos consanguineos eorum et remansit ex eis nisi tantum salummodum unus clericus qui genuit duos filios.» ("Nacque una contesa tra i Venetici, i quali presero a combattersi con sempre maggior forza, conquistarono quella città (Eracliana), la diedero alle fiamme e massacrarono Paulicio assieme a suo figlio e a tutti i loro consanguinei, tra i quali non rimase nessuno se non un prete, dal quale discesero due figli").
5. ↑  Giovanni Diacono scrive nella sua Istoria Veneticorum, II-17, che «Eisdem etiam diebus Venetici, magistrorum militum prelibate prefecture dignitatem abominantes, rursum, ut quondam, ducem, videlicet Deusdedem, sepedicti Ursonis ypati filium, in Metamaucense insula sibi crearunt.» ("In quegli stessi giorni, inoltre, i Venetici, disgustati -provatone il governo- dalla carica dei magistri militum, si nominarono nuovamente, come un tempo, un Duca nell'isola di Metamauco, vale a dire Teodato, considerato figlio di Orso Ipato").
6. ↑  Ipotesi di Gherardo Ortalli in Ortalli G., op. cit., p. 371. Cfr. anche Mor C. G., Aspetti della vita costituzionale veneziana fino alla fine del X secolo, in Le origini di Venezia, Sansoni ed., Firenze 1964, p. 129.
7. ↑  Giovanni Diacono scrive infatti nella Istoria Veneticorum, III-32, che «Deinde cum domnus Iohannes dux adhuc infirmitate detentus, frater eius ducatum rennueret, Venetici ducem sibi constituerunt, Petrum videlicet, cognomento Candianum, infra domum ipsius, septima decima die mensis aprilis» ("Quindi, poiché il signore Giovanni, il duca, era divenuto inabile al governo, rinunciando anche suo fratello al ducato, i Venetici si nominarono un doge, vale a dire Pietro, chiamato Candiano, come in seguito la sua stessa casata, nel diciassettesimo giorno del mese di aprile.").

### Bibliografiche
1. ↑  The Bairoch Database
2. ↑   Giuseppe Cappelletti, Storia della Repubblica di Venezia dal suo principio sino al suo fine, Antonelli Editore 1850,  pp. ne 26-28.
3. 1 2 3   Marc'Antonio Bragadin, Le repubbliche marinare, collana I grandi libri d'oro, Milano, Arnoldo Mondadori Editore, 1974,  p. 11.
4. 1 2   Marc'Antonio Bragadin, Le repubbliche marinare, collana I grandi libri d'oro, Milano, Arnoldo Mondadori Editore, 1974,  p. 12.
5. 1 2 3  Romanin, Samuele: Storia documentata di Venezia, libro I, capitolo VI.
6. 1 2  Diehl, 2004.
7. ↑  Cronaca Altinate, libro I.
8. ↑  Giovanni diacono, Cronaca, in Cronache veneziane antichissime, Fonti per la storia d'Italia, IX, Roma 1980, p. 91.
9. ↑  Liber pontificalis, I.
10. ↑  Romanin, Samuele: Storia documentata di Venezia, libro I, capitolo II.
11. ↑  Ortalli G., op. cit., pp. 362-364.
12. ↑  Diehl, 2004, p. 21.
13. ↑  Ipotesi formulata da Gherardo Ortalli, in Ortalli G., op. cit., p. 370-371.
14. ↑  Liber Pontificalis, Stephanus II, XIX, p. 445; XX, pp. 445-446; XXI-XXVI, pp. 446 e segg.
15. ↑  Ortalli G., op. cit., pp. 372-375.
16. 1 2  Romanin, Samuele: Storia documentata di Venezia, libro I.
17. 1 2  Romanin, Samuele: Storia documentata di Venezia, libro I, capitolo III.
18. ↑  Origo civitatum Italie seu Venetiarum
19. ↑  Cessi R., Politica, economia, religione in «Storia di Venezia», vol. II, Dalle origini del ducato alla IV crociata, Centro internazionale delle arti e del costume, Venezia 1958, p. 108.
20. ↑  Petrusi A., L'impero bizantino e l'evolvere dei suoi interessi nell'alto Adriatico, in «Le origini di Venezia», Sansoni ed., Firenze 1964, p. 74.
21. ↑  Origo civitatum Italiae seu Venetiae
22. ↑  Pietro diacono, op. cit., p. 110.
23. 1 2   Mirko Riazzoli, Cronologia di Venezia.
24. ↑  Ortalli G., op. cit., pp. 385-386
25. ↑   Mirko Raizzoli, Cronologia di Venezia.
26. ↑  Nella cronaca di Guglielmo di Tiro, libro XII.
27. 1 2  Zorzi, 2001.
28. ↑  Storia di Venezia E. Musatti Filippi Editore pag.295-299
29. ↑  Avvenire 5 luglio 2017. Se in Veneto salta il Banco, corsi e ricorsi della storia
30. ↑  Pellegrini, 2009, pp. 115-116.
31. ↑  Canonici, Alviano p. 13.
32. ↑  Pellegrini, 2009, pp. 116-117.
33. ↑  Pellegrini, 2009, pp. 120-122.
34. ↑  Pellegrini, 2009, p. 123.
35. ↑  509
36. ↑  Pellegrini, 2009, p. 125.
37. ↑  Hutchinson, 2012, p. 159.
38. ↑  Pellegrini, 2009, pp. 146-149.
39. ↑  Barbero, 2010, pp. 86-88.
40. ↑  Molmenti Pompeo: La storia di Venezia nella vita privata dalle origini alla caduta della Repubblica, Istituto italiano d'arti grafiche editore, Roma, 1912, pag.478.